# Invasions barbares
Pour le film du même nom, voir Les Invasions barbares.

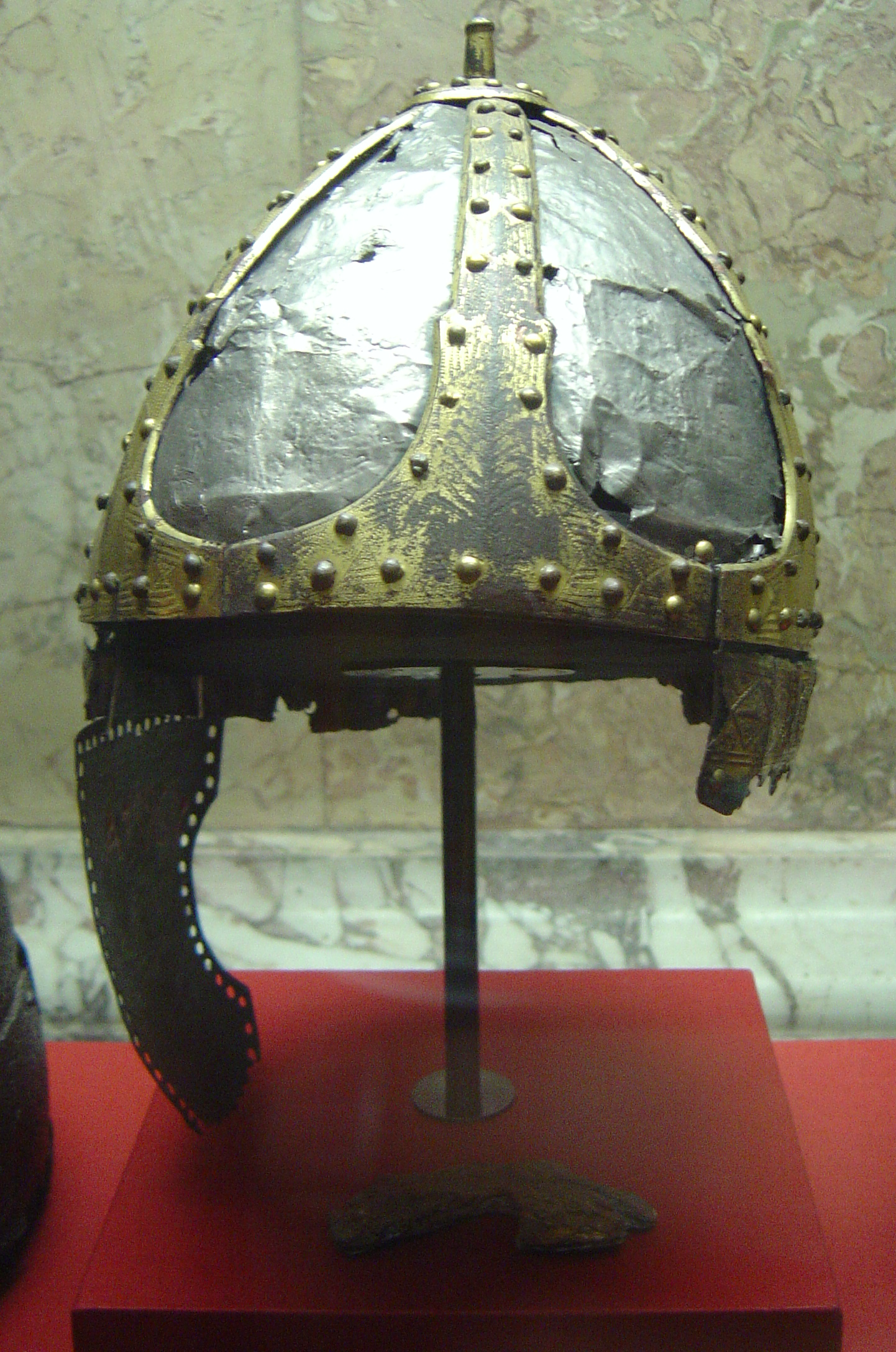
Spangenhelm du Ve siècle, importé des ateliers byzantins.

Les invasions barbares, ou grandes migrations, sont un ensemble de migrations de peuples dans l'Antiquité tardive, principalement en Europe, commençant par l’arrivée des Huns en Europe centrale et orientale aux environs de 375, et finissant par celles des Lombards en Italie en 568 et des Slaves dans l’Empire romain d’Orient en 577. Cette période voit la partition de l'Empire romain et la désagrégation de sa partie occidentale au profit de plusieurs royaumes fondés par des peuples germaniques.
Ce découpage historique est une conception de l’esprit reposant sur des conventions linguistiques variant d'une langue à l'autre. L’expression « invasions barbares » est une spécificité des langues romanes faisant référence au barbaricum, mot par lequel les auteurs romains désignaient les territoires échappant au contrôle de Rome. Dans la recherche historique moderne, les différentes langues européennes ont renoncé au substantif « invasions » et à l’adjectif « barbares », préférant des syntagmes moins péjoratifs comme « migration des peuples » ou « période des migrations » (Völkerwanderung en allemand, Migration Period en anglais). En l'occurrence, malgré quelques déplacements massifs, l’arrivée des Germains en Occident au Ve siècle et leur établissement en royaumes autonomes ne doivent plus être envisagés comme un brutal déferlement. En fait, le terme « invasion », avec son implication de force dévastatrice, tend à être remplacé par celui « d’incursion », qui semble mieux correspondre à la réalité observée.
Loin de se réduire à un événement unique et continu, les invasions sont un processus au cours duquel différentes populations, qui se forment et se modifient sous l’emprise de multiples facteurs comme la pression d'autres peuples migrateurs et les changements climatiques, déferlent en vagues successives et progressives sur l'Empire romain. Ces mouvements migratoires ont pu entraîner le départ des populations romanisées, leur assimilation ou leur assujettissement, mais inversement ces populations ont aussi pu romaniser et christianiser — ou convertir de l'arianisme au christianisme nicéen — les royaumes dits « barbares » comme dans les cas des Wisigoths, des Francs et des Lombards.
Après la mort de l’empereur Théodose Ier en 395, l’Empire romain est de facto séparé en deux parties, chacune d’elles régie par un co-empereur. En 382 et en 418, des accords sont conclus entre les autorités de l’empire et les Wisigoths permettant pour la première fois aux Goths de s’établir sur le territoire romain. Les Francs se voient octroyer également cette autorisation et reçoivent, à titre de fœderati, la mission de protéger la frontière nord-est des Gaules. Avec le passage du Rhin en 406, et l’irruption des Vandales et des Suèves dans l’empire, l’administration impériale s'écroule, lentement mais inexorablement, dans la partie occidentale de l'empire, ce qui conduira à la déposition du dernier empereur occidental en 476, alors qu’à l’Est les structures de l’empire résistent, bien qu’affaiblies par les guerres menées contre d’autres envahisseurs, et peuvent être réformées par des empereurs énergiques, permettant leur survie. En Occident, les Ve et VIe siècles voient la création et la croissance de royaumes germaniques (regna), parmi lesquels le royaume des Francs pose les bases de ce qui sera l'Empire carolingien.

## Survol général

### Terminologie

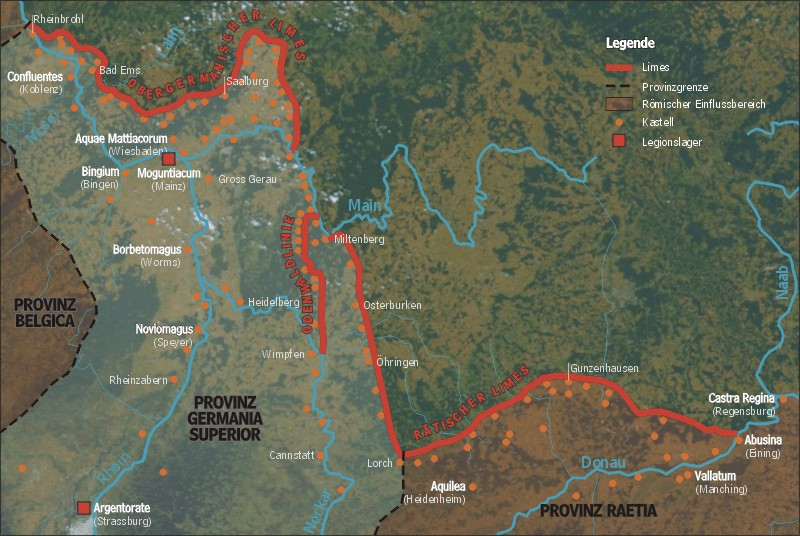
Le limes sépare pendant longtemps l'empire des Barbares ; Rome tente de le protéger en signant des traités (foedus) avec les peuples qui vivaient près de cette frontière (foederati) afin de la défendre des envahisseurs lointains. Ici une portion du limes germanique.

Les travaux menés depuis la Seconde Guerre mondiale ont conduit à remettre en question aussi bien le concept d’« invasions barbares » utilisé dans plusieurs langues romanes, que celui de Völkerwanderung (migration des peuples) utilisé dans les langues germaniques. Les historiens allemands et germanophones préfèrent le terme, moins péjoratif, de « migration des peuples », tandis que la plupart des historiens anglo-saxons parlent aujourd'hui de « Migration Period » pour évoquer cette période de l'histoire.
Les mots « invasions » et « barbares » sont discutés. Une « invasion » n’est pas systématiquement violente et encore moins « massive » même s’il peut arriver qu’un peuple entier se déplace et qu’il mène des campagnes de pillage ou des guerres,. Elle n’est pas non plus systématiquement homogène car beaucoup de dénominations de peuples en migration désignent des confédérations de groupes d’origines diverses ayant en commun de se déplacer ensemble sous la conduite d’un chef commun (dont le nom s’est généralement conservé) en tant, par exemple, que peuple cavalier avançant le long d’un milieu naturel donné comme la steppe eurasienne. Elle peut même n’être qu’un « transfert des élites » où de petits groupes conquièrent un territoire déjà peuplé dont ils remplacent l’élite dominante tout en laissant en place les structures sociales et économiques traditionnelles : en tel cas, l’élite peut soit adopter la langue des populations soumises (cas des Francs en Gaule ou des Proto-Bulgares dans les Balkans) soit imposer progressivement la sienne (cas des Anglo-Saxons en Grande-Bretagne),,. L’analyse anthropologique des populations inhumées dans les cimetières, largement étudiées à travers tout le territoire occidental, confirme la théorie d’une infiltration progressive des peuples barbares au sein de l’Empire romain.
Un « barbare », pour les Grecs et les Romains antiques, est à l'origine toute personne qui ne parle pas leur langue et ne partage pas leur modèle de civilisation basé sur la cité et l’écriture. En 212, l'édit de Caracalla accorde la citoyenneté romaine à tous les hommes libres de l'Empire, créant une distinction nette entre citoyens à l'intérieur de l'Empire et barbares à l'extérieur. À la même époque, les auteurs romains appelent barbaricum les territoires hors du contrôle administratif de l'Empire, mais considérés comme appartenant au monde romain. Avec l’extension du christianisme apparaît un deuxième clivage, cette fois entre chrétiens et païens, le terme « barbare » étant alors utilisé pour décrire des populations non ou faiblement christianisées, d’où le sens péjoratif de « non-civilisé » : « Des nations innombrables et féroces se sont rendues maîtresses de la Gaule. Tout le territoire compris entre les Alpes et les Pyrénées, l’Océan et le Rhin a été dévasté par les Quades, les Vandales, les Sarmates, les Alains, les Gépides, les Hérules, les Saxons, les Burgondes, les Alamans, les Pannoniens… Mayence a été prise et détruite, et des milliers d’hommes égorgés dans l’église. Worms est tombé après un long siège. Reims…, Arras…, Tournai, Spire, Strasbourg, ont été transférées en Germanie ; Aquitaine, Novempopulanie, Lyonnaise, Narbonnaise ont été dévastées ».
Le terme de « migration » fait référence à un processus que l’on ne conçoit pas de nos jours de la même manière que dans le passé. Le rapport que Jordanès fait de la migration des Goths vers la mer Noire a longtemps servi de modèle au concept traditionnel : « Lorsque son peuple se fut beaucoup augmenté en nombre, le roi Filimer, fils de Gadaric […] prit la décision que l’armée des Goths et leurs familles devraient quitter cette région (près de la Baltique). Dans leur recherche de lieux habitables et plaisants, ils arrivèrent en Scythie, que l’on appelait Oium dans la langue locale. Ils furent enchantés de la richesse du pays et on dit que lorsque la moitié de l’armée eut traversé la rivière, le pont s’écroula de telle sorte que personne ne pouvait plus passer d’une rive à l’autre. […] Cette partie de l’armée qui avait traversé la rivière et qui était entrée avec Filimer dans le pays de Oium prit possession de cette terre convoitée. Elle fit bientôt face à des gens de la race de Spali ; il y eut combat et l’armée de Filimer fut victorieuse. De là, les vainqueurs se hâtèrent vers les confins du pays scythe qui est près de la mer Noire ». L’impression que l’on retire de cette description est celle d’un roi unique qui conduit un peuple unifié vers de nouvelles terres, et fonde un nouveau royaume après avoir vaincu (et probablement chassé) les populations autochtones. Ce modèle inspiré de l'Ancien Testament, et étendu à l’ensemble des migrations, ne rend pas compte de la réalité des faits, ni des différences existant entre les invasions des IIe / IIIe siècles et celles des IVe / Ve siècles.
Dans le cas précis que décrit Jordanès, il est avéré que non seulement les Goths, mais toute une série de peuplades germaniques prirent part à cette migration. Par ailleurs, celles-ci n’agirent pas comme un groupe unifié : aucune autre source que Jordanès ne fait référence à un Filimer qui aurait été l’unique chef des Goths ; elles mentionnent au contraire divers chefs comme Cniva, Argaith, Guntheric, Respa, Veduc, Thuruar et Cannabaudes. D’autres sources montrent que divers groupes opérèrent de façon différente, les uns par terre, s’alliant parfois à des tribus différentes, les autres par mer, sur un vaste territoire s’étendant de l’embouchure du Danube jusqu’à la Crimée distante de plus de mille kilomètres. Enfin, le résultat de cette migration fut, non pas la création d’un seul royaume comme le sous-entend Jordanès, mais de plusieurs. Selon Heather, Jordanès a simplement plaqué la réalité gothique du VIe siècle où il a vécu sur le IVe siècle.
La notion allemande de Völkerwanderung ou « déplacement des peuples » ne se réfère ni à des « invasions », ni à des « barbares », car les historiens allemands ont commencé leurs recherches par les peuples germaniques antiques tels les Ostrogoths quittant la Pannonie pour les Balkans en 473, groupe qui a progressivement grossi de participants de diverses origines jusqu’à atteindre cent mille personnes lorsqu’il quitta les Balkans pour l’Italie, en 488. Mais des scissions peuvent aussi se produire, par exemple chez les Hérules, se séparant pour aller soit en Scandinavie, soit, en alliance avec les Gépides vers l’empire d’Orient. Dans cette optique, la notion de « peuple » héritée de l’ère des nationalismes représentant des groupes sociaux homogènes fermés aux étrangers, ne peut s’appliquer aux premiers siècles de notre ère. Les termes latins de gentes ou de nationes, décrit ce que les ethnologues nomment « tribu », soit de petites communautés, quelques clans, qui peuvent s’intégrer à des collectivités plus importantes. Ainsi, on pouvait trouver des Ruges ou des Hérules associés à des communautés de Goths. Dans ces cas, on doit plutôt parler d’alliances que de peuples et l’identité ainsi engendrée serait de nature opportuniste plutôt que culturelle. La recherche contemporaine a ainsi démontré que des similitudes de langues, de vêtements ou même d’armes ne suffisaient pas à confirmer l’appartenance à une seule et même communauté ethnique. Ceci implique que divers groupes pouvaient fusionner tout en restant loyaux à leur communauté. Les études sur l’« ethnogenèse » ont montré la complexité de ces processus et ne prennent plus à la lettre les « mythes fondateurs » et l’« histoire légendaire » ultérieurement forgés afin de souder tel ou tel groupe. Face à ces recherches les défenseurs de l’« histoire légendaire » ont cherché une cohésion génétique aux peuples, tentant, par exemple, de démontrer la « pureté génétique » et la « filiation directe » des nations actuelles à partir des peuples antiques ou médiévaux ayant vécu dans le même périmètre. Ce type de scénario est critiquable car il y a peu de traits culturels archaïques attribuables à une origine lointaine qui se décèlent chez les peuples dits « barbares », qui sont souvent romanisés voire christianisés dès leur émergence, sans que cela ne soit une entrave à la constitution de leur identité. L'archéologie n'apporte pas de réponse évidente sur leurs origines, la correspondance entre une culture matérielle (objets, pratiques funéraires) et une identité génétique ou ethnique étant loin d'être systématique.

### Rôle du climat
Selon les approches transdisciplinaires reliant l’histoire et l’étude des paléoenvironnements, une des causes des grandes migrations pourrait être la série de dégradations climatiques commençant au IVe siècle de notre ère et s’achevant au Xe siècle avec l’« embellie de l’an mil ». Ces péjorations climatiques se manifestent en Europe par un Gulf Stream plus intense qui fait du Groenland un pays vert, mais augmente la pluviosité en Scandinavie, compromettant les récoltes et la pêche, et en Asie centrale par une suite d’étés torrides, très secs, et d’hivers très rudes, qui déciment les troupeaux, base économique des peuples de la steppe. L’Empire romain est moins affecté au niveau du climat et de la productivité agricole.[réf. souhaitée]

### Déclin de l’Empire romain d’Occident
Définir le rôle précis que les grandes migrations ont joué dans l’effondrement de l’empire romain d'Occident constitue un exercice difficile. Il est certain que Rome à la fin du IVe siècle et au début du Ve siècle ne dispose plus des capacités d’empêcher l’arrivée de nouveaux arrivants et encore moins de les intégrer dans l’empire, comme elle l’avait fait dans le passé. L’établissement de « royaumes » (regna) germaniques aux Ve et VIe siècles dans l’Ouest de l’empire demeure donc un processus complexe et malaisé à cerner, contrairement à ce que l’on a longtemps pensé en décrivant les choses de façon assez simpliste.
Ainsi, dans son livre L’Empire chrétien publié en 1947, l'historien André Piganiol défend la thèse de la destruction de la civilisation romaine par les Germains. Une thèse aussi simple ne peut plus être soutenue de nos jours, les Francs sont considérés par saint Remi comme les gardiens du pays et les garants du droit (romain). De la même façon, en particulier au cours de la première moitié du XXe siècle, de nombreux historiens aussi bien dans le monde roman qu’anglo-saxon ont avancé des théories qui reflétaient davantage les démêlés de leurs gouvernements avec l’État allemand d’alors que la réalité historique. En retour, de nombreux historiens nationalistes allemands, principalement au temps du nazisme, ont tenté de prouver le prétendu « héritage allemand » de l’époque des grandes migrations. Les recherches faites depuis les années 1970 ont mis l’accent sur le fait que l’Antiquité tardive (et dès lors l’ère des grandes migrations) fut une période de transformation culturelle au cours de laquelle les peuples migrateurs ont joué un rôle vital. Elles reconnaissent en même temps que ce fut une période de grande violence et de déclin économique considérable.

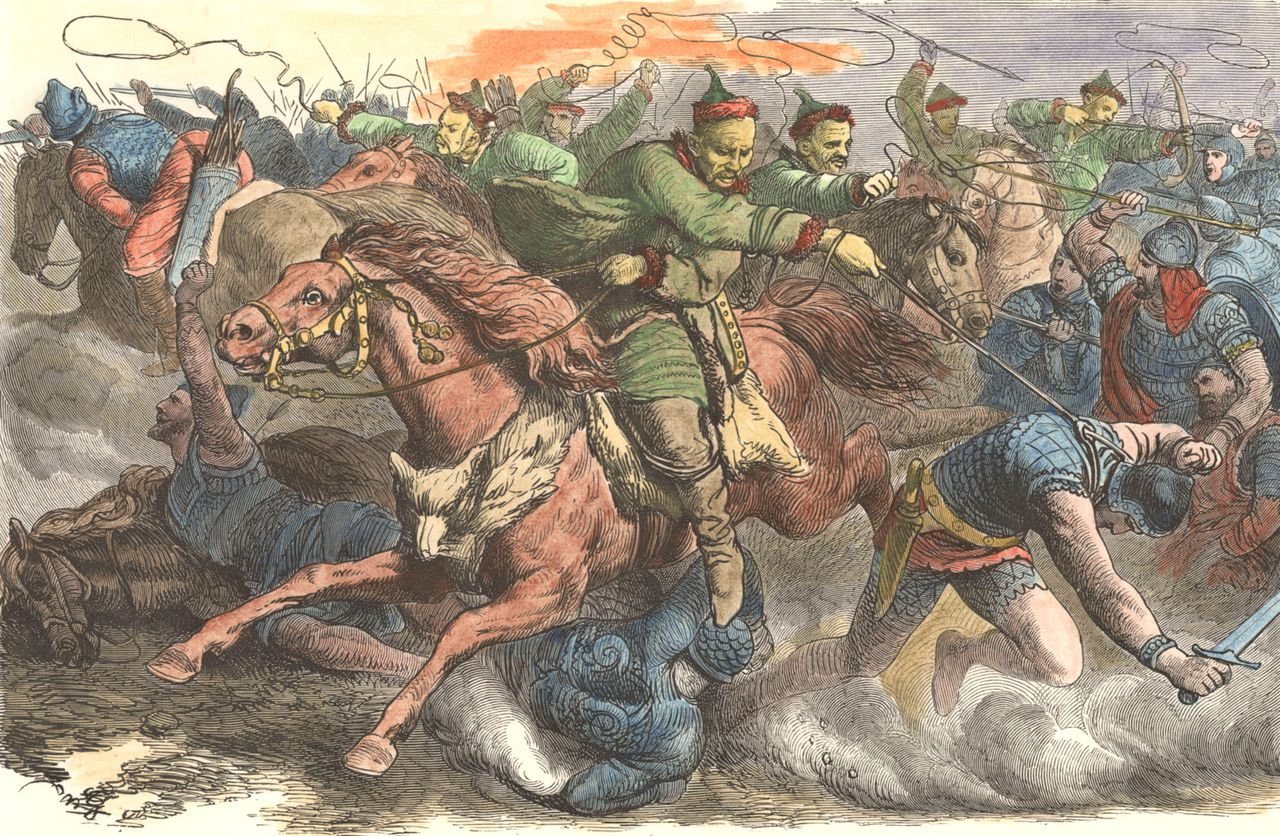
L'invasion des Huns précipita le déclin de l'Empire romain d'Occident. Illustration de Geiger (1873) : les Huns au combat contre les Alains.

La plupart des historiens s’accordent toutefois pour voir dans l’arrivée des Huns l’une des causes premières du déclin de l’Empire romain d’Occident. Au contraire, l’Empire romain d'Orient, initialement leur premier objectif, résiste à leurs assauts principalement parce que ces peuplades ne peuvent passer d’Europe vers les riches provinces d’Asie mineure, les murailles de Constantinople se révélant toujours un obstacle infranchissable. Lui-même aux prises avec ces envahisseurs, l’empire d’Orient ne peut pas mobiliser des ressources afin d'appuyer efficacement la résistance de l’empire d’Occident. Sur le plan culturel, la culture classique de l’Antiquité n'aurait, suivant une hypothèse traditionnelle, plus possédé la vitalité nécessaire pour survivre sur la partie du continent européen où progressivement, après l’installation de ces peuples, s’effectue une fusion des cultures germanique et romaine ; cette idée d'un déclin culturel est cependant généralement rejetée par les historiens actuels. Tout au long du Ve siècle, la politique romaine consiste la plupart du temps à dresser les diverses tribus barbares les unes contre d’autres ; ainsi, elle oppose les Wisigoths d’Espagne aux Vandales et, plus tard, les Ostrogoths d’Italie contre Odoacre. Dans le cadre de cette politique, les victoires romaines apparaissent le plus souvent partielles, peu solides et porteuses des germes d'un affaiblissement ultérieur ; en effet, sortis militairement vaincus par Rome, les rois barbares négocient leur soumission contre de nouveaux avantages, les renforçant face à une autorité centrale de plus en plus affaiblie.
Traditionnellement l’on considère la « barbarisation » progressive de l’armée romaine comme l’une des causes de la « décadence » de l’empire, alors que les historiens modernes considèrent qu’il s’agit plutôt d’une évolution qui, au travers des « barbares » intégrés dans l’armée régulière romaine et ainsi romanisés mais surtout à travers les foederati germaniques, mènera au remplacement par étapes de l’Empire romain d’Occident par des royaumes germaniques, dont il reste néanmoins le modèle. Sur le plan économique, le passage aux mains des peuples germaniques des provinces les plus riches, en particulier de celles d’Afrique du Nord, transfère progressivement les ressources financières de l’Empire vers ses foederati, enrôlés en nombre toujours plus considérable dans les rangs d’une armée de moins en moins « romaine de souche » (si tant est que ce syntagme ait un sens, étant donné que Rome intègre ainsi des peuples tout au long de son histoire). La nouveauté, c’est que les troupes des foederati germaniques échappent progressivement au contrôle de l’empereur en remplaçant progressivement les troupes régulières, établissant de facto des royaumes sinon indépendants, du moins autonomes. Échappant peu à peu à l’autorité de l’empereur d’Occident, elles continuent à accepter, du moins théoriquement jusqu’au VIe siècle, le pouvoir nominal de l’empereur romain d’Orient dont elles renforcent la légitimité.
Les guerres de l’empereur Justinien pour restaurer l’Empire en Occident (Italie, Dalmatie, sud-est de l'Hispanie, îles de la Méditerranée occidentale, Afrique du Nord) montrent à la fois qu’en 550 une intervention impériale y demeure possible, mais que ses ressources militaires ne sont pas suffisantes pour récupérer aussi la Gaule franque et la totalité de l’Hispanie wisigothique. La complexité et la progressivité des changements ne permettent pas aux contemporains de percevoir une quelconque « chute de l’Empire romain » qui aurait, du jour au lendemain, été remplacé par le « règne des Barbares » : cette vision réductrice a été forgée ultérieurement, après que de nombreux souverains succédant aux royaumes germaniques, de Charlemagne à Napoléon en passant par les « Empereurs des Romains », ont eu comme horizon politique, durant plus de mille ans, la reconstitution de l’Empire à leur profit,.

### Royaumes romains-germaniques

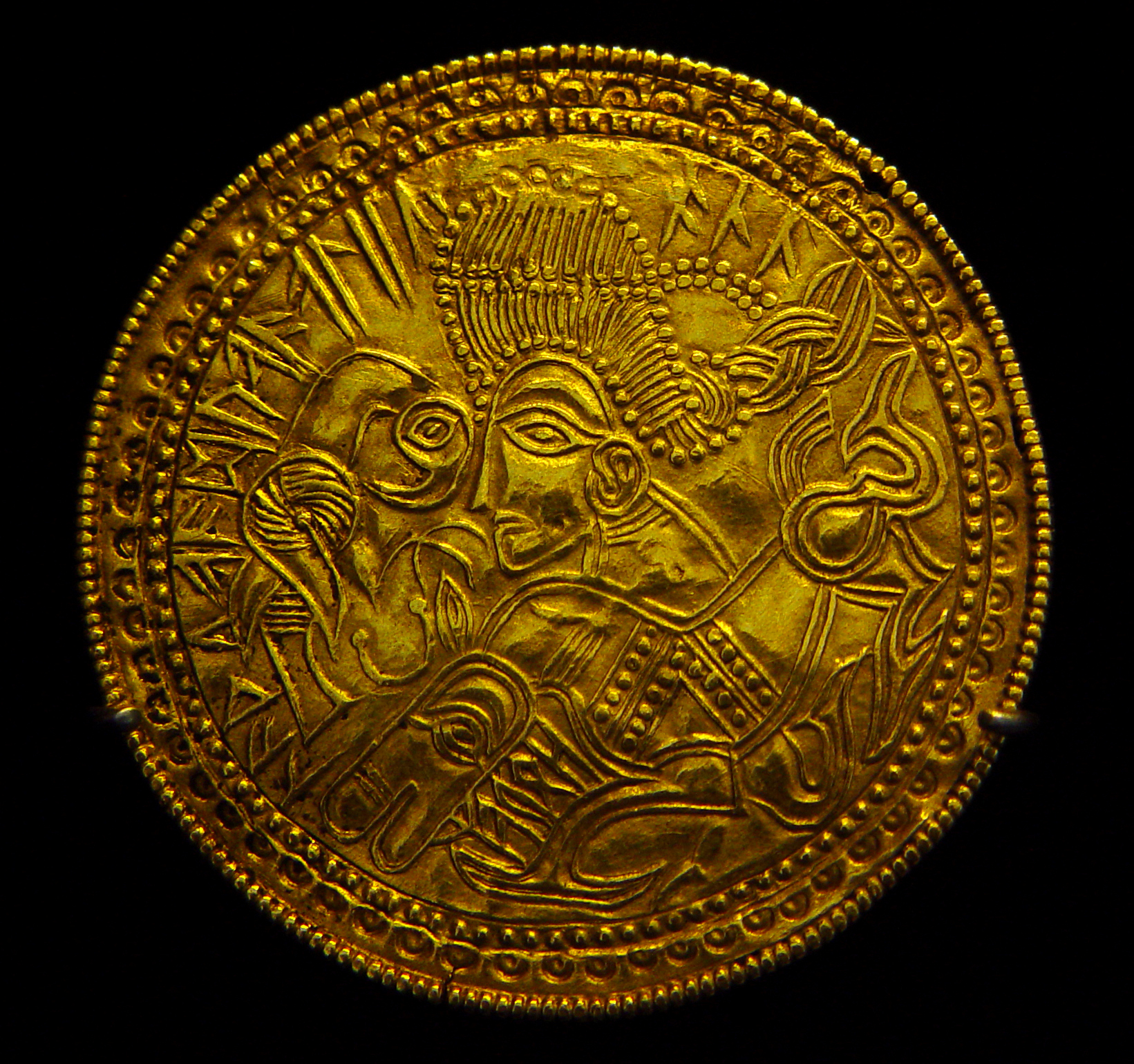
Un bractéate en or datant de la période migratoire germanique, montrant un oiseau, un cheval, et un visage stylisé avec un chignon suève, parfois théorisé comme étant une représentation du roi germanique Wōden, et, ce qui sera plus tard dans la mythologie germanique, Sleipnir et Hugin et Munin, plus tard attesté en mythologie nordique. L'inscription runique inclut le terme religieux, alu.

L’administration romaine, par son efficacité, joue un rôle essentiel dans la création des royaumes (regna) germaniques sur le territoire de l’empire : royaume goth en Italie (occupé, plus tard, par les Lombards) et en Espagne, royaume vandale en Afrique du Nord, Francs et Burgondes en Gaule ; les petits royaumes anglo-saxons de Bretagne jouent à cet égard un rôle particulier en étant plus autonomes vis-à-vis des anciennes institutions romaines.
Inversement, l'ensemble de ces regna exerce une influence considérable sur l’évolution de l’Europe au Moyen Âge. N’eût été le modèle emprunté à l’Empire romain de l’Antiquité tardive, ces petits royaumes, qui continuent à maintenir de nombreux liens avec l’empire, n'eussent pu exister. C’est grâce à ce modèle par exemple que Wisigoths d’Espagne et Ostrogoths d’Italie peuvent assimiler la culture romaine et éventuellement se servir d’elle à leur propre fin sans la détruire. Comme l’a écrit le médiéviste Patrick J. Geary :
« Le monde germanique fut peut-être la plus brillante et la plus durable création du génie politique et militaire de Rome. »
Cette intégration des peuples germaniques reste cependant plus difficile du fait des oppositions doctrinales qui divisent le monde chrétien. En s’établissant sur le territoire de l’empire, les nouveaux arrivants, jusqu’alors païens, adoptent assez rapidement la foi chrétienne, mais souvent selon la confession arienne, se trouvant ainsi en conflit avec les autorités impériales de mouvance catholique.
Numériquement, les nouveaux arrivants germains constituent des groupes aux effectifs nettement inférieurs à ceux des Romains. Bien que seules des estimations soient possibles, il est certain que les auteurs de l’Antiquité et du Moyen Âge ont une nette propension à l’exagération. De 20 000 à 30 000 soldats (auxquels il faut ajouter les femmes, les enfants, les vieillards) constituent alors probablement la limite absolue de ces groupes migrants qui en comptent souvent beaucoup moins lorsqu’il s’agit de groupes d’aventuriers conduits par des « seigneurs de la guerre ». Les Germains ne constituent dès lors dans tous les cas qu’une minorité peu importante au sein des populations romaines dans les provinces où ils s’installent, ce qui les incite souvent à adopter une politique de coopération avec les autochtones, de sorte que l’on peut effectivement parler de « royaumes romano-germaniques ». De ces divers royaumes, seuls ceux des Francs, des Lombards, des Anglo-saxons et des Wisigoths connaissent une existence durable.

## Première période: les mouvements migratoires germaniques duIIIesiècle

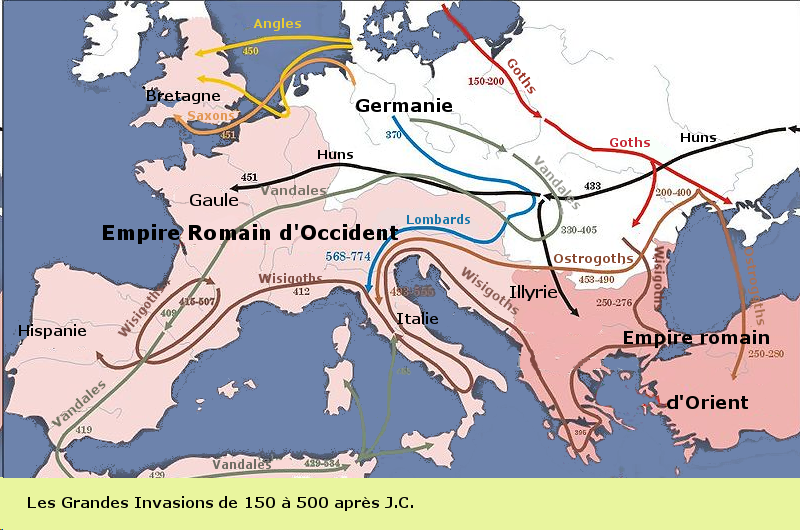
Les mouvements migratoires du.

Les grands mouvements migratoires des populations germaniques commencent bien avant leur arrivée dans l’empire. En effet, dans la deuxième moitié du IIe siècle, les Quades, Marcomans, Lombards et Sarmates apparaissent sur le Danube et envahissent les provinces de Rhétie, Norique, Pannonie et Mésie.
Au début du IIIe siècle les Alamans apparaissent dans les sources latines, constituant une menace pour le « limes de Germanie » à la charnière entre le Rhin et le Danube. En 233, la recrudescence des menaces sur le Danube oblige l’empereur Sévère Alexandre à ramener les Illyriens d’Orient. L’année suivante, les Alamans envahissent le secteur rhétique du « limes » et multiplient les incursions en direction des champs Décumates. Une décennie plus tard, franchissant le « limes », les Alamans parviennent à leur tour en Rhétie. Au début de la deuxième moitié du IIIe siècle, avec les Francs, ils envahissent la Gaule. Repoussés outre-Rhin par l’empereur Gallien, les Francs reviennent en Gaule dans les années 260 alors que les Alamans font de même à partir de la Rhétie. Des groupes se rejoignent alors, et s'aventurent dans le centre et le sud-est de la Gaule. Certains parviennent même en Espagne et en Maurétanie ; d’autres pénètrent en Italie, mais sont battus par Gallien à Milan. En Grèce, Athènes est prise en 267-268 par les Hérules qui détruisent une grande partie de la ville et notamment le forum. Après le bref règne de l’empereur Claude, l’empereur Aurélien doit se battre en Pannonie contre les Vandales et les Sarmates, pendant que les Juthunges envahissent l’Italie ; ils sont arrêtés à Fano et Pavie. En 275 les Francs mènent des raids en Gaule en suivant le cours du Rhin et celui de la Meuse, pendant que les Alamans progressent en suivant les vallées de la Saône et du Rhône. Deux années plus tard, Probus met un terme à leur invasion en Gaule et, en 278-279, délivre la Rhétie des Burgondes et des Vandales.
Les nombreux mouvements migratoires qui ont lieu au-delà de l’horizon romain ne sont connus que par des récits émanant de traditions orales et mis par écrit alors qu’ils prennent une dimension mythique. L’une des plus connues de ces traditions séculaires est la soi-disant De origine actibusque Getarum, ou Histoire des Goths (aussi connue sous le nom de Getica) de Jordanès, qui date du VIe siècle. On sait maintenant que les Goths sont partis de la région de la Vistule au IIe siècle et se sont dirigés vers la mer Noire, chassant d’abord les Daces de leur territoire, et les forçant à se réfugier en Transylvanie. Les Goths occasionnent ainsi le premier grand mouvement migratoire, en refoulant les Vandales et les Marcomans vers le sud et les Burgondes vers l’ouest. Ce déplacement de peuples est l’une des causes des guerres avec les Marcomans à l'issue desquelles les Romains ne purent venir à bout des Germains qu’avec difficulté. Au cours des décennies 250 et 260, profitant de la crise du IIIe siècle, des bandes de Goths s’avancent toujours plus avant sur le territoire de l’empire. En 252-253, ils ravagent les côtes de l’Asie mineure, ainsi que la rive droite du Rhin, avant d’envahir les Balkans et la Grèce par terre et par mer, en 267. Ils sont écrasés par Claude à Naïssus en 269. En 275, les Goths, alliés aux Alains pour cette nouvelle incursion, envahissent à nouveau l’Asie Mineure, jusqu’en Cilicie. Trois ans plus tard, Probus lance une campagne contre eux et parvint à nettoyer la région du Danube.

Au cours des années 290, les Goths se divisent entre Thervingues/Wisigoths et Greuthungues/Ostrogoths. Les Greuthungues ou « Goths de l’Est » s’établissent près de la mer Noire, là où se trouve aujourd’hui l’Ukraine. Les Thervingues ou « Goths de l’Ouest » se dirigent d’abord vers la péninsule des Balkans, pour s'établir en Transylvanie. Les Thervingues parviennent ainsi au contact direct des Romains, cause de nombreux affrontements indécis. En 332, les Goths vivant près du Danube obtiennent le statut de foederati, les astreignant par traité à apporter une assistance militaire aux Romains. La migration des Goths revêt une importance particulière en raison des événements qu'elle précède : l’invasion des Huns en 375 les chasse de leur nouveau territoire, les poussant à se déplacer dans l'Empire romain, menacé par ces migrations.
... De même que, sur un signe de toi, Maximien Auguste, les champs en friche des Nerviens et des Trévires furent cultivés par les Lètes rétablis dans leur pays et par les Francs assujettis à nos lois, ainsi aujourd'hui, Constance, César invincible, grâce à tes victoires, toutes les terres qui, au pays des Ambiens, des Bellovaques, des Tricasses et des Lingons, demeuraient abandonnées reverdissent sous la charrue d'un barbare.
Panégyriques Latins, IV, Panégyrique de Constance, 21, trad. E. Galletier, Paris, Les Belles Lettres.
À peu près à la même période, les Lombards quittent la région située entre la mer du Nord et Hambourg sur l’Elbe pour se diriger vers la Moravie et la Pannonie. De petites incursions dans les territoires contrôlés par Rome sont repoussées, ou se traduisent par des rectifications mineures de la frontière. Plus à l’ouest, la confédération des Alamans oblige Rome à abandonner le « limes germano-rhétique » ; les Alamans exercent alors leur pression de Mayence à Ratisbonne, soit à la fois sur le Palatinat, l’Alsace, la Suisse et la Cisalpine. Plusieurs tribus sont établies le long de la frontière de l’empire, en tant qu'alliées de l'empire ; Elles servent de tampons contre d'autres tribus, plus hostiles.
Rome tire les leçons des invasions du IIIe siècle et, dès le début du IVe siècle, ses dirigeants prennent les mesures appropriées. Partout, les villes construisent des enceintes fortifiées, qui sont souvent en retrait par rapport à l'extension qu'avaient les cités au siècle précédent. Depuis la fondation de l’empire perse des Sassanides, Rome doit se battre sur plusieurs frontières à la fois. Les combats violents avec les armées perses monopolisent les forces romaines, ce qui permet les succès des invasions germaniques du IIIe siècle. Face à cette situation, rendre l’armée romaine plus efficace et plus mobile devient une priorité. Les empereurs Dioclétien et Constantin Ier, après avoir réparti l’armée entre comitatenses (armée de campagne ou d’accompagnement de l'empereur) et limitanei ou armée de protection des frontières, mènent leurs troupes à la reconquête des territoires sur le Rhin et le Danube au nord, y établissent des fortifications et renforcent les frontières du Nord et de l’Est. La bataille de Strasbourg, disputée en 357 entre l'armée romaine du César Julien et la confédération tribale alamane conduite par le roi Chnodomar, marque le point culminant de la campagne pour empêcher les incursions barbares en Gaule et rétablir une ligne défensive forte le long du Rhin, ligne gravement endommagée pendant la guerre civile de 350-353 entre l'usurpateur Magnence et l'empereur Constance II. En dépit des difficultés qu’occasionne le regroupement au cours du IIIe siècle de diverses tribus en confédérations (Alamans et Francs) ainsi que la guerre qu’elle doit simultanément conduire contre les Perses, Rome réussit à repousser militairement toutes ces attaques et à reprendre en 378 l’initiative des campagnes.
Toutefois, l’invasion brutale des Huns change radicalement le cours des événements. L’armée romaine a alors atteint la limite de son efficacité et ne peut faire montre de plus de flexibilité. Cet état de choses ainsi que les augmentations en taille et en force des tribus migrantes sont les deux principales caractéristiques qui marquent les mouvements migratoires ultérieurs, et les distinguent de ceux des siècles précédents.

## Deuxième période: les grandes invasions desIVeetVesiècles

### L’arrivée des Huns et ses conséquences
« Le peuple des Huns, dont les antécédents sont assez mal connus, habite au-delà de la mer d’Azov (alors connue comme paludes Maeoticas) près de la mer de glace et est d’une nature on ne peut plus sauvage […] Cette race d’hommes indomptables et habiles au combat ne vit que pour voler les biens des autres ; pillant et assassinant, elle attaqua ses voisins de proche en proche jusqu’à ce qu’elle arrive au pays des Alains, les Massagètes d’autrefois. »
Ammien Marcellin, Res Gestae, 31,2,1 : 31,2, 12.

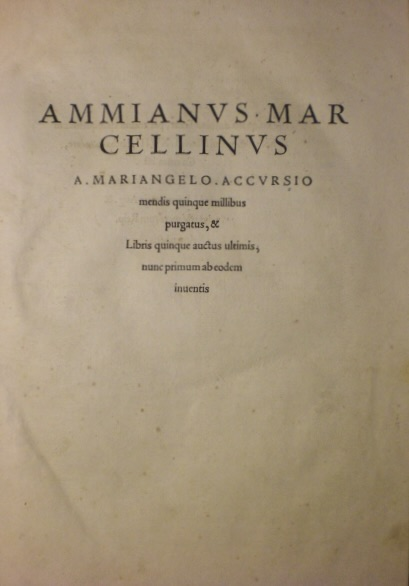
Reproduction datant de 1533 d'un des livres d'Ammien Marcellin dont les mémoires sont une source précieuse d'informations sur les grandes migrations.

Les mémoires de l’historien et ancien officier romain Ammien Marcellin dans son 31e livre constituent la seule vue d’ensemble détaillée des invasions hunniques. Ammien, qui rapporte généralement les faits de façon consciencieuse, n’a cependant pas une connaissance directe des événements qui se produisent en 375 hors des territoires de l’empire, en Ukraine (la chronologie de cette période est incertaine de telle sorte que même la date de 375 retenue généralement comme celle du début de l’invasion des Huns est conjecturale). Il dépeint comment les Huns défont d’abord les Alains, puis détruisent le royaume gothique d’Ermanaric en Ukraine, avec l’aide des Alains. On ignore précisément encore aujourd’hui la région d'origine des Huns. On les a longtemps crus apparentés aux Xiongnu, cités dans les sources chinoises. La plupart des chercheurs contemporains ou bien rejettent cette hypothèse ou demeurent à tout le moins sceptiques, en raison d'un intervalle trop considérable entre l’apparition de chacun de ces deux groupes. Quant aux causes qui poussent les Huns à migrer, on ne peut que spéculer. Les sources antiques concordent sur leur cruauté et leur manque de culture ; par la suite, les auteurs occidentaux utilisent généralement le terme pour décrire tout groupe originaire des steppes d’Asie centrale (comme on le fait aussi pour le terme « Scythes »). Les auteurs chrétiens sont prompts à voir une punition de Dieu dans l’émergence subite des Huns dont la brutalité et la rapidité d’action sont aussi légendaires que l'archerie montée.
Il est établi que les Huns, ne disposant pas de commandement unifié, déclenchent la fuite désordonnée de nombreuses tribus germaniques et sarmates vers le sud et l’ouest de l’Europe. Ils attaquent d’abord les Alains dont certains rejoignent leurs rangs pour attaquer les Greuthungues. Ces derniers ayant vu leurs chefs, Ermenaric et Vithimer, périr dans l’une des nombreuses batailles les opposant aux Huns fuient vers le territoire des Thervingues en compagnie desquels ils se dirigent vers le Danube pour demander à l’empereur Valens, régnant sur la partie orientale de l’empire, la permission de se réfugier dans l’Empire romain et de s'installer en Mésie (la Serbie et la Bulgarie actuelles). L’empereur finit par consentir à leur requête en 376. Des milliers de Thervingues et autres réfugiés se présentent ainsi aux frontières du limes. Sans doute a-t-on sous-estimé du côté des Romains le nombre de ces réfugiés que l’on néglige de désarmer. Les autorités chargées d'organiser l'accueil des Goths, plus préoccupées par les possibilités de tirer un profit immédiat de la situation que de gérer la crise au mieux, se montrent vite débordées. L'administration n’est alors pas préparée à prendre en charge des populations aussi importantes de telle sorte que les Goths doivent patienter longtemps sur les deux rives du Danube. Le comes de Mésie, Lucipinus, revend à un prix exorbitant les matières premières et les ressources alimentaires mises à sa disposition pour la construction de villages, si bien que les Goths, rapidement réduits à la famine, se révoltent contre les Romains au début de l'année 377.
De prime abord, ces événements et leurs conséquences ne semblent guère présenter un grave danger. L’empereur Valens renonce à une campagne contre les Sassanides pour marcher contre les Goths de Thrace. Mais au cours de l’été 377, les Romains réalisent la véritable nature de leur nouvel adversaire germanique après avoir échoué à vaincre les Goths à la bataille des Saules, et à les contenir au Nord des Balkans. L’empereur se rend lui-même en Thrace au printemps de 378 et mute de nombreux officiers supérieurs. Gratien, neveu de Valens et César d’Occident, ayant promis son aide, ne peut tenir sa promesse en raison d’une attaque des Alamans, ce qui doit amener Gratien à conduire une opération outre-Rhin, la dernière qu’y dirige un empereur romain. Le 9 août se déroule à Andrinople une bataille entre les Goths commandés par Fritigern et l’armée romaine. Sans qu’il y ait eu nécessité, Valens et quelque 30 000 soldats, l’élite de l’armée de l’Est, se déploie en rase campagne. De leur côté, les Thervingues ont également reçu des renforts sous la forme de la « confédération des trois peuples », formée de Greuthungues, d’Alains et de quelques Huns déserteurs, laquelle souhaite se soustraire à la domination des Huns. De plus, les espions romains sous-estiment la force de l’armée ennemie composée de quelque 20 000 soldats. Les Romains, exténués par leur longue marche sous un soleil de plomb et sans approvisionnement suffisant, se trouvent dépourvus devant la cavalerie hautement mobile de leurs ennemis pendant que l’infanterie des Goths les assaille de toutes parts. Seul le tiers des forces romaines peut s’échapper et l’empereur Valens tombe au combat. Avec lui, de nombreuses unités d’élite de l’armée d’Orient sont anéanties de même qu’un grand nombre d’officiers supérieurs dont deux des plus hauts gradés. Ammien, qui écrit son ouvrage entre 391 et 394, le termine avec la bataille d’Andrinople qu’il compare à la bataille de Cannes où Hannibal remporta une bataille décisive sur les légions romaines au cours de la deuxième guerre punique.

### De la bataille d’Andrinople au sac de Rome en 410: les Goths s’établissent dans l’Empire romain

#### Le traité de 382 entre Rome et les Goths

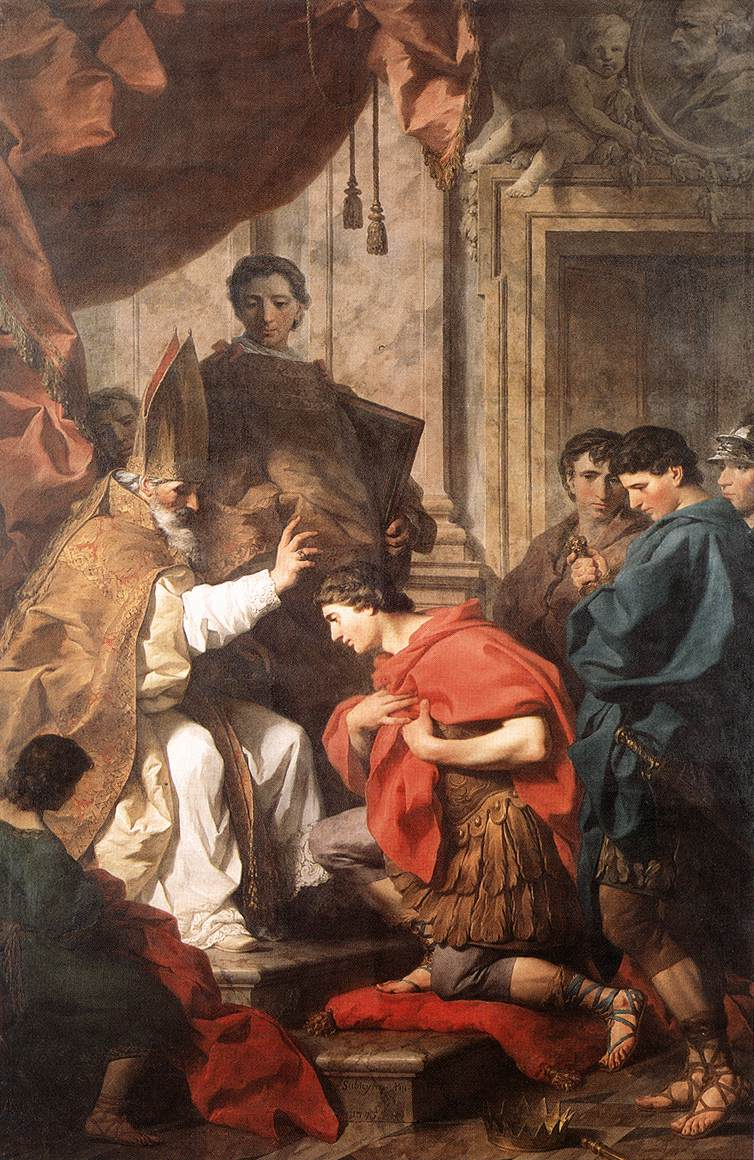
Théodose qui signa le traité de 382 avec les Goths fut aussi celui qui imposa le christianisme comme religion d'État. Toile de Pierre Subleyras (1745) : Saint Ambroise convertissant Théodose.

La sévère défaite d’Andrinople ne signifie nullement la fin de l’empire. Les Goths ne peuvent exploiter leur victoire. Gratien, dirigeant la partie occidentale de l’empire, se hâte de faire désigner un nouvel empereur en Orient, choisissant à cette fin un militaire originaire d’Espagne, Flavius Théodose, fils de Théodose l'Ancien qui s’était déjà illustré comme général.
Théodose se révèle d'une autre envergure que Valens. Il établit son quartier général à Thessalonique en 379 d’où il conduit de nombreuses opérations contre les Goths. Toutefois, ces offensives romaines souffrent de l’absence d’officiers qualifiés, si bien que Théodose doit finalement accepter de composer avec les « barbares ». Il commence par accueillir à Constantinople en 380/381 Athanaric, alors en mauvais termes avec Fritigern, et intègre ses partisans dans ses propres troupes. Gratien, ayant accepté en 380 de voir une partie de la confédération des trois peuples s’établir en Pannonie et en Thrace, finit par envoyer des officiers qualifiés en Orient, au nombre desquels Bauto et Arbogast l’Ancien. Mais le commandant en chef Flavius Saturninus doit conclure, en octobre 382, un traité avec les Goths de Thrace. Le fœdus du 3 octobre 382 établi avec Fritigern autorise les Wisigoths à s’installer entre le Danube et l’Hémus. En tant que nation indépendante fixée en terre d’empire, ils demeurent soumis à leurs propres lois et exempts d’impôts mais n’obtiennent pas la permission d'épouser des citoyens romains, lesquels conservent les seules lois romaines. La terre sur laquelle ils sont établis demeure terre d’empire même si les Goths y jouissent d’une certaine autonomie. En contrepartie, ils doivent servir comme fédérés mais commandés par leurs propres chefs lesquels demeurent sous la juridiction d’officiers supérieurs de l’armée romaine. Ce traité met en place un précédent : une nation germanique fédérée peut s’établir à l’intérieur des frontières de l’empire tout en maintenant son statut de nation indépendante et, en théorie du moins, traiter avec Rome d’égal à égal. Ce traité a souvent été considéré dans le passé comme le début de la fin de l’empire d’Occident, des barbares n’ayant jamais accédé auparavant à un tel statut d’autonomie et ne s'étant installés si près de Rome. Toutefois, un certain nombre de chercheurs contemporains soutiennent qu'il ne tranche pas fondamentalement avec les traités similaires. Rome continue à revendiquer son autorité sur l’ensemble de l’empire tout en disposant à la fois d’une nouvelle main-d’œuvre rurale et de nouvelles troupes permanentes alors que les citoyens romains de naissance hésitent de plus en plus à s’enrôler dans l’armée même si par la suite, on constate que les soldes élevées consenties aux nouveaux soldats constituent un poids financier important. Ces mêmes chercheurs considèrent donc plutôt ce traité de 382 comme le début du processus devant mener à la création de royaumes barbares sur le territoire de l’empire.

#### Les Goths à la fois «fédérés» et ennemis de Rome
Les nouveaux fédérés jouent un rôle important dans la politique militaire de Théodose. Celui-ci poursuit avec détermination une politique réaliste et, contrairement à ce que prétend Jordanès, n'a pas été qu’« un ami des Goths » comme en témoigne le taux élevé de pertes au sein de leurs troupes. Toutefois, la politique d’intégration menée par l’empereur ne réussit pas à réconcilier tous les Goths. Si certains, comme Fravitta demeurent fidèles à Rome, d’autres considèrent les concessions du traité comme insuffisantes. Déjà en 391 certains d’entre eux se sont révoltés et ne sont défaits par le général romain Stilicon qu’avec difficulté. En 392, le traité de 382 est renouvelé ; c’est à cette occasion que l’on voit apparaître pour la première fois dans les sources le nom d’Alaric, descendant de la famille aristocratique des Balthes et chef d’un nouveau peuple émergeant, les Wisigoths.

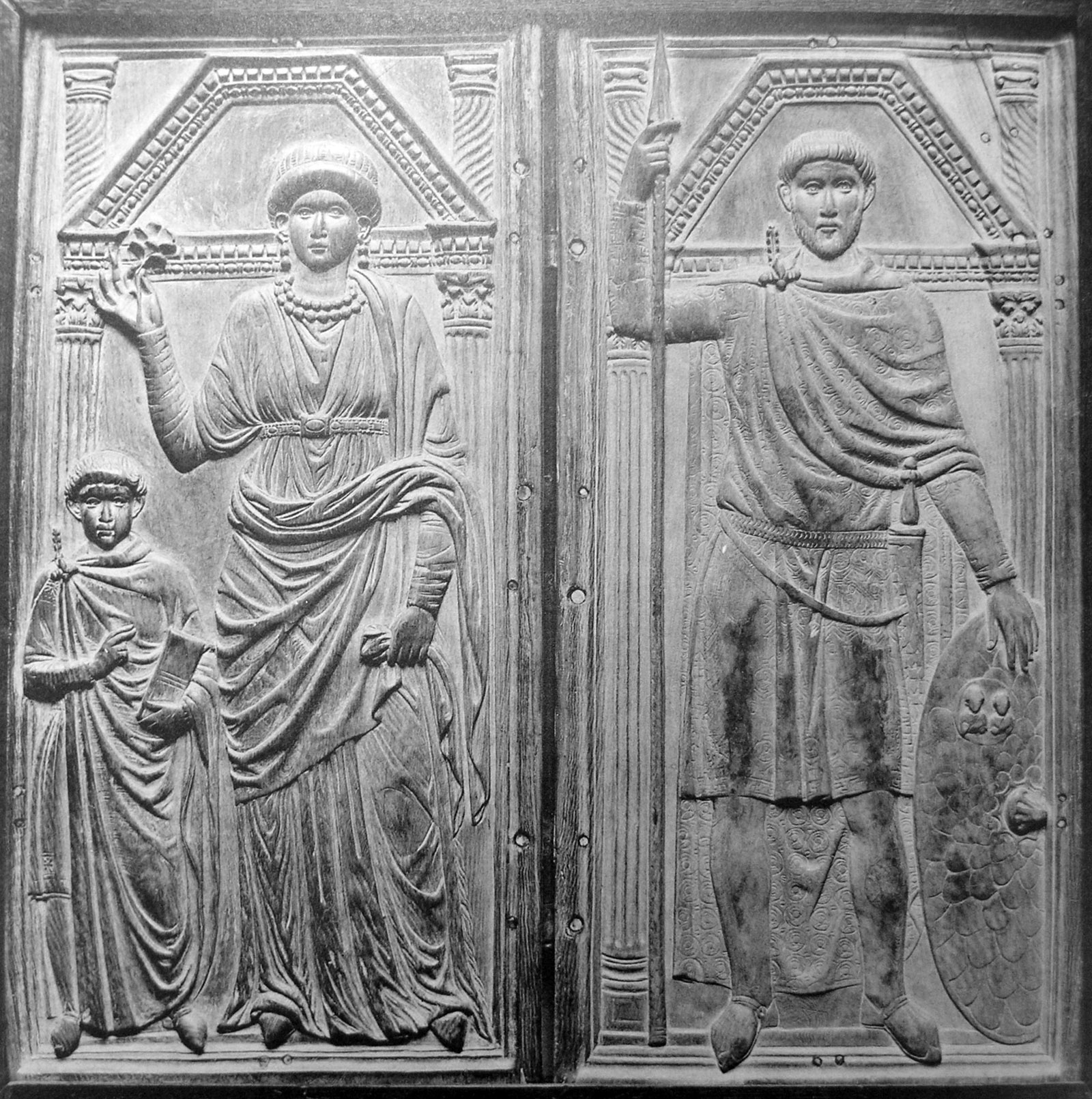
Diptyque montrant le généralissime Stilicon avec son épouse Serena et leur fils Eucherius (vers 395).

En 394, dans la guerre qui l’oppose à l’usurpateur Eugène, l’armée de Théodose comprend des troupes romaines sous le commandement de Timasius et de Stilicon, des fédérés goths sous celui d’Alaric et de Gaïnas et des contingents orientaux (Arméniens, Arabes et Mèdes) placés sous la direction du prince géorgien Bacurius. Les Goths essuient à cette occasion de lourdes pertes ; il n’est pas impossible que Théodose ait agi délibérément pour affaiblir un ennemi potentiel. La mort de Théodose à Milan en 395 dégage les parties de leurs obligations ; les Goths reçoivent ainsi la permission de retourner à l’Est mais se rendent alors compte bientôt que les territoires qui leur avaient été alloués ont été dévastés par les Huns. Amer, Alaric se dirige vers Constantinople pour obtenir de force un nouveau traité. Les deux années suivantes, les aléas de la confrontation entre Rome et les Goths sont nombreux, Stilicon s'opposant aux Wisigoths pendant qu’Alaric multiplie les allers-retours entre l’est et l’ouest. De plus, la partition de 395 entre les deux fils de Théodose, Honorius (Occident) et Arcadius (Orient), entraîne de nouveaux conflits qui s’exacerbent rapidement.
Arcadius doit finalement acheter la paix en nommant Alaric magister militum per Illyricum et en chargeant les Wisigoths d'occuper l'Illyrie que l'empereur d'Occident Honorius contrôle, prétend-il alors, au mépris de ses droits. En 397, les Goths occupent la région puis l'abandonnent en 401, probablement en raison du développement du sentiment anti-Goths en plein essor en Orient et du caractère âpre de la région. Les bandes se mettent en route vers l'Italie toute proche en longeant les rivages de l'Adriatique. Pour sauver l'Italie menacée, l'Occident réunit toutes ses forces en un effort suprême. Stilicon rappelle de Gaule, de Norique, de Rhétie, les légions qui défendent le passage du Rhin et du Danube. Il défait les barbares dans deux grandes batailles, à Pollentia et à Vérone, et les rejette dans le Frioul. Malgré ces victoires, les finances épuisées de l'Empire ne lui permettent plus d'entretenir sur les frontières des armées solides capables de contenir partout la poussée des Germains, refoulés par les Huns qui continuent à s'avancer vers l'ouest. Stilicon n'avait sauvé l'Italie qu'en laissant sans défense toutes les provinces situées au nord des Alpes.
Après quelques années, Stilicon, devenu le véritable homme fort de l’Occident, cherche à se servir des Goths à ses propres fins. Il planifie une expédition pour récupérer l’Illyrie, mais doit renoncer à cette entreprise en 406, lorsque, de façon imprévue, des bandes de Germains venant de Norique et de Rhétie traversent les Alpes sous la conduite de Radagaise, ravagent la Cisalpine et marchent vers Rome en demandant des terres. Une seconde fois, Stilicon doit réunir ses troupes en toute hâte et réussit à défaire les troupes de Radagaise près de Florence. Pour sa part, Alaric, sentant monter en Occident une haine antigermanique semblable à celle qui s’est manifestée quelques années plus tôt en Orient, amène ses propres troupes sur la frontière italienne en 401 et exige du gouvernement impérial de Ravenne une importante compensation financière. De plus en plus isolé à la cour de Ravenne, Stilicon n’intervient pas lorsque, en août 408, des soldats de nationalité romaine massacrent les chefs germaniques présents dans l’entourage de l’empereur. Abandonné par ses alliés goths, Stilicon est exécuté le même mois.

#### La conquête et le sac de Rome en 410

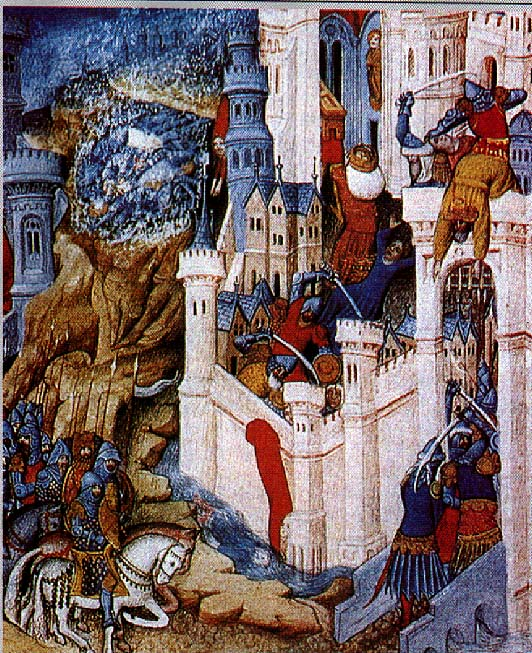
Le sac de Rome par Alaric en 410 d'après une miniature française du XVe siècle.

En novembre 408 les non-catholiques sont exclus du palais ; à travers l’Italie, les familles des soldats goths sont massacrées. Dès la fin de la même année, Alaric prend acte de ce changement de politique, faisant pression sur l'autorité romaine : ses armées, intactes, sont renforcées par divers contingents goths qui avaient servi dans l’armée romaine sous Stilicon, dont 12 000 soldats ayant déserté les forces de Radagaise. Le faible empereur Honorius refuse de négocier, si bien qu’Alaric décide de dénoncer le traité conclu précédemment et de marcher sur Rome, ce qu’il fait à trois reprises. Depuis des années, Rome n’est plus la capitale de l’empire, mais la ville n'a alors rien perdu de sa valeur symbolique. En octobre 408, la population de Rome, soumise à la famine, peut empêcher la destruction de la ville en versant un fort tribut. Malgré cela, ni les sénateurs ni l’évêque de Rome ne parviennent à convaincre l’empereur en sécurité à Ravenne de négocier, de telle sorte qu’Alaric se présente à nouveau aux portes de Rome où il fait nommer empereur le sénateur Priscus Attale. Ce dernier ne répond pas toutefois aux attentes d’Alaric et est démis quelque deux ans plus tard. En même temps s’effondrent les espoirs d’Alaric de pouvoir traverser la mer vers l'Afrique du Nord. À tout le moins, les Goths parviennent-ils à battre le général romain Sarus, un ancien concurrent d’Alaric à la tête des Goths. À court d’options, Alaric ne voit qu’une solution : le 24 octobre 410, les Goths s’emparent de l’ancienne métropole sur le Tibre et la mettent à sac. Alaric, chrétien comme la plupart des Goths, ordonne simplement d’épargner les églises.
La responsabilité du sac de Rome, le premier depuis l’invasion des Gaulois en 387 av. J.-C., est due sans nul doute à l’entêtement d’Honorius. Celui-ci a mal évalué la gravité de la situation et se trouve privé de conseillers de poids tel Stilicon pour faire face aux Goths. Rome survit à ce pillage. Pendant trois ans, les Goths demeurent en Italie. Passant par la Campanie, Alaric souhaite les conduire en Sicile mais il meurt subitement non loin de Cosenza en 410. Les Wisigoths reconnaissent comme successeur d'Alaric son beau-frère Athaulf. Pour se débarrasser de lui, Honorius se résigne à lui donner en mariage sa sœur Galla Placidia et le charge d'employer ses forces à expulser les Vandales qui occupent encore le sud de la Gaule. C’est là, entre 416 et 418, qu’un accord finit par être conclu qui leur donne des terres fertiles en Aquitaine seconde et voit leur chef reconnu comme interlocuteur officiel de Rome. La politique de Rome à l'égard des Goths a évolué, et huit ans après le sac de Rome leur établissement en Gaule est perçu comme un moyen de stabiliser l’empire.
La prise de Rome et son pillage font courir une onde de choc à travers l’empire. Chez les chrétiens, on la considère parfois comme prémices de la fin du monde, alors que les païens y voient une punition pour un peuple qui s’est détourné des dieux ancestraux. Augustin d'Hippone (aujourd’hui Annaba en Algérie) y trouve la source d’inspiration pour son œuvre De Civitate Dei contra paganos dans laquelle il relativise l’événement, déliant le sort du christianisme de celui de l'Empire. En revanche, l’historien chrétien Paul Orose tente dans son œuvre Historiae adversum paganos de démontrer que la Rome païenne mérite un destin encore pire que celui qui lui a été réservé. Les effets de ces discussions entre spécialistes sont profonds, moins sur le plan politique toutefois que philosophique, et se font ainsi sentir pendant des siècles.

### Le passage du Rhin de 406/407 et ses conséquences: les Goths en Aquitaine et les Vandales en Afrique du Nord

#### La débâcle sur la frontière du Rhin: invasions et usurpations
Le 31 décembre 406, plusieurs tribus barbares traversent le Rhin gelé à proximité de Mogontiacum (aujourd’hui Mayence). Les raisons de cette traversée divisent encore les historiens qui hésitent entre la fuite devant les Huns et des expéditions de pillage. Les Vandales, les Suèves et les Alains constituent les trois principaux peuples mêlés de cette traversée. Les Vandales, divisés en deux groupes, les Hasdings et les Sillings, sont établis vers l’an 400 dans le sud de ce que sont aujourd’hui la Pologne et la Bohême, quoiqu’une partie d’entre eux ait été fixée par l’empereur Constantin en Pannonie. Pendant l’hiver 401/402, ils attaquent par surprise la province romaine de Rhétie ; une partie d’entre eux se joint à l’expédition de Radagaise. Il est plus difficile de déterminer l’origine des Suèves. Si ce nom apparaît dans les sources du début de l’empire, il disparaît entre 150 et 400 et désigne probablement certains groupes marcomans et quades, anciens membres de l’ancienne confédération suève qui se sont établis, comme les Vandales, dans la région du moyen Danube, à l’ouest des Carpates. Les Alains iraniens ont été chassés de leurs territoires traditionnels par les Huns. Une partie d’entre eux s’est jointe en 405/406 aux forces de Radagaise pour se mêler par la suite aux Vandales. Les Suèves finissent par les rejoindre et, de concert, ils s’enfoncent à l’intérieur de la Gaule. Les Francs fédérés, établis sur ces territoires depuis le milieu du IVe siècle, échouent dans leurs tentatives d'arrêter les assaillants. Les sources ne nous permettent pas de suivre chacune des invasions dans tous ses détails. Selon toute apparence, les envahisseurs se dirigent d’abord vers l’ouest et le nord de la Gaule avant de faire demi-tour et de se diriger vers le sud et le sud-ouest. Les sources indiquent clairement les ravages perpétrés lors de cette invasion sans que les quelques troupes romaines stationnées sur le Rhin puissent véritablement s’y opposer. Toutefois, quelques années plus tard, la défense du Rhin est, pour quelque temps du moins, renforcée. Le district militaire de Mayence parvient à être rétabli à la suite de cette invasion de 406/407.
Le passage du Rhin de 406/407, comparable à la rupture d’une digue, constitue un événement prévisible depuis quelque temps déjà. C’est ainsi que vers 400, le siège de la préfecture des Gaules, qui avec la préfecture de l’Italie constitue l’autorité administrative la plus au nord de l’empire occidental, a été transféré de Trèves à Arles. Le succès des envahisseurs a bénéficié des combats décrits plus haut entre Stilicon d’une part, Radagaise et les Goths d’autre part, de telle sorte que la Gaule se trouve pratiquement vide de troupes. C’est probablement ce qui explique les tentatives de Stilicon pour gagner les Goths d’Alaric et, avec leur aide, de rétablir l’ordre. La mort du général en 408 avait mis fin à ces plans. L’usurpateur Constantin III, le dernier d’une longue liste d’usurpateurs venant de Bretagne, est passé avec le reste des troupes britanniques en Gaule et y a établi sa propre autorité. Le départ des troupes romaines de l’île laisse présager à court terme la perte de la Bretagne ; les Pictes et diverses tribus irlandaises s’établissent dans cette province romaine qui acquiert de facto un statut d’autonomie. Ce sur quoi on appelle les Saxons à l’aide en 440, permettant une mainmise germanique dans l'île, même si de petits royaumes romains-britanniques sont en mesure de subsister pendant longtemps dans le pays de Galles et le sud-ouest de l’Angleterre.

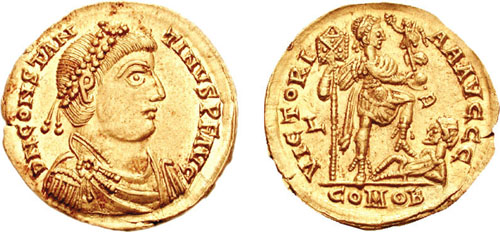
Solidus de l'usurpateur Constantin III.

Proclamé empereur par ses troupes en 407, Constantin III parvient à conclure des ententes avec certaines tribus germaniques de Gaule, calmant ainsi l’agitation qui y règne tout en augmentant ses propres forces. Après avoir établi sa résidence à Arles dans le sud de la Gaule, il étend son autorité sur l’Hispanie. Fin 409, il ne peut cependant arrêter l’invasion des Vandales, des Alains et des Suèves, qui s’installent en Espagne ; il finit par être défait par le général Constantius (futur Constance III) et exécuté en novembre 411. En dépit de cette défaite, l’agitation reprend de plus belle en Gaule lorsque l’aristocratie gauloise proclame empereur l’un des siens, Jovin, avec l’aide des Alains commandés par Goar et des Burgondes qui avancent sur le Rhin pour créer bientôt leur propre royaume.
L’empereur Honorius semble avoir perdu tout contrôle sur la Gaule. Un nouvel usurpateur, Maxime, qui ne parvient pas à s'imposer durablement, émerge d'Hispanie. Alors conduits par Athaulf, successeur d’Alaric, les Goths, retirés de Rome, appuient Jovin. Tout comme cela avait été le cas pour un autre usurpateur, Attale, cette alliance ne devait guère durer et Athaulf abandonne rapidement Jovin. Athaulf épouse en 414 à Narbonne la sœur d’Honorius, Galla Placidia, tombée aux mains des Goths lors du sac de Rome ; l’année suivante toutefois, il meurt assassiné. Athaulf a transformé les Goths en une sorte d’armée nomade à cheval ; il aurait déclaré pendant les cérémonies du mariage qu’il désirait remplacer la Romania par une Gothia. Que l’anecdote soit vraie ou fausse, elle montre que les Goths désirent s’établir de façon permanente sur un territoire reconnu comme leur par Rome. C’est aussi ce qui explique pourquoi Athaulf désirait fortement s’allier par mariage à la dynastie théodosienne, chose qui lui était difficile en tant que Goth et chrétien professant l’arianisme.

#### L’établissement des Goths en Aquitaine
Constantius, le général en chef d’Honorius, a fait preuve de grand talent militaire au cours de la guerre contre l’usurpateur Constantin III. Il est alors devenu évident que des ressources humaines supplémentaires seront nécessaires si on veut lutter avec succès contre les envahisseurs. Le gouvernement de la partie occidentale de l’empire fait donc à nouveau appel aux Goths. Leur chef depuis la fin de 415 était Wallia ; son but principal était de poursuivre la guerre contre les Romains afin de pouvoir rejoindre l'Afrique du Nord. Dès les premiers mois de 416, il doit toutefois capituler devant Constantius. Gallia Placidia fait un retour sur la scène en épousant ce dernier le 1er janvier 417. Constantius apparaît ainsi de plus en plus comme l’héritier de Stilicon. Les Goths deviennent des foederati et Constantius les oblige à combattre les Germains et les Alains qui se sont abattus sur l’Hispanie, ce que les Goths font avec un certain succès.
En 418, les Wisigoths se voient assigner l’Aquitaine seconde dans le sud-ouest de la Gaule comme foyer permanent. Les clauses des traités de 416 ou de 418 ne nous sont pas connues et doivent être déduites de citations éparses émanant des sources. La recherche contemporaine demeure ainsi divisée sur des points essentiels. L’assujettissement (deditio) était la conséquence logique d’un traité (fœdus) : les Wisigoths seraient installés dans la vallée de la Garonne de Toulouse à Bordeaux. L’une des grandes questions est de savoir si les Goths, comme il était d’usage dans le système des fédérés romains, devaient être approvisionnés conformément au système de l’hospitalitas en se voyant assigner des terres ou s’ils recevaient une quote-part des recettes fiscales. Tout autant que les différentes modalités du traité, les conséquences de cette colonisation prêtent encore à controverse. Ainsi, la politique de plus en plus expansionniste que pratiqueront par la suite les Wisigoths, résultat de la faiblesse du gouvernement romain, conduira à l’obtention d’un statut d’autonomie de fait ; la création d’un soi-disant royaume des Goths avec Toulouse comme première capitale, Tolède ensuite, aurait été un facteur de stabilité dans la région. Cette colonisation se serait faite avec l’accord de la haute société gallo-romaine qui n’y voyait pas de menace puisque les Goths ne constituaient qu’une petite fraction de la population romaine locale, remarque qui vaut de façon générale pour toutes les gentes qui se mirent en marche durant cette période.

#### Les Vandales en Hispanie et la conquête de la province d’Afrique

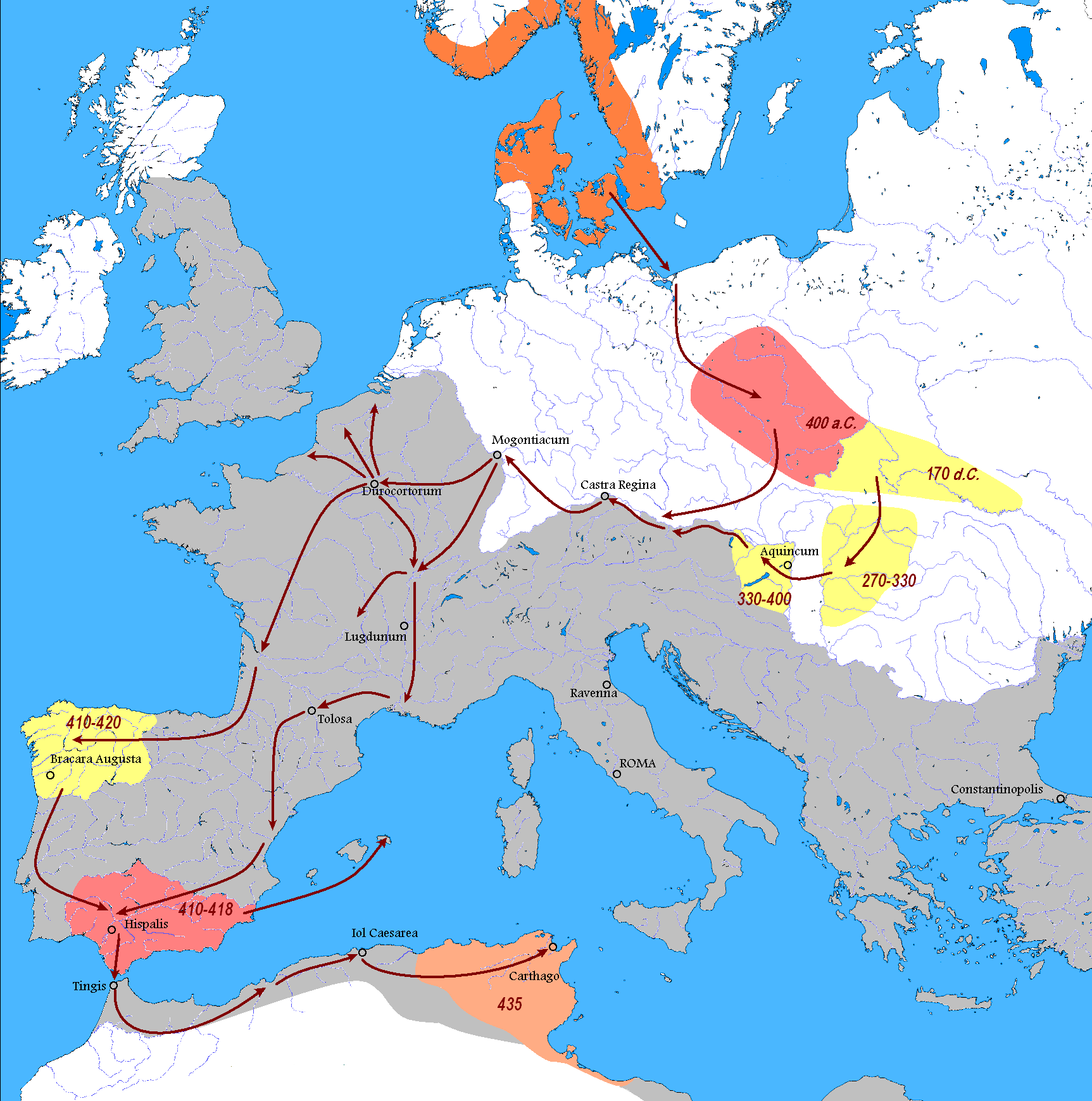
Carte illustrant l'invasion des Vandales.

Dans l’intervalle, les Vandales, de même qu’une large partie des Suèves et des Alains, ont quitté la Gaule en 409 pour se diriger vers l’Hispanie. L’une des sources les plus importantes pour les événements qui se produisent dans la péninsule ibérique est les Chroniques de l’évêque Hydace de Chaves. Celui-ci raconte avec éloquence l’épouvante que ressentit la population face à la dévastation qui suivit l’arrivée des envahisseurs. En 411, ceux-ci peuvent arracher de haute lutte un traité au gouvernement de Ravenne dont l’évêque Hydace nous rapporte le contenu : une partie des Vandales et des Suèves se voient attribuer le nord-ouest de la péninsule ibérique, les Alains la Lusitanie et la région de Carthagène, les Vandales Silings la Bétique (à peu près l’actuelle Andalousie). Lorsqu’en 416 les Wisigoths descendent en Hispanie à titre de peuple fédéré pour débarrasser la péninsule des envahisseurs, ils massacrent la majorité des Silings et des Alains qui s’étaient installés dans le sud. Les survivants se réunissent autour du roi vandale Gondéric. Celui-ci se révèle rassembleur, de telle sorte qu’Alains et Vandales ne forment plus rapidement qu’un groupe homogène. Alors que les Suèves demeurent dans le nord-ouest, les Vandales et les Alains se dirigent vers le sud. En 422, ils battent une armée romaine et conquièrent le principal port de la flotte romaine, Carthagène. Très rapidement, ils se transforment en audacieux pirates.
Après la mort de Gondéric, son demi-frère Genséric (ou Geiseric) prend le commandement en 428. Il sera l’un des plus remarquables chefs de toute la période des grandes migrations. Jordanès, dans son Histoire des Goths, nous a laissé un portrait détaillé de Geiséric bien que l’on puisse se demander si, rédigé bien après la mort du roi vandale, il correspondait vraiment à la réalité. Nous n’avons malheureusement pas de témoignage des Vandales eux-mêmes. Geiséric était certainement un chef déterminé et un homme avide de pouvoir pouvant agir lorsque nécessaire avec la plus grande brutalité. Afin d’assurer ce pouvoir, il n’hésite pas du reste à faire assassiner la famille de Gondéric. Il était également un militaire et un politique habile dont la suite des événements confirmera les capacités. En 429, les Vandales et divers groupes qui s’étaient joints à eux, soit environ 80 000 personnes, traversent le détroit de Gibraltar et s’installent en Afrique du Nord. Leur but est de s’emparer de la province d’Afrique, grenier de l’empire occidental et l’une des régions les plus urbanisées de tout l’empire. Les Wisigoths s’étaient donné le même but après le sac de Rome, mais avaient échoué.

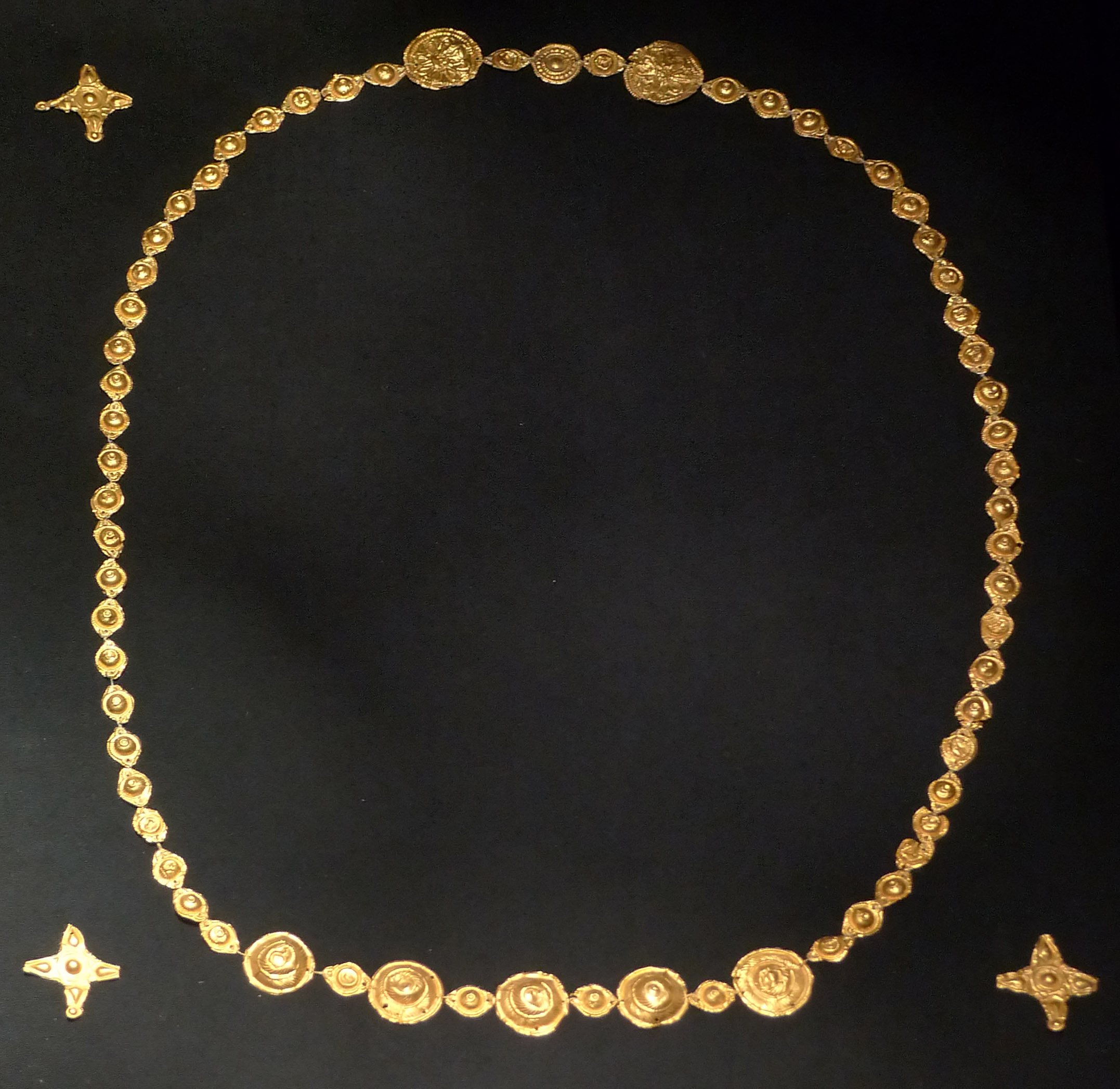
Bijoux vandales en feuille d'or du IIIe ou IVe siècle

Les Vandales partent donc de Ceuta pour franchir quelque 2 000 km en direction de l’est, s’emparant au passage de nombreuses villes romaines. En 430, ils se retrouvent devant Hippone dont l’évêque, célèbre théologien, Augustin d'Hippone (saint Augustin), meurt pendant le siège. Les Vandales prennent ensuite la direction de Carthage, qui à cette époque était l’une des plus grandes villes de l’empire ainsi que l’un de ses ports les plus importants. Bien qu’ils ne réussissent pas à s’emparer de la ville, les Vandales accomplissent quelques remarquables exploits dont la toile de fond est rapportée différemment par les diverses sources. C’est ainsi que Procope de Césarée, écrivain ayant vécu au VIe siècle, rapporte dans le cadre de ses Histoires (ou Histoires de la guerre) que les Vandales auraient été invités suivant les règles par le commandant romain pour l’Afrique, Boniface, parce qu’il avait eu maille à partir avec Ravenne. La recherche contemporaine ne retient généralement pas cette hypothèse, car Boniface combattit les Vandales dès que ceux-ci se mirent en marche avec tous les moyens à sa disposition. De plus, la situation entre Ravenne et Boniface s’était déjà régularisée en 429, ce dont ne parlent pas les sources de l’époque.
Quoi qu'il en soit, les moyens dont dispose l’empire d’Occident ne suffisent pas à arrêter les Vandales. Afin de pouvoir se maintenir à Carthage, l’empire d’Occident se résout à conclure en 435 un traité dont les clauses ne nous sont pas connues. Les Vandales se voient concéder la partie de la province déjà conquise. Pourtant, en 439, Geiséric profitant de l’occasion tombe sur Carthage où il s’empare de la flotte romaine qui y est stationnée, coupant ainsi Rome de son approvisionnement traditionnel en céréales. L’empire d’Occident n’a d’autre choix que de reconnaître sa défaite dans un nouveau traité en 442. La plus riche des provinces romaines était maintenant officiellement aux mains des Germains qui, de plus, devenaient une puissance maritime non négligeable. Sur ce point, les Vandales se distinguent des autres peuples germains, de même qu'ils le feront dans le traitement réservé aux populations locales autochtones.

### L’empire des Huns et la fin de l’Empire romain d’Occident

#### L’empire des Huns sur le Danube et l’ascension d’Ætius
Les sources nous informent que les Huns franchissent le Don en 375 et qu’ils battent les Alains et les Greuthungues ; elles sont pratiquement inexistantes pour les décennies qui suivent. Nous savons seulement que les Huns multiplient les razzias. Pendant longtemps, ils ne semblent pas avoir agi sous un commandement unifié, ni même avoir eu une politique commune. Pourtant, les Huns se montrent capables de coordonner des opérations militaires, comme le prouve leur invasion de l’empire sassanide et des provinces romaines orientales à l’été de 395. L’hiver de la même année, d’importants contingents de Huns se ruent sur les Balkans. Toutefois, on ne peut encore parler à cette époque d’un empire hunnique, car on ne peut distinguer une forme d’organisation qui réunisse tous les groupes.
Le premier souverain que l’on puisse concrètement identifier à la tête des Huns (la figure de Balamir ou Balamber n’est aucunement certaine) est un certain Uldin, qui aux environs de 400 règne sur les Huns au nord du bas-Danube, peut-être dans le territoire qui est aujourd’hui la Roumanie. Au cours de la même période, le maître des milices Gaïnas, un Goth, tente de jouer auprès de l’empereur Arcadius, à la cour de Constantinople, un rôle similaire à celui de Stilicon à l’Ouest. Ceci traduit à la fois l’importance du rôle joué par ce « maître des milices » (magister militum) qui, en Orient, peut être beaucoup mieux contrôlé au Ve siècle que ce n'est le cas en Occident, et le poids des foederati dans l’empire. Après l’arrivée au pouvoir de l’antigermanique Aurélien, devenu préfet du prétoire, Gaïnas entre à Constantinople avec ses barbares, mais la quitte bientôt, ce qui donne le signal d’un massacre de Goths dans la ville. Traqué par le Goth païen Fravitta, Gaïnas passe le Danube, et il est battu par Uldin. Ce dernier, dont le territoire s’étend à l’ouest jusqu’à la Hongrie d’aujourd’hui, conclut un accord avec Stilicon en 406 pour arrêter la progression des Goths de Radagaise. Bien qu'Uldin commande un vaste territoire, à aucun moment il ne peut prétendre régner sur l’ensemble des Huns. En 404/405, Uldin s’est déjà emparé de territoires appartenant à l’empire d’Orient, exploit qu’il répète en 408. Il doit cependant les rendre par la suite, et meurt peu après.

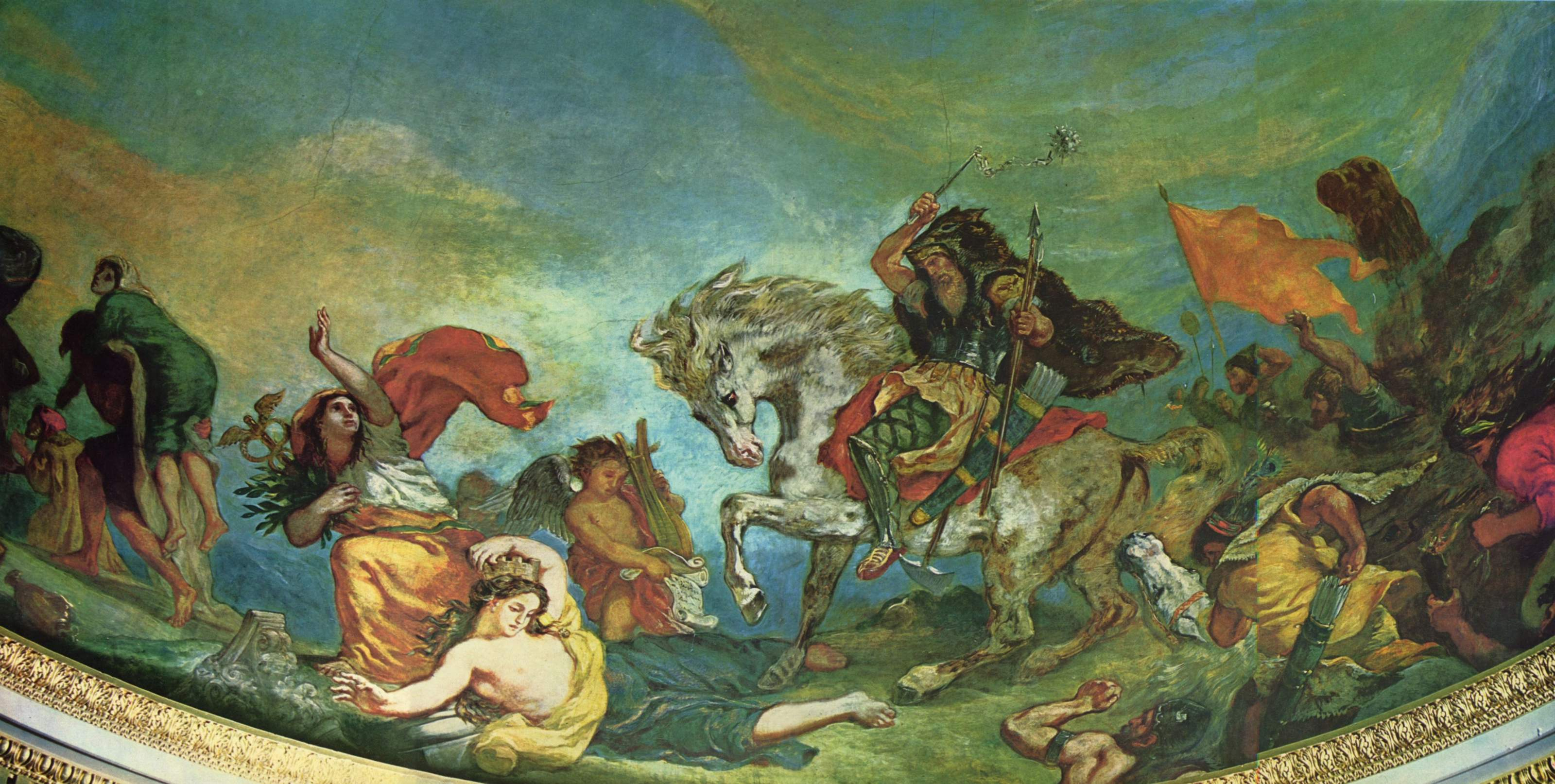
Attila et ses hordes envahissant l'Italie d'après Eugène Delacroix (1798-1863).

Alors que le mouvement vers l’ouest des Huns s'est heurté ici et là à une vive résistance d’autres groupes barbares, on assiste à la lente création d’un centre d’autorité suprarégional dans l’est des Carpates. Malheureusement, nous ne disposons que de très peu d’informations à ce sujet. Les rares sources font toutefois mention à plusieurs reprises de troupes de Huns venant en appui à l’armée romaine. En 427, les Romains auraient fini par céder la Pannonie aux Huns, mais le fait est contesté. Divers leaders président aux destinées des Huns comme Charaton mais nous savons peu de choses à leur sujet. Vers 430, les deux frères Oktar et Ruga sont portés à la tête des Huns vivant le long du Danube. Après la mort d’Oktar en 430, Ruga continue seul à régner et semble avoir réussi à imposer un pouvoir plus organisé que ce n’avait été le cas auparavant. En 433, le général Flavius Ætius, nommé magister militum per Gallias, conclut un accord avec Ruga. Élevé à la cour impériale de Ravenne, et plus tard envoyé comme otage à la cour d'Alaric, puis à celle de Ruga, il devient un ami du jeune Attila, neveu de Ruga (et son futur successeur). Pendant des années, Ætius se sert de diverses tribus, dont les Huns, pour combattre Wisigoths, Burgondes, Alains, Francs et autres, défendant ainsi le trône de Valentinien III et devenant le véritable maître de l'empire d'Occident. En 436, Ætius bat également les Burgondes du roi Gondicaire et les oblige à accepter la paix. L’année suivante, il envoie les Huns les détruire ; 20 000 Burgondes périssent alors dans une bataille, base possible à la légende des Nibelungen. En 443, il négocie la réinstallation des Burgondes survivants en Sapaudie (la future Savoie, précisément les territoires entre Alpes et Jura). Il relocalise également dans la région d’Orléans une partie des Alamans demeurés en Gaule. Dans ses efforts pour maintenir la souveraineté de l’Empire sur la Gaule, il combat les Francs qui s’établissent progressivement sur le Rhin, ainsi que les Bagaudes qui s’agitent en Gaule et en Hispanie.
Ruga meurt en 434. Il n’est pas impossible qu’il ait été assassiné sur l’ordre de ses neveux Bleda et Attila qui prennent alors le commandement d’une grande partie des Huns maintenant établis en Europe.

#### Attila, chef des Huns
Bien qu’Attila ait acquis une renommée considérable quoique négative dans l’histoire de l’Europe, on sait relativement peu de choses sur sa personne et encore moins sur sa jeunesse. Après sa prise du pouvoir, en association avec son frère Bleda, il se met en devoir de consolider « l’empire des Huns » fondé par son oncle Ruga.
Par le traité de paix de Margus (actuel Orašje, à l’embouchure de la Morava), dont la date est incertaine, Constantinople accepte de ne plus s’allier aux ennemis « barbares » des Huns et le tribut annuel versé est porté à 700 livres d’or (229 kg). De plus, les Romains s’engagent à ouvrir un marché, dont la sécurité sera garantie par les deux parties, et à extrader les déserteurs se rendant chez eux en provenance du territoire des Huns. En dépit de ce traité, les deux frères conduisent une expédition contre l’empire d’Orient en 441 et 442 leur permettant de s’emparer des villes de Singidunum (Belgrade) et de Sirmium (Sremska Mitrovica). Après le meurtre de Bleda (probablement en 445), Attila devient le seul chef des Huns du Danube. À aucun moment de sa vie Attila n'a été le chef de tous les Huns. Pour consolider son pouvoir sur son empire alors très lâche, Attila entreprend de nombreuses expéditions dirigées contre l’empire d’Orient. C’est ainsi qu’en 447, et bien que l’empereur Théodose II ait relevé le tribut qui leur était versé, les Huns s’enfoncent profondément dans les Balkans et se rendent jusqu’aux portes de la Grèce. Parmi les peuples appartenant à leur armée se trouvent des Gépides et des Goths sous domination hunnique. Bientôt l’empereur est forcé de conclure la paix avec Attila.
Les difficultés éprouvées par l’Empire romain d'Orient ne peuvent que réjouir le faible Valentinien III, empereur d'Occident monté sur le trône encore enfant. La domination exercée par les Huns sur bon nombre de tribus germaniques réduit les risques d’invasion à la condition que la cour de Ravenne entretienne de bonnes relations avec les chefs des Huns. C’est ce à quoi s’emploie Aetius, en excellents contacts avec Ruga et partisan de maintenir cette politique avec Attila dont il a été l’ami d’enfance. À Constantinople toutefois on n’entend pas financer Attila indéfiniment. En 449, une ambassade est envoyée par Constantinople auprès d’Attila, dont fait partie Priscus (ou Priskos). Celui-ci fera plus tard le récit de cette ambassade dans une chronique dont seuls quelques fragments nous sont parvenus. Il décrit une ville de tentes autour d’un promontoire où se dresse le palais royal construit en bois et entouré d’une haute palissade garnie de tours.

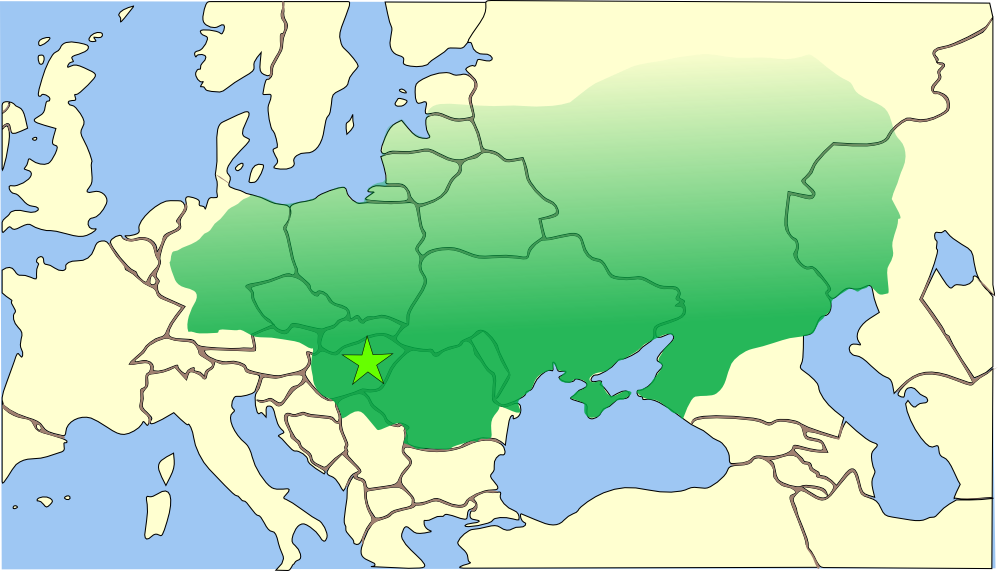
Carte montrant l'empire des Huns sous Attila (vers 450).

Lorsqu’à Constantinople Marcien, le nouvel empereur, s'oppose au versement du tribut traditionnel, Attila se tourne vers l’Ouest. Jordanès, qui séjourne à Constantinople en 451, rapporte que Honoria, la sœur de l’empereur d'Occident, menacée d’être mariée de force en raison de son style de vie libertin, aurait demandé à Attila de la libérer et aurait offert de l’épouser. La recherche contemporaine a jeté des doutes sur cette version des faits. Cependant, il n’est pas impossible qu’Attila ait été en contact avec des mouvements d’opposition dans l’entourage de l’empereur d’Occident. Constamment aux aguets des avantages qu’il pouvait retirer de l’Est et de l’Ouest, Attila feint quelque dix ans plus tard de prendre cette proposition au sérieux et exige comme dot l’Aquitaine. Une telle demande compromet toutefois la position d’Aetius, magister militum per Gallias, le dressant contre son ami d’enfance.
En 451, Attila envahit la Gaule à la tête d’une imposante armée, comprenant aux côtés des Huns un nombre indéterminé de contingents venant de tribus soumises ou versant tribut aux Huns. Toutefois ses efforts diplomatiques pour provoquer l’entrée en guerre des Vandales n’aboutissent pas. Les Huns se dirigent vers Orléans qu’ils assiègent. Aetius réunit alors ce qui reste des forces régulières romaines dans la région, forces composées de plus en plus de soldats provenant de peuples fédérés comme les Wisigoths, les Francs, les Sarmates et les Alains. La célèbre bataille des champs Catalauniques, dont on ignore toujours l’emplacement exact dans les environs de Troyes, n'a pas été la bataille décisive si souvent décrite, mais Attila a été obligé de se replier à l'issue des combats. Il n’est pas impossible qu’Aetius ait laissé submerger les Wisigoths qui formaient l’aile droite de son armée et dont le chef, Théodoric Ier, meurt au cours de la bataille, dans le but d’affaiblir un ennemi potentiel. Quoi qu'il en soit, il semble avoir craint que les Goths ne tentent de se libérer de la domination romaine avant que les Huns ne soient complètement vaincus. Les Romains et leurs alliés, s’ils n’ont pu vaincre définitivement les Huns, leur infligent de lourdes pertes détruisant ainsi le mythe de leur invincibilité. En 452, Attila est contraint de se retirer en Italie. Il y remporte quelques succès, s’emparant entre autres d’Aquilée. Cette conquête n'est toutefois pas définitive. Affaiblis par la faim et la maladie, Attila et son armée doivent se replier. Selon la tradition, le pape Léon Ier le Grand réussit à convaincre Attila de renoncer à envahir Rome ; en fait, le repli des Huns est plus probablement dû au fait qu’à l’est l’empereur Marcien vient de déclencher les hostilités en vue d’envahir le cœur de l’empire hunnique. Attila est ainsi forcé de retourner en Pannonie pour préparer une offensive contre Marcien et protéger sa frontière orientale, notamment dans le Caucase. C’est là qu’il meurt subitement en 453 au cours de la nuit suivant un festin pour célébrer son mariage avec une nouvelle épouse, Ildiko.
La mort soudaine d’Attila entraîne le démembrement de son empire. La plupart des peuples soumis se révoltent et secouent le joug hunnique. C’est en vain que les fils d’Attila tentent de maintenir l’héritage de leur père. La bataille de la Nedao en 454 où les Ostrogoths combattent aux côtés des Huns marque la fin de cet empire. L’empire des Huns s’écroule ainsi plus rapidement encore qu’il n’a été érigé. La tête de Dengizich, fils d’Attila, est envoyée à Constantinople pour y être exposée. Le reste des Huns se disperse ; on en retrouve encore au VIe siècle dans l’armée romaine d’Orient. Aetius pour sa part ne peut jouir longtemps de sa victoire : il est assassiné en septembre 454 de la main même de l’empereur Valentinien III qui craint le pouvoir qu’exerce son général. Peu de temps après, en mars 455, l’empereur doit lui-même être assassiné.

#### Les dernières années de Rome: les empereurs éphémères
La mort d’Aetius constitue un événement lourd de conséquences pour Rome. Même si le pouvoir impérial ne s’étend plus jusqu’aux limites de l’empire occidental, il subsiste en Italie et dans une partie des Gaules, conduisant avec succès un certain nombre de guerres. L'ambition du militaire Aetius a certainement été une des raisons pour lesquelles le pouvoir impérial n'a cessé de s’affaiblir. Aussi sa mort et celle de Valentinien III sont interprétées par de nombreux fédérés comme l'occasion d'accroître leur puissance aux dépens de celle de l'empire. L’empire d’Occident est ainsi gouverné pendant ses deux dernières décennies par des empereurs éphémères dont plusieurs ne restent que quelques mois au pouvoir et dont aucun ne parvient à stabiliser la situation.
De surcroît, les barbares forment maintenant non seulement le noyau des troupes d’élite de l’armée romaine, mais ils en occupent de plus en plus les échelons les plus élevés. On ne peut mettre leur loyauté en doute ; au contraire, plusieurs d’entre eux s’avèrent de fidèles serviteurs de l’empereur, tels Bauto, Stilicon, Fravitta, lesquels du reste tentent d'adopter le style de vie romain. Mais par la force des choses, plus s’accroît le pouvoir des militaires de haut rang, plus s’amoindrit celui de l’empereur d’Occident, d’autant plus que des gens comme Stilicon, à moitié Vandale, Aetius et Bélisaire disposent de leurs troupes personnelles (bucellarii). Même si aucun généralissime germain ne revêt lui-même la pourpre, chose impossible tant en raison de son origine que de son appartenance à l’hérésie arienne, ces chefs n’en jouissent pas moins à partir de la fin du IVe siècle d’une influence considérable. Au contraire, dans l’empire d’Orient, les empereurs réussissent davantage à garder le contrôle des commandants de leurs armées. L’empereur Léon Ier met fin à la dernière tentative véritable d’un général d’origine barbare, l’Alain Aspar, d’influencer la politique impériale. Il faut porter au crédit des empereurs de Constantinople d’avoir au cours du Ve siècle su renforcer les liens avec les maîtres du nouvel empire sassanide, traditionnellement ennemi juré de Byzance, les rendant meilleurs que jamais auparavant. Même lorsque, à la suite de la mort d’Attila, la guerre éclate dans les Balkans avec les tribus formant maintenant les Ostrogoths, qui souhaitent agrandir leur territoire de Pannonie, nul danger ne menace la stabilité de l’empire oriental dont les plus riches provinces ne sont guère inquiétées. Contrairement à leurs homologues occidentaux, les empereurs d’Orient disposent des ressources financières nécessaires pour payer leurs armées et même, à l’occasion, pour fournir à leurs homologues de Ravenne de quoi payer les leurs.

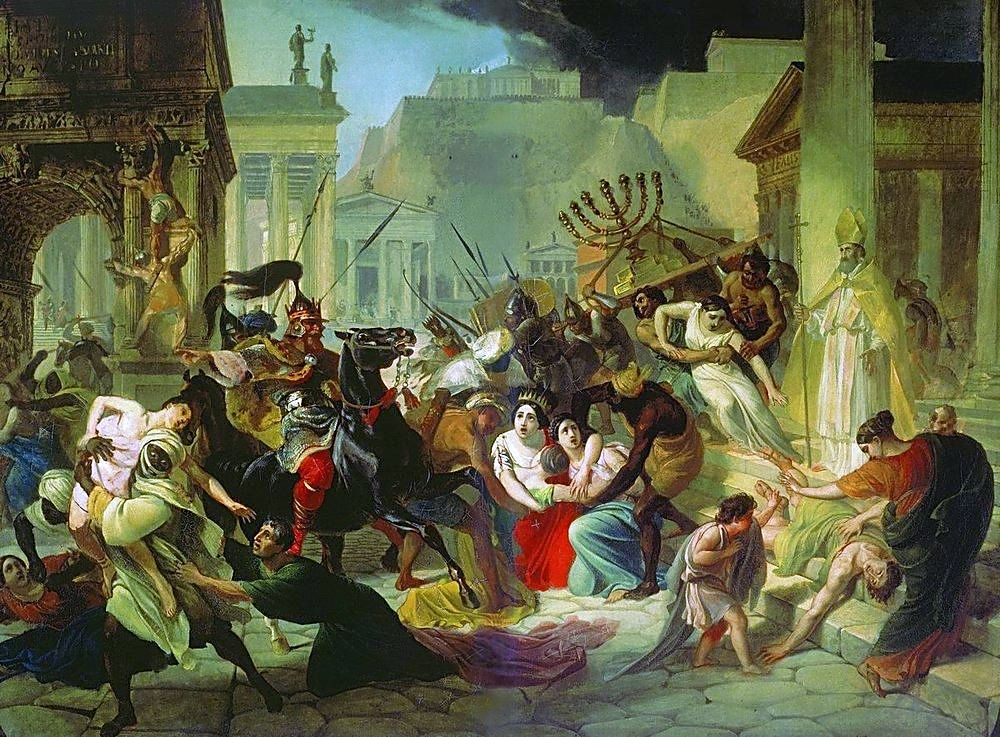
Le sac de Rome par Genséric en 455. Toile de Karl Briullov (1799-1852).

Au cours du même siècle, les troubles de tous ordres se multiplient à l’Ouest. Rome est ainsi conquise et pillée une deuxième fois en quarante-cinq ans par les Vandales dont le roi, Genséric, considère manifestement le traité conclu en 442 avec Valentinien III caduc à la mort de cet empereur. Petronius Maximus, qui a épousé la veuve de Valentinien III, Licinia Eudoxia, s’est emparé du pouvoir après le meurtre de celui-ci. En mai 455, une flotte vandale qui, l’année précédente a déjà menacé la Sicile, apparaît aux bouches du Tibre. L’empereur, ne disposant pratiquement d’aucun pouvoir et totalement privé de moyens, est assassiné le 31 mai par des soldats burgondes. Trois jours plus tard, les Vandales investissent la ville qu’ils pillent de façon systématique – mais non avec ce désir de destruction que suggère de nos jours le terme « vandale ». Les Vandales ne partent pas seulement avec un riche butin, mais aussi avec la veuve de Valentinien ainsi qu’avec deux de ses filles et de nombreux personnages importants qu’ils emmènent prisonniers à Carthage. Aux environs de 460, l’une des filles de Valentinien, Eudoxie, épouse Hunéric, le fils de Genséric, lui permettant de revendiquer pour lui-même la Sicile et l’Italie au titre de l’héritage de Valentinien.
Commence alors une période pendant laquelle des empereurs, créatures de chefs militaires et politiques germaniques, se succèdent rapidement. Le premier est Eparchus Avitus, descendant d’une noble famille gauloise et chef des armées, proclamé empereur avec l’accord des Wisigoths, alors en campagne contre les Suèves aspirant à agrandir leur royaume en Hispanie. En 456, le général Flavius Ricimer, fils d’un prince suève et d’une princesse goth, fait campagne contre les Vandales en Sicile et en Corse. Ricimer est alors élevé par Avitus au rang de magister militum. Cette victoire lui ayant valu une grande popularité, Ricimer obtient du Sénat la permission de monter une expédition contre l’empereur Avitus qu’il défait à Plaisance le 16 octobre 456. Fait prisonnier, Avitus doit accepter la charge d’évêque de Plaisance et meurt peu de temps après. Ricimer obtient alors de l’empereur Léon Ier le titre de Patrice des Romains alors que Majorien qui l’avait aidé à défaire Avitus le remplace comme magister militum.
Sur l’ordre de Ricimer, l’armée d’Italie acclame Majorien comme nouvel empereur. Celui-ci se rend en Gaule combattre les Germains qui voulaient tirer profit de la confusion régnant dans l’empire d’Occident. Le nouveau magister militum nommé par Majorien, Egidius, remporte de nombreux succès contre les Francs sur le Rhin et reconquiert Lyon, pris par les Burgondes. Arles, depuis 407 siège du commandement civil des Gaules et de l’Hispanie, se défend contre les Wisigoths qui se considèrent déliés des engagements contenus dans leur traité de fédérés et qui désirent s’étendre en Hispanie. Majorien réussit toutefois à s’entendre avec les Burgondes et les Wisigoths. En 460, l’empereur se rend en Hispanie, première visite d'un empereur d'Occident dans la péninsule. Diverses sources comme Sidoine Apollinaire nous présentent Majorien en empereur énergique, volontaire et voulant redorer la fonction impériale en Occident. C’est ainsi qu’en 461, il planifie une expédition en Afrique contre les Vandales qui bloquent les livraisons de céréales. L’empereur doit toutefois renoncer à son projet, les navires vandales bloquant les Romains en Hispanie et empêchant le débarquement des troupes. Peu après, sur ordre de Ricimer, Majorien est arrêté et assassiné, non probablement en raison de l’échec de cette tentative, mais plutôt à cause de ses velléités d'indépendance. Faisant et défaisant maintenant les empereurs, Ricimer choisit le sénateur Libius Severus comme nouvel Augustus.
L’assassinat de Majorien entraîne la sécession de la Gaule, notamment celle d'Ægidius, maintenant magister militum en Gaule et ami du défunt empereur, qui refuse de reconnaître Libius Severus. Lorsque Ricimer tente de lui retirer son commandement, Ægidius se rebelle, mais une offensive des Wisigoths le force à se retirer dans le nord de la Gaule où, avec une partie du commandement et des alliés francs, il érige son propre royaume dans la région de Soissons. La petite enclave gallo-romaine perdure jusqu’à la fin de l’empire d’Occident. Après la mort d’Egidius (464 ou 465), le pouvoir passe probablement à un officier du nom de Paulus, puis au fils d’AEgidius, Syagrius. En 486 ou 487, l’enclave est conquise par les Francs, à la faveur de l’expansion amorcée par Clovis Ier. Par ailleurs, à Trèves, le comes Arbogast le Jeune, probablement un Franc romanisé, tient la région contre ses anciens compatriotes jusqu’en 475.
Libius Severus ne peut se maintenir longtemps sur le trône, et finit assassiné en 465. Au cours des six mois suivants, pendant lesquels le roi wisigoth Euric rompt le traité avec l’empire d’Occident et pénètre dans le Sud de la Gaule et en Hispanie, Ricimer ne fait pas désigner de nouvel empereur. La fonction impériale est assumée en 467 par le général et aristocrate Anthémius, envoyé par Constantinople avec des troupes fraîches et un imposant trésor. Il s’efforce d’endiguer l’influence de Ricimer en nommant un deuxième magister militum en la personne de Marcellin, assassiné à l'instigation de Ricimer en 468. Pendant que la défense contre les Germains en Gaule et en Norique s’émiette pour finalement s’effondrer, Anthémius planifie avec l’aide de Constantinople une expédition d’envergure contre Carthage, capitale du royaume vandale dirigé par Genséric que l’on veut punir pour le sac de Rome tout en récupérant une des plus riches provinces de l’empire. La campagne débute en 468, coordonnant une flotte venue d’Orient dirigée par Basiliscus et les troupes d’Occident. Mais celle-ci se termine en fiasco et la flotte romaine est brûlée devant Carthage. Cette bataille, assurant la survie du royaume vandale, ébranle de façon définitive le pouvoir de l’empereur d’Occident. En Gaule, les Wisigoths, les Burgondes et les Francs agrandissent toujours plus leurs territoires aux dépens de l’empire d’Occident qui ne se maintient qu’en Auvergne et en Provence. Un chef breton (ou britannique) autrement inconnu du nom de Riothamus aurait soutenu les Romains dans leur guerre défensive, mais il échoue face aux Wisigoths. Anthémius s’étant brouillé avec Ricimer, une guerre civile éclate, Ricimer assiégeant Anthémius dans Rome. En juillet 472, Anthémius périt assassiné par un neveu de Ricimer, le Burgonde Gundobad. Son successeur est Olibrius, peu de temps avant que ne meure Ricimer. Les jugements portés sur ce chef au cours de l’histoire seront généralement négatifs et beaucoup plus homogènes que ceux portant sur Stilicon et Aetius. Certes, Ricimer a toujours donné la priorité à ses propres intérêts, mais cela ne l’a pas empêché d’utiliser au mieux les quelques ressources demeurant à la disposition de Rome pour assurer la protection de l’Italie. Toutefois, ces efforts ne seront pas suffisants et, quatre années plus tard, le dernier empereur d’Occident sera déposé.

#### La chute de Rome
Olibrius, le dernier empereur nommé par Ricimer, meurt au début novembre 472, quelques mois à peine après la mort du magister militum suève. Le neveu de ce dernier, Gundobad, déjà mentionné, lui succède et choisit le fonctionnaire Glycerius comme empereur. L'empereur d'Orient Léon Ier refuse cette nomination et lui préfère le magister militum de Dalmatie, Julius Nepos ; mais il meurt. Neveu du comte Marcellin tué en Sicile en 468, Julius Nepos, ayant succédé à son oncle, est nommé César en 474 par l'empereur d'Orient Zénon avec mission de renverser Glycérius. Nepos débarque à Ravenne, poursuit et capture Glycérius qu’il fait tonsurer et nommer évêque. Son armée le proclame empereur d'Occident le 24 juin 474. Il est le dernier empereur romain d’Occident reconnu par l’Empire romain d'Orient. Gundobad, pour sa part, s’enfuit en Gaule et devient roi des Burgondes.
En 474, les coempereurs Léon II et Zénon concluent un traité avec Genséric en vertu duquel celui-ci verra son royaume reconnu par Constantinople à condition de cesser ses activités de brigandage. Julius Nepos se trouve ainsi confronté à une difficile situation. L’empire a entre-temps complètement perdu l’Hispanie aux mains des Suèves et des Wisigoths. Ces derniers assiègent Clermont en Gaule dont Sidoine Apollinaire organise la défense ; en 471, la dernière grande possession de l’empire est conquise par les Wisigoths. En 473, Arles et Marseille sont prises tandis que les Goths s’enfoncent en Auvergne et dans la vallée de l’Èbre en Espagne malgré une farouche résistance. L’empereur, qui a déjà reconnu de facto la perte de l’Auvergne, reconnaît celle-ci de jure dans un traité de 475 avec le Wisigoth Euric et retire le magister militum Ecdicius de Gaule. Cet abandon ébranle la confiance déjà chancelante de l’aristocratie gallo-romaine envers l’empereur. En 475, Julius Nepos élève à la dignité de magister militum et de patrice un ancien haut fonctionnaire d’Attila, Flavius Oreste, qui a déjà servi à la cour de Constantinople. Cela s’avère une erreur fatale. Le 28 août de la même année, Oreste à la tête de fédérés prend le contrôle de Ravenne. Julius Nepos doit s’enfuir en Dalmatie dont il est toujours magister militum et d’où il continue à régner jusqu’à ce qu’il soit assassiné en 480. Oreste, pour sa part, porte à la fonction impériale son jeune fils Romulus ; ce dernier est âgé de douze ans, ce qui lui vaut immédiatement le surnom de Romulus Augustule.

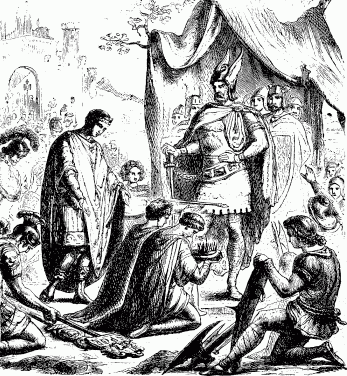
Romulus Augustulus dépose les insignes impériaux devant Odoacre (vue d'artiste, 1880).

Pendant ce temps, les fédérés germaniques, qui constituent maintenant la presque totalité de l’armée et qui sont cantonnés en Italie depuis des années, demandent à Oreste de leur donner des terres où ils pourraient s’établir définitivement. Oreste refuse. Les fédérés se tournent alors vers l’un des leurs, Odoacre, pour conduire leur révolte. Fils, croit-on, d’un prince skire, Odoacre vainc Oreste à Plaisance. Les Skires et les Hérules de même qu’une partie de l’armée romaine proclament alors Odoacre « roi d’Italie ». En 476, Odoacre prend Ravenne et force le jeune empereur à abdiquer le 4 septembre. Ému par le jeune âge et la beauté de l’adolescent, Odoacre lui permet de vivre en paix en lui octroyant une confortable rente. Il se dispense de nommer un nouvel empereur et renvoie simplement les insignes impériaux à Constantinople, tout en s’affirmant sujet de Julius Nepos comme le prouvent les pièces de monnaie frappées en 480 à l’effigie de ce dernier. Toutefois, l’empereur de Constantinople refuse de reconnaître Odoacre et mobilise contre l’usurpateur les Ruges, qui ont fondé leur propre royaume au nord du Danube sous la conduite de leur chef Flaccitheus en 470. Odoacre se venge en ravageant leur royaume en 487/488. Pour assurer la sécurité de l’Italie, il demande à son commandant Pierius de transférer les populations romaines de la Norique alors menacée vers l’Italie.
On se réfère souvent à 476 comme date de « la chute de Rome ». Ceci appelle de sérieuses réserves. D’une part, le dernier empereur, Julius Nepos, continue à régner jusqu’en 480 en exil en Dalmatie. D’autre part, il est douteux que les contemporains aient vu cette date comme un « événement historique ». En effet, l’Empire romain continue à exister avec comme seul empereur celui de Constantinople. On retournait ainsi au système qui avait eu cours jusqu’à Théodose. Les deux cents ans qui suivront verront de nombreuses tentatives pour reconstituer l’Empire romain en Occident, sans succès. De plus, pendant des décennies, les autorités germaniques continueront à reconnaître et à respecter la prééminence de l’empereur de Constantinople. C'est un chroniqueur oriental, Marcellinus Comes, qui adopte en 520 la date de 476 comme étant celle de la fin de l’Empire romain d’Occident. Il n’est pas impossible que cette proposition soit aussi apparue dans d’autres sources. Si elle reflète surtout la vision orientale de ces années, elle est loin d’avoir été adoptée par l’aristocratie sénatoriale occidentale survivante de la crise. Par contre, à Constantinople, les empereurs se servent ouvertement de cette « fin de l’Empire romain d’Occident » pour mieux asseoir leurs propres revendications sur ces territoires. Les avis des spécialistes demeurent partagés sur ce sujet. De même, la thèse selon laquelle l’invasion des Germains aurait été l’unique cause de la chute de l’Empire romain d’Occident est une grossière simplification rejetée par la majorité des spécialistes contemporains qui préfèrent parler d’un ensemble de causes. À l’inverse, la survie de l’empire oriental au Ve siècle, malgré les attaques auxquelles il doit faire face, semble montrer que rien ne condamnait le système romain à imploser. De même, la thèse défendue dans les recherches antérieures voyant dans la déposition de Romulus Augustulus la fin de l’Antiquité n’est guère retenue de nos jours.
Il est certain toutefois que le processus de décadence de l'empire occidental amorcé au plus tard avec la fin de la dynastie théodosienne en 455 s’accélère rapidement à partir de 470. La « barbarisation » de l’armée romaine constitue un facteur prépondérant dans ce processus. Affaiblie par les guerres civiles du IVe siècle, l’armée n’est plus en mesure au Ve siècle d’assurer la protection des frontières de façon efficace. Non que la loyauté des troupes ait été en cause, mais les caisses de l’État étant vides, les légionnaires ne sont plus payés. La rébellion d’Egidius amorce la désagrégation de l’armée des Gaules. La perte des riches provinces des Gaules a alors des retombées catastrophiques pour les finances de l’État, mais s’avère moins dramatique que celle de la province d’Afrique du Nord qui, elle, ne peut être compensée ; bientôt, Ravenne ne dispose plus d'assez d’argent pour rémunérer et fidéliser les troupes nécessaires à la défense, occasionnant la perte d’autres contrées. Le territoire sur lequel s’exerce l’autorité effective des empereurs d’Occident se rétrécit toujours plus et finit par se réduire au noyau central de l’Italie et de la région alpine. Le déclin de l’autorité impériale entraîne la progression de celle des commandants en chef de l’armée occidentale. Dans les dernières années, les ressources viennent à manquer tant et si bien que la dignité impériale devient le jouet de commandants avides de pouvoir qui font et défont les empereurs à leur guise. Après que nombre de généraux ont gouverné par l’entremise d’empereurs-fantômes, Odoacre ne fait que constater l'inutilité du maintien de la fonction impériale en Occident. Lorsque l’empereur Zénon envoie finalement en l’an 488 les Ostrogoths sous la direction de Théodoric en Italie afin de renverser Odoacre, celui-ci s’appuie sur ses propres forces et tire son autorité de sa position de patrice de l’empire et de roi des Goths.

### De l’Empire aux Royaumes: la création des royaumes germaniques en Occident et slaves en Orient

#### Les Ostrogoths en Pannonie et en Italie

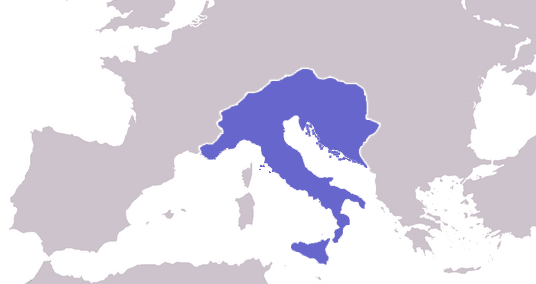
Le royaume des Ostrogoths à son apogée.

Les Greuthungues (qui deviennent les Ostrogoths) comptent parmi les plus durement touchés par l’arrivée des Huns en 375. Franchissant le Don et poussant devant eux les Alains, les Huns détruisent le royaume des Greuthungues. Certains, sous la direction de leurs chefs Alatheus et Saphrax s’enfuient, mais la majorité est simplement assujettie aux Huns. Toutefois, les Goths procèdent à l’acculturation des Huns et le gotique s’impose dans les années qui suivirent comme langue d’usage dans l’empire d’Attila ; de nombreux noms d’origine goth sont utilisés par les Huns. À la fin du règne d’Attila, trois frères semblent avec pris le commandement des Greuthungues vivant sous la domination hun : Valamer, Théodemer et Vidimer de la famille des Amales.
On doit à Jordanès et à son Histoire des Goths (XIV, 2), laquelle résume un texte plus long de Cassiodore, le nom d’Ostrogoths qui, selon une étymologie, signifierait les « Goths de l’Est », tout comme les Tervingi, dont le nom signifierait les « gens de la forêt », et les Greutingi, les « gens de la grève ». Dans le cas des Ostrogoths toutefois, Jordanès lui-même propose une autre possibilité : « Ostrogoth » pourrait également avoir été le nom de leur premier roi : Ostrogotha. Divers auteurs, qui ne font guère confiance à Jordanès, proposent pour leur part : les Goths « brillants » (racine germanique ostr–).

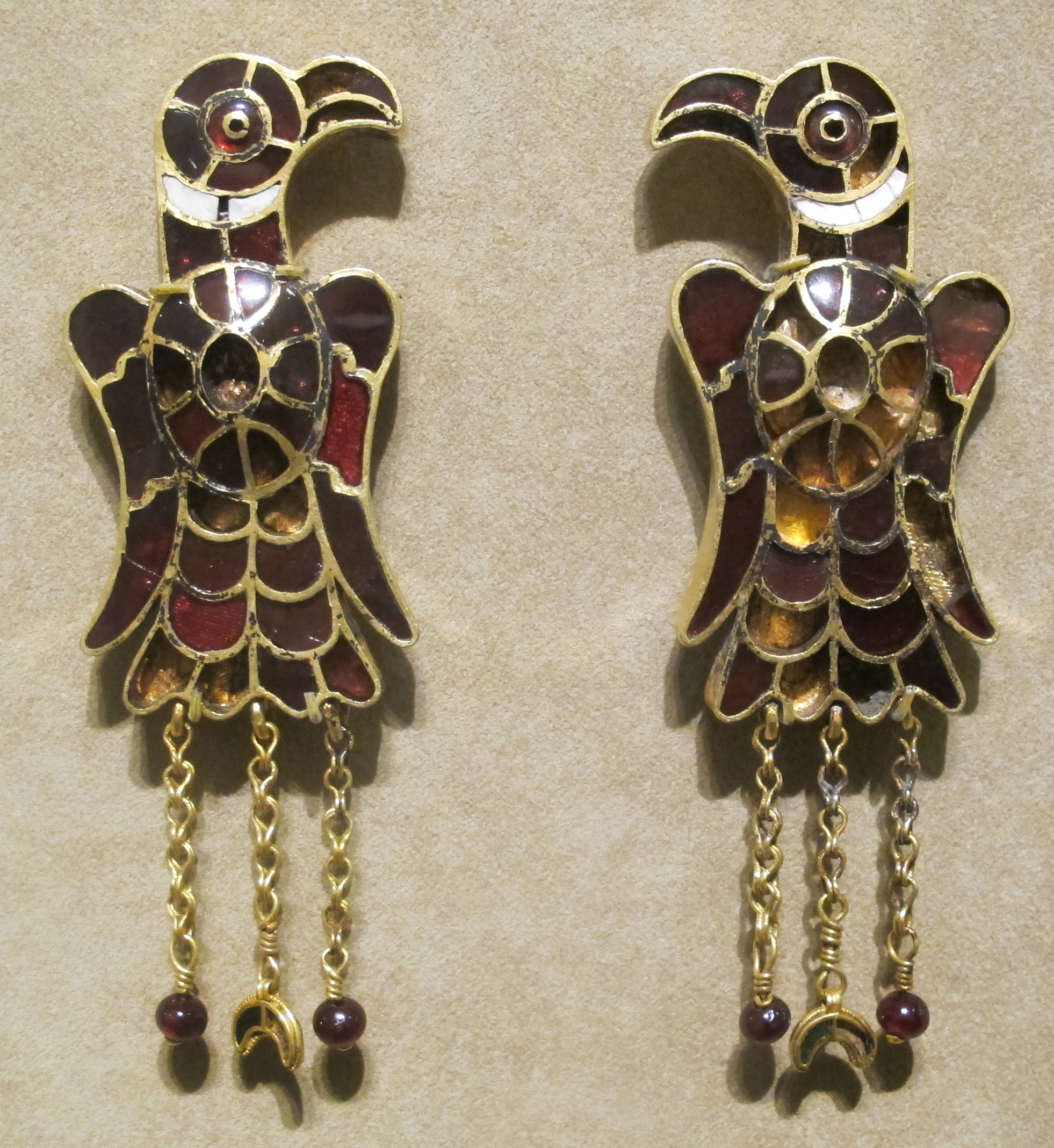
Bijoux d'oreille ostrogoth, Metropolitan Museum of Art, IIIe - VIe de notre ère

Après la mort d'Attila, les Ostrogoths menés par Théodemer (ou Thiudimir) et alliés à leurs anciens vassaux et rivaux, les Gépides, écrasent les forces hunniques lors de la bataille de la Nedao en 454. Après s’être débarrassé de leurs anciens maitres, ils créent leur propre royaume en Pannonie. Là, ils sont presque immédiatement en conflit avec les troupes romaines et avec diverses autres tribus déjà installées dans la région. Le point crucial est constitué par la victoire des Ostrogoths lors de la bataille de Bolia en 469 au cours de laquelle ils défont une alliance de Suèves, Gépides, Skires et Ruges. Le fils de Théodemer, Théodoric l'Amale, (surnommé « le Grand »)ayant passé une partie de sa vie à Constantinople en tant qu’otage, est associé au pouvoir de son père, dès son retour en Pannonie. Ses tentatives de s’élever dans la hiérarchie goth échouent, ne serait-ce que parce qu’un autre Ostrogoth, Théodoric Strabon, le chef des Goths fédérés installés en Thrace, est nommé par l’empereur Léon Ier magister militum.
Les tentatives du successeur de Léon, Zénon, de se servir de Théodoric l’Amale comme contrepoids échouent et Théodoric Strabon tient bon. Il perd toutefois la vie en 481 des suites d’une chute de cheval. Théodoric l’Amale peut alors accroître considérablement les forces de son armée. Non seulement est-il nommé magister militum, mais il accède en 484 à la prestigieuse charge de consul. En 487, une nouvelle confrontation se dessine que Zénon résout diplomatiquement : il envoie l’Amale mettre fin à la souveraineté d’Odoacre sur l’Italie. À l’été 488, les Ostrogoths de Théodoric quittent l'empire d'Orient, mais une partie d’entre eux restent en arrière et se rattachent aux Ruges. L’invasion de l’Italie réussit en 489. Odoacre est assiégé à plusieurs reprises et finit par se réfugier dans Ravenne, puissamment fortifiée. Odoacre se rend en 498 après qu’un compromis ait été trouvé en fonction duquel il serait associé au pouvoir goth. Peu de temps après, toutefois, Théodoric assassine Odoacre sous un vague prétexte. Théodoric se livre par la suite à une purge rapide mais sanglante ayant pour but d’assurer la main mise des Goths sur l’Italie.
Théodoric mène en Italie une politique d’équilibre entre les Goths et les Italiens. À cette fin, il utilise l’appareil administratif bien rodé des anciens Romains et laisse au très distingué Romain, Liberius, le soin de s’occuper de l’installation des Goths en Italie. Liberius mène cette tâche difficile avec doigté, sans trop spolier les droits des premiers occupants. Théodoric a soin de se lier avec de nombreux membres de l’ancienne aristocratie sénatoriale parmi lesquels Cassiodore, afin de s’en faire des alliés. D’un autre côté, Théodoric mène une politique de stricte séparation des Goths et des Romains de façon à préserver l’identité de l’exercitus Gothorum (les unités goths de l’armée, toutefois pas complètement homogènes). De plus, le fait que les Goths soient ariens alors que la population de l’Italie était catholique, renforce la séparation entre les deux peuples. Théodoric souhaite encourager la culture antique dans le royaume des Goths, même si c’est sous son règne que le philosophe Boèce est exécuté, Théodoric le soupçonnant de complicité avec Constantinople.
En 498, Théodoric est nommé par Constantinople « gouverneur » ; mais les relations se tendent rapidement, Théodoric menant une politique d’alliance avec les royaumes voisins. Toutefois cette politique n'est pas couronnée de succès, les Francs devant battre sévèrement les Wisigoths et s’emparer de la plus grande partie du royaume wisigoth des Gaules. En réaction les troupes ostrogoths occupent militairement une partie du sud des Gaules et, en 511, Théodoric est reconnu comme roi des Wisigoths, mais cette union de couronnes ne survit pas à sa mort.
La disparition de Théodoric donne le signal d'une lutte de succession. La régente en fonction, Amalasonte, essaie d’améliorer les relations tendues avec Constantinople. Très impopulaire auprès des Goths, Amalasonte devenue reine associe son cousin Théodat (ou Theodahad) au trône afin d’affermir sa position. Théodahad encourage alors le mécontentement des Goths contre la régente, emprisonnée sur l’île de Martana en Toscane et assassinée en 534 ou 535. Ceci fournit un excellent prétexte à l’empereur Justinien pour attaquer les Ostrogoths. Son général, Bélisaire, déjà victorieux des Vandales en 533/534, s’empare de la Sicile et de l’Italie du Sud, marquant le début de plusieurs années de guerre (pour lesquelles Procope de Césarée est la principale source). Ces guerres conduisent à la dévastation de vastes territoires en Italie et au déclin économique d’une région jusque-là prospère. Les Francs saisissent l’occasion pour s’infiltrer en Italie du Nord qu’ils pillent de façon systématique. Rome, théâtre de féroces combats, change de mains à plusieurs reprises. La résistance opiniâtre des Goths qui se regroupent à plusieurs reprises est vaincue une première fois en 552 bien que des poches de résistance réussissent à se maintenir quelque temps. Cette conquête romaine demeure éphémère, car, en 568, les Lombards commencent leur conquête de l'Italie péniblement recouvrée par les Romains.

#### Le royaume des Wisigoths

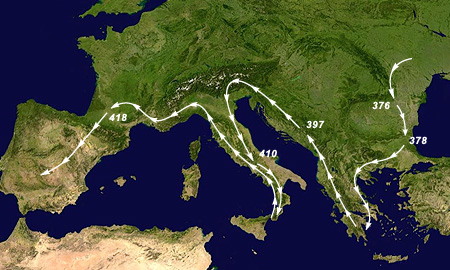
Carte montrant les migrations des Wisigoths jusqu'à leur établissement en Aquitaine en 418.

Par le fœdus de 418, les Wisigoths prennent possession de l’Aquitaine seconde pour s’y établir à titre de fédérés. cette province constitue le premier noyau du royaume des Wisigoths, désigné durant sa première période (418-507) sous le terme de royaume de Toulouse, du nom de leur capitale. Dans les années qui suivent, les Wisigoths tentent continuellement d’agrandir leur territoire et, à l’appel d’Aetius, combattent les Huns. Le règne d’Euric, monté sur le trône en 466 après le meurtre de son frère, marque un tournant dans l’histoire du royaume. En effet, il rompt le fœdus le liant à l’empire d’Occident et mène une politique d’expansion territoriale : au nord, le royaume s’étend jusqu’à la Loire ; au sud il occupe rapidement la plus grande partie de l’Hispanie sauf, dans le nord-ouest, la partie occupée par les Suèves qui réussissent à s’y maintenir jusqu’au VIe siècle ; à l’est, où il a déjà conquis Arles et Marseille et battu en 471 la dernière armée romaine intacte dans les Gaules, le traité de 475 lui donne le contrôle l’Auvergne.
La population romaine qui, s’acculturant aux « barbares », les sources mentionnent spécifiquement que dans les villes gauloises de nombreux hommes se font pousser les cheveux et commencent à porter des braies, adoptant ainsi certains traits distinctifs des barbares, choses que les empereurs d’Occident ont interdites même aux esclaves en temps de crise. De nombreux Romains entrent alors au service des Wisigoths et exercent des commandements militaires.

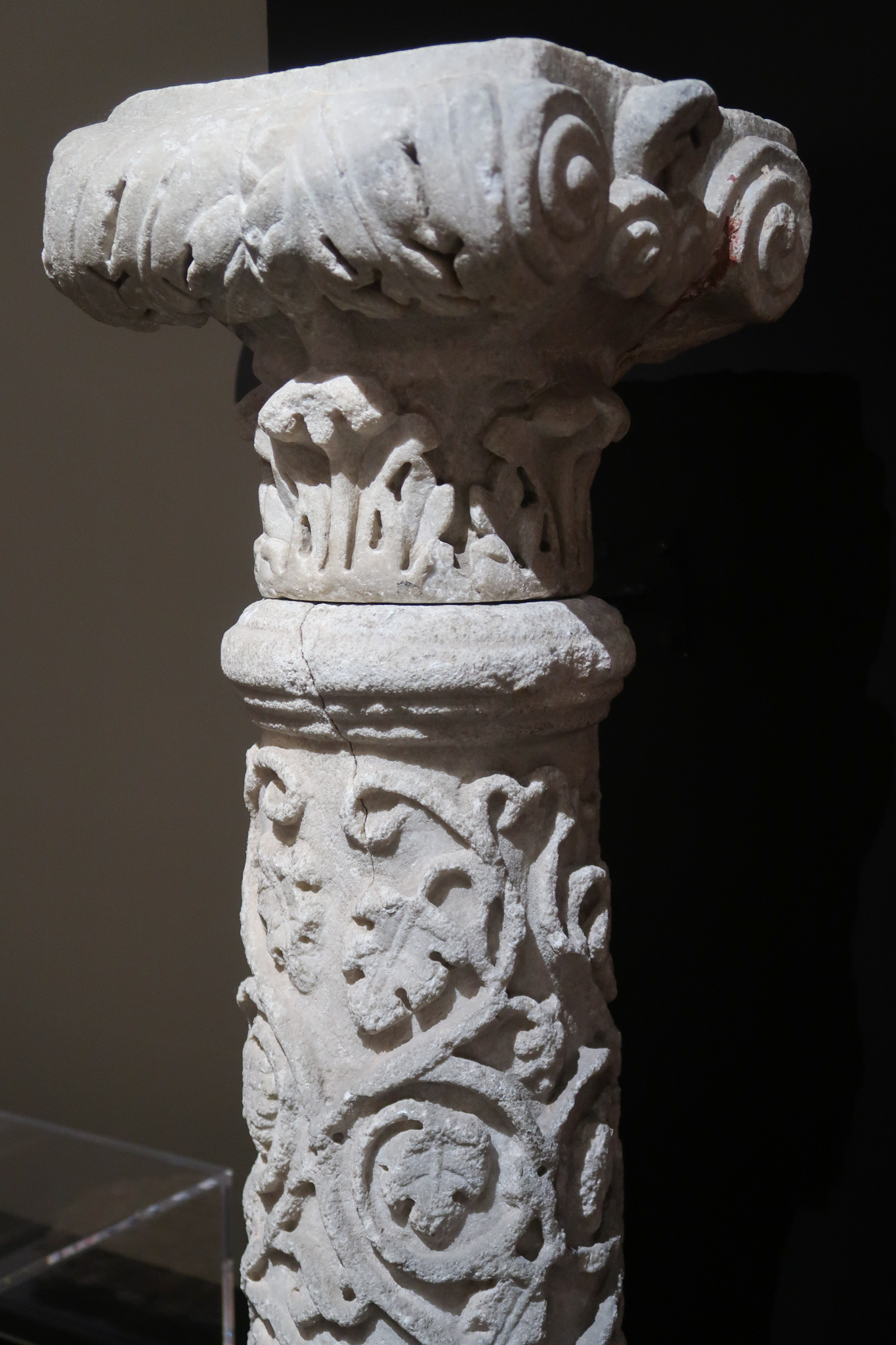
Colonne provenant de la Daurade. Toulouse. Royaume des Wisigoths,

Euric meurt en 484 ; son fils, Alaric II, affronte les Francs et meurt alors qu’il les combattait. À la suite de ce désastre et des attaques des Ostrogoths sous la conduite de Théodoric le Grand, la presque-totalité de la Gaule goth est perdue à l’exception de la région de Narbonne (Septimanie). Ceci modifie complètement la situation des Wisigoths en Hispanie où ils choisissent Tolède comme nouvelle capitale au VIe siècle, ville d'où est tiré le nom du royaume Goth, le royaume de Tolède. Dans sa politique de restauration de l’empire, Justinien Ier qui reprend les royaumes des Vandales et des Ostrogoths, s’empare également de territoires dans le sud de la péninsule ibérique, mais ces conquêtes s'avèrent sans lendemain, les Romains ne les gardant que jusqu’au début du VIIe siècle. Le royaume des Wisigoths devient alors le théâtre d’intenses querelles entre les différentes familles aristocratiques pour savoir qui prendrait le pouvoir alors que les problèmes religieux perduraient.
Considéré comme le plus grand des rois de l’Espagne wisigothique, Léovigild promulgue, ou reprend de ses prédécesseurs, 324 lois que ses successeurs regroupent dans le Liber judiciorum vers 654. Considéré par les Espagnols comme le premier unificador nacional, il mène une série de campagnes militaires contre les Byzantins installés en Andalousie et s'empare de Cordoue et de Malaga. Au nord, il combat Vascons et Francs pendant que dans le nord-ouest de la péninsule, il lutte à partir de 575 contre les Suèves redevenus catholiques ; les ayant vaincus à la bataille de Braga en 585, il détruit leur royaume de Galice. Arien convaincu, il a fort à faire avec un peuple dont la majorité était profondément catholique. L'un de ses fils, le prince Herménégild, marié à une princesse franque catholique, prend la tête du parti catholique et se révolte contre son père, n'hésitant pas à s'allier aux Suèves et aux Byzantins. Herménégild soulève l'Andalousie en 579/580. Impitoyable, Léovigild combat son fils, le fait prisonnier (584) et le fait exécuter en 585 à Tarragone. Son plus jeune fils et successeur résolut le conflit. En 587 il se convertit au catholicisme, reconnu comme la foi de tous les Wisigoths lors du troisième concile de Tolède en 589. Les règnes de Léovigild et de Récarède sont importants dans l’histoire du royaume qui en sort consolidé. La mort de Récarède en 601 est suivie d’une période de troubles au cours de laquelle diverses familles aristocratiques se disputent le pouvoir. Sur le plan culturel, le royaume vécut à partir de la fin du VIe siècle une période de prospérité dont Isidore de Séville constitue le représentant le plus célèbre. Les écoles monastiques répandent la culture de l’Antiquité jusque chez les Francs conférant ainsi au royaume wisigoth un rayonnement culturel important.
La fin du royaume wisigoth survient de façon abrupte. Les Arabes et les Berbères, qui, au début du VIIIe siècle, avancent le long de la côte d’Afrique du Nord traversent le détroit de Gibraltar et remportent une victoire décisive face au roi Rodéric qui perd la vie à la bataille du Guadalete en juillet 711, scellant le déclin du royaume wisigoth. Les Goths poursuivent la résistance dans le nord-est de la péninsule jusqu’aux environs de 719. Les musulmans s’emparent des territoires situés au nord des Pyrénées de 719 à 725. Vaincus, les Wisigoths se réconcilient avec les envahisseurs et une partie du peuple se convertit à l’islam.

#### Le royaume des Vandales

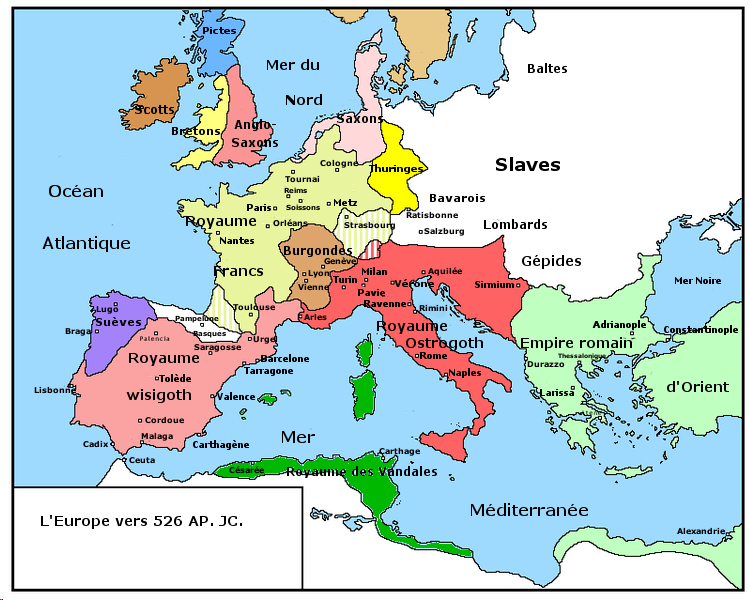
Carte du royaume vandale à son apogée à la mort de Genséric.

Le royaume vandale (lequel occupait ce qui est aujourd’hui la Tunisie, l'Est de l'Algérie et la Tripolitaine, plus les Baléares, la Corse et la Sardaigne) constitue une exception dans le processus de création des royaumes barbares. D’une part, les Vandales, après avoir pris Carthage en 439, disposent d’une flotte importante qui leur permet de contrôler une partie étendue de la Méditerranée occidentale et de s’aventurer jusqu’à la Grèce. D’autre part, adeptes convaincus de l’arianisme, les nouveaux maîtres pratiquent une politique de coercition à l’endroit des notables locaux, majoritairement catholiques. Les rois Genséric et Hunéric persécutent en effet les catholiques opposants à leur pouvoir, en bannissent certains, et, pour mettre fin à l'opposition systématique des évêques (sacerdotes), placent certains en résidence surveillée dans le Sud tunisien (Gafsa). Il faut toutefois prendre en considération le fait que la plupart des sources sont d’origine catholique comme l’évêque Victor de Vita qui devait accompagner ses coreligionnaires à Sicca Veneria et à Lares, puis dans le désert du Hodna. En revanche, les Berbères catholiques qui se soumettent à leur pouvoir n'en ont pas été victimes dès lors qu'ils paient l'impôt comme au temps de l'administration romaine. Les Vandales conservent une bonne partie des structures politiques et administratives romaines y compris le culte de l’empereur. Sans doute, les rois vandales ne perdent-ils pas tout espoir d’en venir à une entente avec leurs sujets catholiques, mais les discussions entreprises à ce sujet en février 484, n’aboutissent pas. Sans renoncer à convertir ses sujets, le roi Thrasamund met fin à la longue persécution qui avait commencé sous son oncle Hunéric, permettant également d’améliorer considérablement les relations du royaume avec l’empire byzantin.
Après l’échec de l’opération conjointe entre Rome et Constantinople qui se solde par l’incendie de la flotte romaine devant Carthage en 468, le royaume ne doit plus craindre d’ennemis extérieurs d’autant plus que son existence même finit par être reconnue par Constantinople. Par la suite, il n’a à se préoccuper que de l’hostilité des « Maures », nom sous lequel il faut entendre diverses tribus berbères qui avaient déjà créé leurs propres petites royaumes sur le territoire de la province romaine d’Afrique (parmi lesquels, le royaume de Masties, dans l'Aurès) qui coexistaient la plupart du temps pacifiquement avec les populations romaines environnantes,. Les rois vandales, ayant pris le titre de rex Vandalorum et Alanorum (roi des Vandales et des Alains), recrutent des troupes auxiliaires chez les Maures alors que l’équipage de leur flotte est composée de Romains venus de diverses provinces. Sur les plans économique aussi bien que culturel, les Vandales, qui ont exproprié nombre de grands propriétaires catholiques peuvent jouir des avantages de cette riche province romaine qui, sous leur gouverne, loin de péricliter, continue à prospérer. Le commerce continue à se développer et la culture antique à prospérer parmi l’élite. Les Vandales peuvent jouir du niveau de vie élevé auquel sont habitués les Romains et apprécier aussi bien le théâtre que le cirque. La réputation des Vandales que laissent les sources, reprise par les historiens du passé semble ainsi grandement exagérée et, aux yeux des historiens contemporains, passablement dénuée de fondement.
La pérennité du royaume vandale est remise en cause par l’usurpation de Gélimer qui renverse le roi Hildéric, un allié de Constantinople, en 530. L’empereur Justinien profite de l’occasion pour intervenir. Si l’on en croit Procope, le préfet du prétoire, Jean de Cappadoce, hostile à cette initiative, la considère trop risquée. Finalement, en mars une petite expédition est envoyée sous le commandement du magister militum Bélisaire avec pour but initial et unique de remettre le roi Hildéric sur le trône. Gélimer ayant fait mettre celui-ci à mort, Bélisaire débarque avec seulement 15 000 soldats et remporte d’étonnantes victoires lors des batailles de Ad Decimum et Tricaméron à la fin de 533. Gélimer s’enfuit, mais, fait prisonnier, il est envoyé à Constantinople où il figure au triomphe de Bélisaire. Il peut toutefois continuer une vie aisée sur un domaine qui lui avait été donné. Les troupes vandales, intégrées dans l’armée impériale, servent lors des combats de Justinien contre les Perses. Le royaume vandale est alors placé sous la juridiction impériale et le demeure jusqu’à sa conquête par les Arabes au milieu du VIIe siècle.

#### Le royaume franc
Les Francs, une confédération de diverses tribus germaniques, ont été établis par le César Julien en Toxandrie (probablement la région sablonneuse comprise entre l’Escaut et la Meuse). En 388, ils dévastent les environs de Cologne mais sont battus par les Romains. Stilicon doit aussi se battre contre les Francs qui, en 407, ont assuré la protection des provinces de Belgique et de Germanie contre les envahisseurs vandales, alains et suèves en se ralliant à l'usurpateur Constantin III. Dans les années qui suivent, les Francs mettent à profit la situation trouble dans laquelle se trouvent les Gaules pour étendre leur territoire. Différents groupes tentant de s’installer le long de la Moselle, et le long du Rhin, sont arrêtés par Aetius qui les incite toutefois à établir leur propre royaume dans le nord-est de la Gaule. Après la mort d’Aetius, les Francs franchissent en masse le « limes » du Rhin et s’emparent de diverses villes dont Mayence. Par la suite, dans le nord de la Gaule les Francs se répartissent en un grand nombre de petites principautés pendant que le sud est dominé par les Wisigoths, les Burgondes et finalement les Ostrogoths (en Provence).

Phases de l'extension du royaume des Francs de 481 à 814 ; en jaune, le royaume de Syagrius en 486, en rouge le royaume de Toulouse en 507.

Roi des Francs saliens et gouverneur romain de la province de Belgique seconde, Childéric Ier, établi à Tournai, et dont la sépulture magnifiquement décorée est découverte en 1653, aide vraisemblablement le général gallo-romain Egidius, révolté contre Ricimer et l’empereur Libius Severus, à repousser les Wisigoths. De la même façon, Childéric peut-être en collaboration avec le commandant romain Paulus, combat les pilleurs saxons qui ont envahi la Gaule sous la conduite d’un certain Adovacrius. Egidius établit son propre domaine dans la région de Soissons ; après sa mort, son fils, Syagrius, lui succède. Fils de Mérovée, Childéric, le premier représentant historique de la dynastie des Mérovingiens, préside avec succès à l’expansion des Francs. Le fils de Childéric, Clovis Ier, détruit les petits royaumes francs de Ragnachar et de Cararic. En 486/487, Clovis envahit le royaume de Syagrius. Les Wisigoths sont vaincus et doivent quitter la Gaule en 507. Clovis entreprend probablement deux guerres contre les Alamans entreprenants après l’effondrement de la domination romaine en Gaule;en effet, ils franchissent le Rhin et s'avancent à l’est dans la province de Norique (correspondant à une partie de l’Autriche, de l’Allemagne et de la Slovénie d’aujourd’hui). Clovis s'allie avec les Burgondes, épousant une princesse de ce peuple. Païen dans ses jeunes années, Clovis se convertit au christianisme à un moment non précisé qui se situe vraisemblablement vers la fin de son règne. Contrairement à la plupart des autres chefs francs de confession arienne, Clovis adopte la confession catholique, évitant ainsi les antagonismes apparus dans les autres royaumes barbares entre souverains ariens et peuples catholiques. La politique habile mais également sans scrupule de Clovis assure aux Francs une place dominante en Gaule et jette les bases d’une reconstruction de l’empire d’Occident sous Charlemagne et ses successeurs. En 508, Clovis reçoit de l'empereur d'Orient Anastase Ier le titre de « consul » et est salué comme « Auguste » au cours d'une cérémonie à Tours. C’est alors qu’il décide de faire de Paris sa résidence principale après Tournai et Soissons.
Conformément à la loi salique adoptée sous son règne, le royaume de Clovis est divisé entre ses fils à sa mort en 511. En 531, ils détruisent le royaume de Thuringe et en 534 ils envahissent le royaume des Burgondes qu’ils annexent au leur. Thibert intervient en Italie du Nord ; pour souligner son indépendance il fait frapper des pièces de monnaie d’or (solidus) à son nom, privilège exclusif de l’empereur romain. En 560, le royaume franc est unifié par Clotaire Ier, mais divisé à nouveau une année plus tard à sa mort. À l’intérieur du pays, les Francs s'allient avec la noblesse et les évêques gallo-romains pour la gestion du territoire et utilisent le système romain des civitates ayant cours entre autres dans le sud de la Gaule. Ainsi, la domination franque est remarquablement bien acceptée par la plupart des Gallo-Romains. L’évêque Grégoire de Tours, descendant d’une famille sénatoriale et dont l’œuvre historique constitue une source importante pour cette période, s’efforce d’harmoniser l’histoire des Francs et la tradition romaine. C’est ainsi qu’il présente Clovis non comme un envahisseur germain, mais plutôt comme le gouverneur romain des Gaules.
Progressivement, les rois mérovingiens perdent leurs pouvoirs et, à partir de la seconde moitié du VIIe siècle voient ceux-ci repris par les « maires du palais », ce qui conduit à leur remplacement en 751 par les Carolingiens.

#### Le royaume des Burgondes
Après la destruction du royaume des Burgondes du Rhin 436 par Aetius et le transfert des Burgondes en Sapaudie, ceux-ci édifient leur propre royaume fédéré sur les bords du lac Léman. La position des Burgondes face au pouvoir romain est alors ambivalente, les souverains veillant constamment sur leur légitimité. Contrairement à de nombreux autres confédérés germaniques, les Burgondes respectent scrupuleusement les obligations imposées par leur statut de fédérés et luttent à de nombreuses reprises contre les envahisseurs. Des troupes burgondes aux ordres d’Aetius combattent les Huns puis prennent part, par exemple, à l’offensive contre les Suèves au milieu de Ve siècle. En 457 après la mort d’Aetius, les Burgondes exploitent la situation trouble en Gaule pour envahir la région autour de Lyon. L’année suivante, ils assiègent cette ville qui tombe en leur pouvoir en 469 et sert de résidence à partir de cette date aux rois des Burgondes. En Auvergne, ils combattent à nouveau aux côtés des Romains, contre les Wisigoths. Dans les années 470 et 480, ils partent en guerre contre les Alamans. Éduqué à la cour impériale de Ravenne et magister militum de la Gaule, Gondebaud est élevé au rang de patrice des Romains en 456 et exerce véritablement le pouvoir dans les régions qu'il contrôle, de la Méditerranée au sud au lac de Constance au nord.

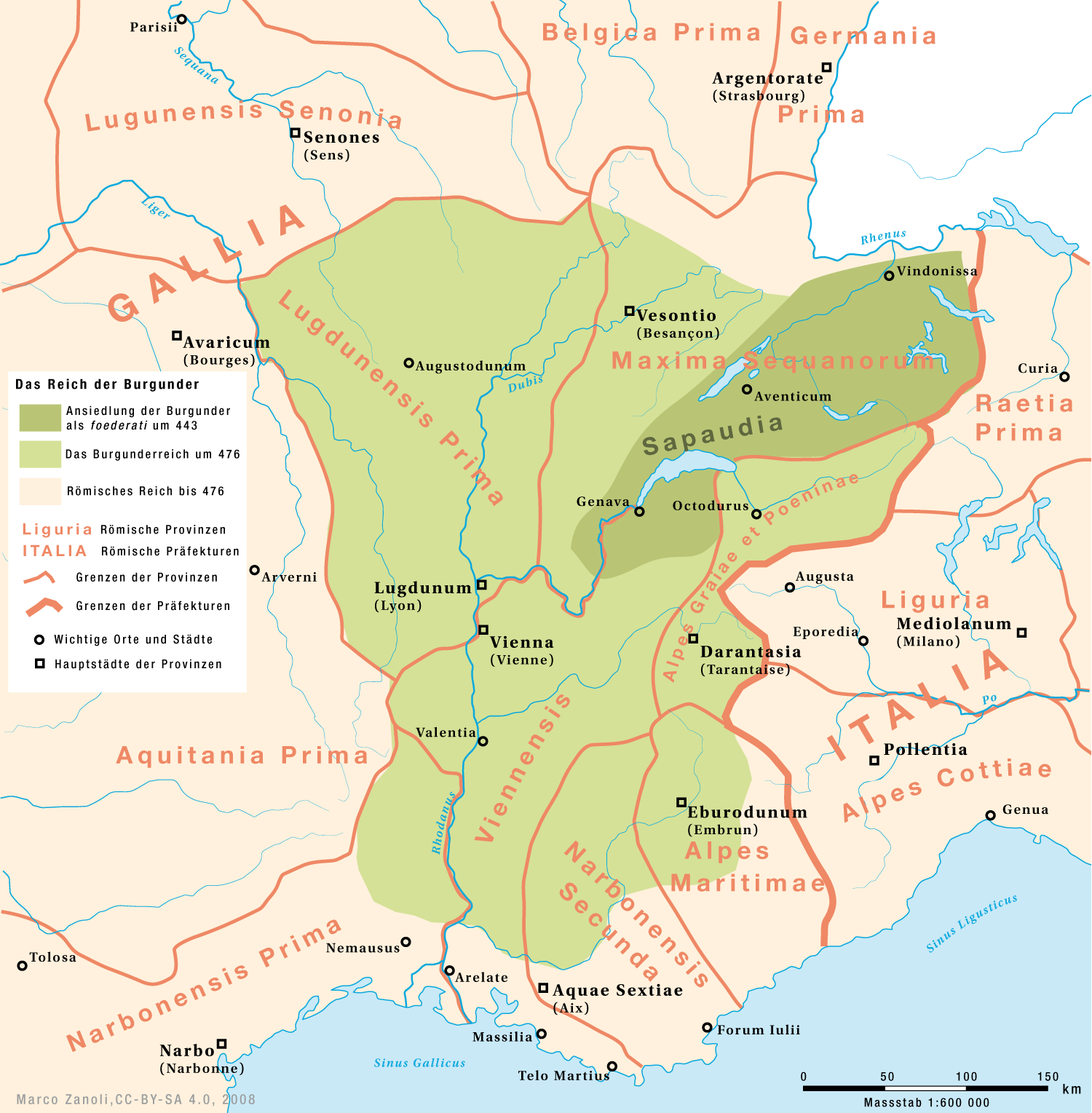
Le royaume des Burgondes entre 443 et 476.

Avec la création du royaume fédéré en Sapaudie, le processus de romanisation des Burgondes s’accélère. Le roi autorise le conubium, c’est-à-dire les mariages entre Burgondes et Romains des provinces. L’étonnante faculté d’adaptation des Burgondes entraîne la perte de tout sentiment d’identité et l'assimilation rapide aux peuples parmi lesquels ils vivaient. L’aristocratie gallo-romaine qui coexistait sans peine avec les Burgondes y vit une garantie de maintien de l’ordre établi lui permettant peut-être de reprendre possession de ses terres. À la suite la déposition de l’empereur Romulus Augustule en 476, le roi des Burgondes exerce directement sur son territoire les pouvoirs de l’empereur d’Occident. Toutefois, afin de légitimer sa bonne foi romaine, il demande à l’empereur d’Orient de le confirmer dans son rang de magister militum. Un trait marquant de la royauté burgonde est la dévolution d'apanages à des membres de la famille royale sans que la souveraineté soit pour autant divisée ; aux côtés de Lyon, Genève et Vienne deviennent ainsi des résidences royales. Cette cohabitation des éléments romains et germaniques se concrétise dans la « loi gombette » ou « Loi des Burgondes ». Promulguée au début du VIe siècle par le roi Gondebaud, puis complétée par ses successeurs, elle fixe les usages à respecter par les sujets burgondes du royaume. Une seconde loi ou « Loi romaine des Burgondes » fixe le droit des sujets gallo-romains du royaume. Prises dans leur ensemble ces deux lois démontrent le degré de cohabitation entre les libres romains et germaniques.
Dans le domaine religieux, qui dans d’autres royaumes revêt un aspect hautement politique, on n’observe aucune controverse entre ariens et catholiques même si les Burgondes sont ariens. La maison royale semble s’être orientée très tôt vers le catholicisme. De plus, il n’est pas certain que tous les rois burgondes aient été ariens, même si les hauts postes de l’Église étaient occupés dans le royaume par des Ariens.
Après la mort du roi Godomar III, son frère Sigismond est proclamé roi. Les Francs mérovingiens exploitent l’occasion pour tenter de s’emparer du royaume. Après avoir perdu la bataille de Vézeronce en 524, les Francs doivent attendre dix ans pour s’emparer du royaume qu’ils divisèrent entre eux. Malgré l'effondrement de la dynastie burgonde et la victoire définitive des successeurs de Clovis, la cohésion entre les deux ethnies burgonde et gallo-romaine, née des actions pacificatrices et unificatrices des rois burgondes fait naître un particularisme qui perdure.

#### Angles, Saxons et Jutes en Bretagne

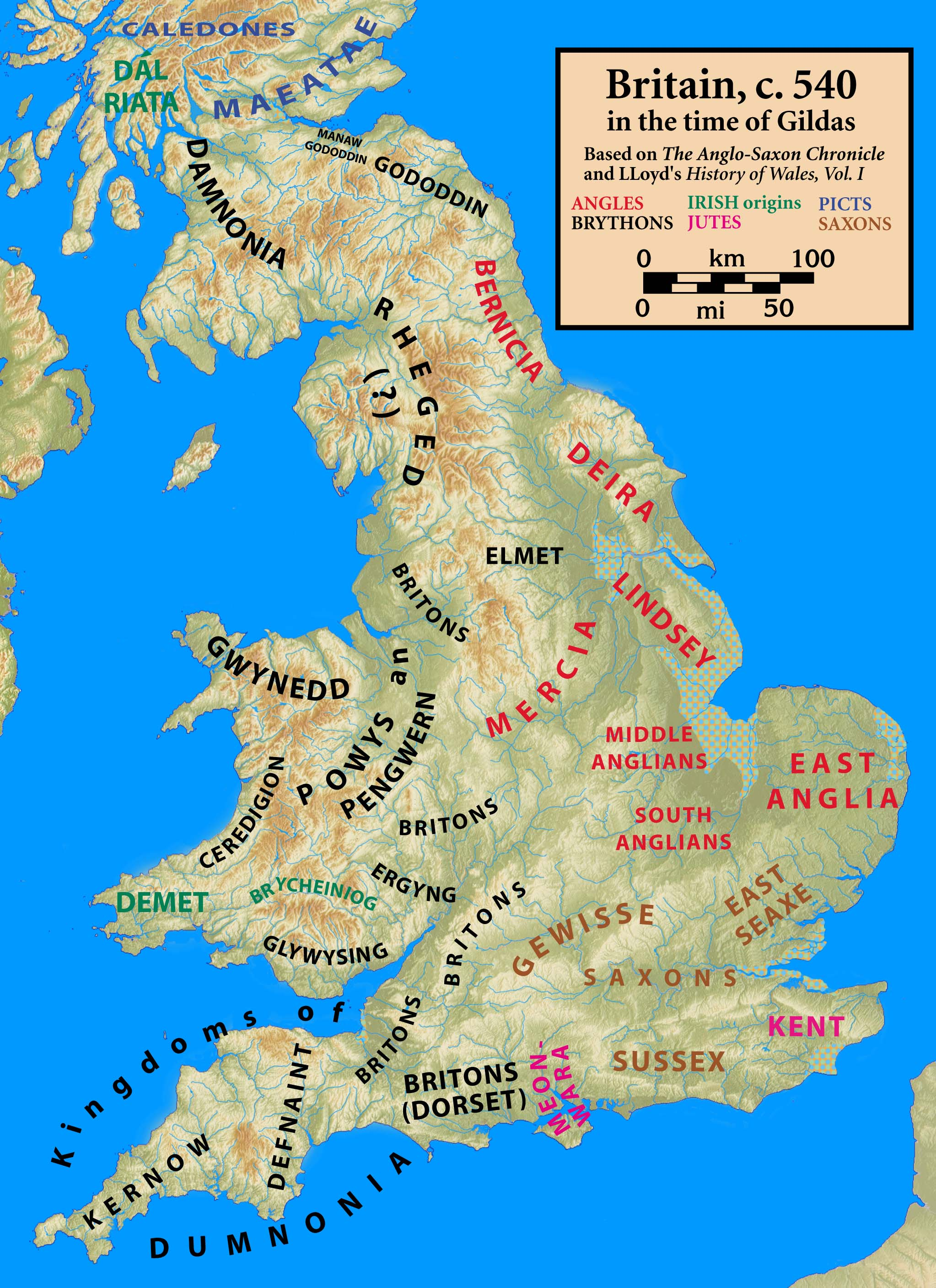
La Grande-Bretagne à l'époque de Gildas le Sage, vers le milieu du VIe siècle, est partagée entre royaumes anglo-saxons (en rouge, marron et rose) et bretons (en noir).

Avec le départ des dernières unités de l’armée romaine au début du Ve siècle, le diocèse des Bretagnes est exposée aux attaques répétées des Pictes et des Scots, installés au nord du mur d'Hadrien. Le diocèse dépend de la préfecture du prétoire des Gaules (capitale : Trèves). Les troupes romaines de Bretagne interviennent en Gaule dans le cadre d'une série d'usurpations, notamment celle de Constantin III (usurpateur de 407 à 411). Mais cela se produit au moment où les Germains lancent une série d'attaques majeures : les Vandales et les Suèves franchissent le Rhin en janvier 409 et ne quitteront plus l'empire ; Rome est mise à sac par les Wisigoths en 410 ; ceux-ci occupent ensuite l'Aquitaine comme fédérés (royaume de Toulouse).
L’écrivain païen Zosime qui écrit aux environs de l’an 500 sa Nouvelle Histoire, s’appuyant sur les récits de son prédécesseur Olympiodore de Thèbes, affirme que l’empereur Honorius (qui règne de 395 à 423) aurait informé (vers 410) les civitates britanniques de l'impossibilité d'assurer leur protection.
L’administration centrale (gouverneurs de diocèse et de provinces, ainsi que les personnels administratifs non bretons) disparaît progressivement et est remplacée par les autorités locales (évêques et municipalités). Le départ des troupes et de l’aristocratie romaines entraîne l'obligation pour les civitates de cette province relativement peu urbanisée (par rapport à la Gaule, notamment) d'assumer seules les charges de l’administration publique. Les autorités de Trèves et de Ravenne (capitale de l'Empire d'Occident à cette époque) ne nomment plus de nouveaux magistrats.
L’évêque Germain d'Auxerre visite pourtant la Bretagne en 429 et en 444.[réf. nécessaire]<--- Ce fait est intéressant, mais il faudrait l'expliquer de façon plus détaillée. --->
Un dernier appel au secours est adressé par les Bretons (citoyens romains, en vertu de l'édit de Caracalla, 212) en 446, adressé au général Aetius qui contrôle une partie de la Gaule et repoussera les Huns d'Attila en 451, est rapporté dans le livre de Gildas le Sage intitulé Le Déclin de la Bretagne, rédigé au VIe siècle :
« Les barbares nous ont jeté à la mer ; la mer nous a rejetés vers les barbares ; nous n’avions dès lors d’autre choix que de mourir noyés ou sous l’épée ».
Les sources manquant pour la période suivante, seuls les principaux faits nous sont connus. Afin de parer au danger des attaques de diverses tribus barbares, les Romains font appel en Bretagne aux fédérés saxons (certains chercheurs situent cet appel un peu plus tôt). Au IIIe siècle, les pirates saxons sont source de difficultés pour les Romains ; ils reviennent maintenant en tant qu’alliés (fédérés). Une rupture que des chroniques galloises situent vers 440 a lieu après que des Jutes et des Angles sont venus s’installer à demeure dans l’île.
Depuis les années 1960, une controverse perdure parmi les spécialistes concernant le rôle joué par les peuplades germaniques installées en Grande-Bretagne à la fin du IVe siècle. De nombreux historiens et quelques archéologues soutiennent que la germanisation du pays au cours des Ve et VIe siècles est due à l’arrivée d’un large contingent d’émigrants en provenance d'Allemagne et des Pays-Bas ou du Danemark d’aujourd’hui. D’autres, surtout parmi les archéologues, croient plutôt que les immigrants auraient été peu nombreux mais que des Bretons romanisés se seraient joints à eux, et auraient adopté la langue et le mode de vie des nouveaux-venus conquérants, selon la théorie du transfert des élites. La paléogénétique montre une migration substantielle à grande échelle à travers la mer du Nord vers la Grande-Bretagne au début du Moyen Âge : ainsi, si dans les anciennes populations des îles Britanniques, la proportion d'ascendance venant du continent (Pays-Bas actuels, Allemagne du Nord et Danemark) est quasiment nulle à l'Âge du Fer, elle augmente à environ 15 % pendant la période romaine, pour atteindre 76 % dans l'est de l'Angleterre pendant la période médiévale ancienne. Cette migration importante concerne aussi bien les hommes que les femmes. Les chercheurs observent par ailleurs que les individus, notamment chez les femmes, à forte proportion d'ascendance anglo-saxonne ont en général un mobilier archéologique plus riche que ceux à forte proportion d'ascendance locale.
D’après Gildas, un « arrogant tyran » aurait été responsable de l'appel aux Saxons fait par les villes romaines de Bretagne. Selon Bède le Vénérable, qui retrace au VIIIe siècle l’histoire de l’Église, ce serait le « souverain » Vortigern qui aurait engagé comme mercenaires les Saxons, chassés de leur royaume pour cause de surpopulation, et débarqués sur les côtes de l’île sous la conduite des frères Hengist et Horsa. Ce genre d’épopée est également répandu chez les Goths et les Lombards alors que peu de faits historiques certains concernant la Bretagne sont parvenus jusqu’à nous. Toutefois les quelques sources dont nous disposons attestent qu’il n’y a pas eu d’effondrement de l’ordre établi. Bien plus, de petits royaumes bretons (dits Sub-Roman Britain pour la période s’étendant de la fin de la domination romaine à l’arrivée de la mission grégorienne en 597) fondés avant la venue des Saxons, ont continué à exister par la suite et à s’opposer aux Anglo-Saxons. Les « seigneurs de la guerre » germaniques auraient ainsi combattu les Bretons. C’est dans ce contexte que s’insère l’épisode de la bataille du mont Badon aux environs de l’an 500. Elle est reliée à la geste du roi Arthur, mais il est difficile de savoir qui en furent les participants (le roi Arthur et un certain Ambrosius Aurelianus sont considérés). On peut toutefois tenir pour acquis qu’elle arrêta l'invasion saxonne et permit la reprise de territoires précédemment perdus par les Bretons. Toutefois, ces derniers furent finalement repoussés vers les régions périphériques de l’île, que ce soit vers le nord ou vers le pays de Galles et le Sud-Ouest de l’Angleterre. Une partie de la population se réfugia sur le continent en Armorique, dans ce qui est aujourd’hui la Bretagne. Les Anglo-Saxons opéraient en petites unités, n’avaient pas de commandement unifié et se faisaient la guerre entre eux. Ce n’est qu’au VIIe siècle qu’ils se regroupèrent en royaumes plus importants dont les plus puissants se maintiennent jusqu’à l’arrivée des Vikings au IXe siècle.
La Bretagne qui en raison de son insularité devait jouer un rôle particulier dans la migration des peuples vécut alors une véritable « barbarisation ». La langue latine se métamorphosa. Les dernières inscriptions latines que l’on retrouve au pays de Galles datent du VIe siècle. Selon l’archéologue Bryan Ward-Perkins, le niveau de vie dans l’île serait retourné à ce qu’il était durant la préhistoire. Le christianisme aurait également subi des revers importants même si les sources, très limitées, prêtent à controverse. D’un côté, la mission d’Irlande semble avoir quitté la Bretagne au cours du Ve siècle, d’un autre, le pape Grégoire le Grand dut envoyer des missionnaires dans ce qui est aujourd’hui l’Angleterre (Canterbury) à la fin du VIe siècle. Les grands élans religieux et culturels semblent être venus avant tout d’Irlande, et c’est grâce à des missionnaires venus de ce pays que commença véritablement la conversion des Anglo-Saxons au VIIe siècle.

#### Les Lombards en Italie

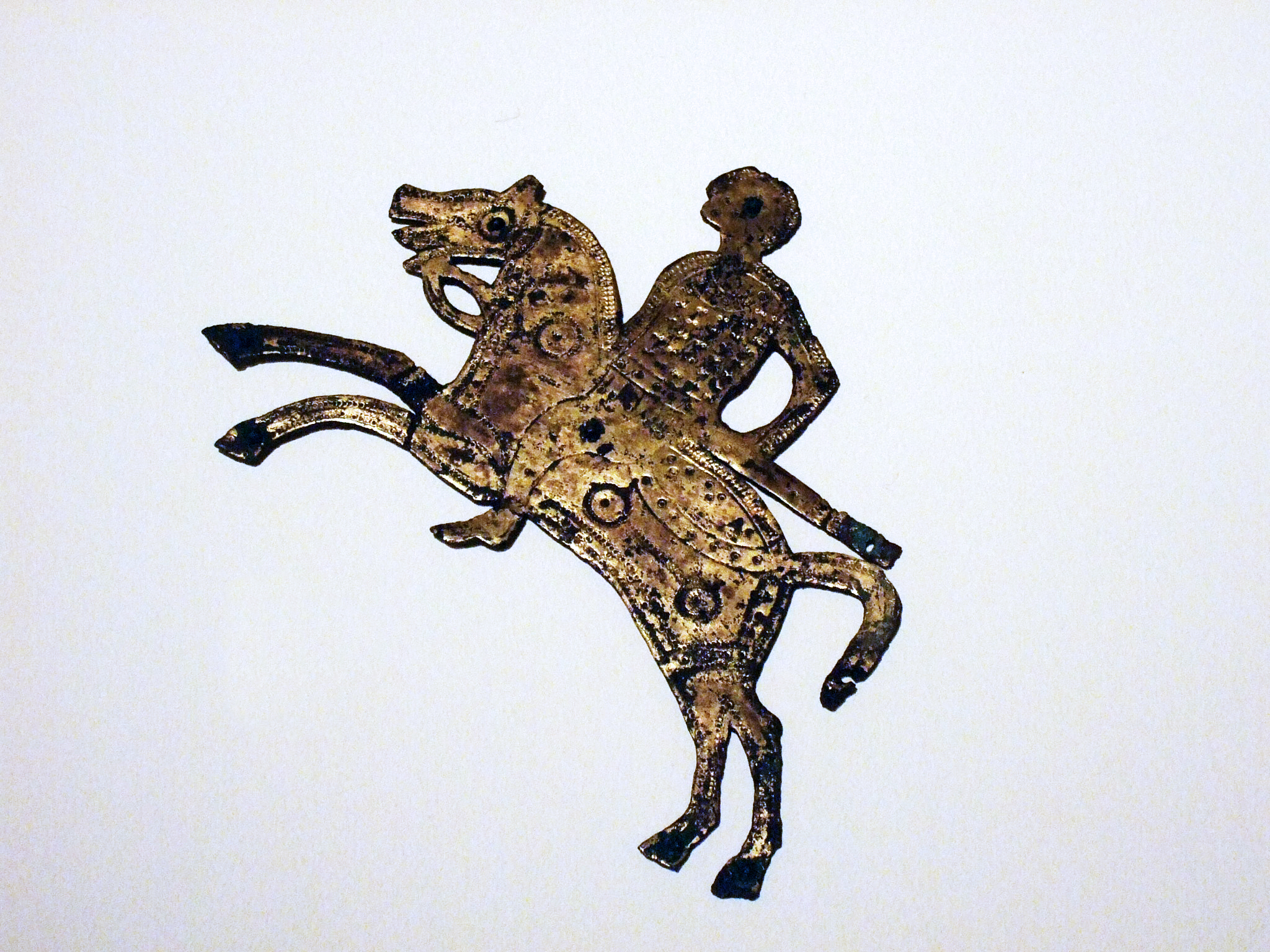
Cavalier lombard - monture du Grand Bouclier de Stabio, musée d'histoire de Berne

La légende des origines des Lombards (ou plus exactement Langobards, ce qui signifie longues-barbes) nous est rapportée dans l’Origo gentis Langobardorum. Selon cette légende le dieu Wotan aurait assuré la victoire des Lombards, originaires de Scandinavie sur les Vandales. De ce fait, il est presque impossible de rétablir la vérité historique. De plus, leur principal historien, Paul Diacre écrit son Historia Langobardorum entre 784 et 799, soit longtemps après les événements, sur la base de sources plus anciennes. Selon certaines sources romaines, les Langobards sont établis aux Ier et IIe siècles sur les bords de l’Elbe supérieur où ils affrontent l’empereur Tibère. Mais ils sont peu souvent mentionnés dans les sources et les fouilles archéologiques ne permettent pas de reconstruire le trajet de leurs migrations. En 488/489, ils profitent de la destruction du royaume des Ruges par Odoacre pour s’installer sur leur territoire. De là, ils commencent à étendre leur puissance, d'abord en défaisant les Hérules en 508, et à peu près à la même époque en chassant le reste des populations suèves du moyen Danube. La deuxième période se situe entre 520 et 540 alors qu’ils occupent l’ancienne province romaine de Pannonie au sud du Danube. C’est alors qu’ils entrent en contact avec l’empire d’Orient. Durant la guerre de Justinien contre les Goths, le roi des Lombards, Aldoin, conquérant des territoires anciennement détenus par les Ostrogoths en Pannonie, conclut un traité avec l’empereur de Constantinople, servant l’intérêt des deux parties, les troupes romaines obtenant du renfort pour mettre un terme à la résistance des Ostrogoths en Italie, les Lombards obtenant une protection contre l’expansion des Gépides. En 552, Narsès fait campagne en Italie. Quelques milliers de Lombards sous la conduite d’Alboïn, fils d’Aldoin, l’accompagnent dans la campagne. Narsès se voit contraint de renvoyer les Lombards indisciplinés. Peu après, les Lombards triomphent des Gépides. Paul Diacre raconte un épisode plus légendaire qu'historique, selon lequel Alboïn aurait tué le fils du roi des Gépides, puis, pour restaurer la paix, il se serait rendu au roi gépide Thorisind. Arrivé au pouvoir aux environs de 560, Alboïn commence à planifier la destruction du royaume gépide. À cet effet, il conclut un accord avec les Avars, une tribu de cavaliers nomades ayant migré depuis peu de l’Asie vers le centre de l’Europe et érigé peu après un riche royaume dans la région du Danube d’où il menace l’empire d’Orient. En 567, Alboïn vainc les Gépides sans l'aide des Avars. Alboïn tue alors le roi des Gépides, Kunimund, de sa propre main et se sert de son crâne comme d’une coupe à boire. Il épouse alors la fille du roi, Rosamonde, instigatrice de son meurtre.

En violet, le royaume des Lombards à la mort d'Alboïn (572) : en orange, les territoires relevant de l'Italie byzantine.

L’hypothèse qui a longtemps circulé que les Lombards auraient été obligés de fuir devant les Avars est maintenant pratiquement délaissée. En 568, Alboïn utilise sa solide position pour partir vers l’Italie en compagnie de groupes appartenant à d’autres gentes de la région des Carpates. En dépit des ravages causés par la guerre des Goths, la province centrale de l’ancien empire offre encore la perspective alléchante d’un riche butin. L’affirmation que les Lombards auraient été appelés par Narsès ne semble guère conforme à la réalité. La contre-offensive de l’armée impériale se révèle impuissante, principalement en raison du manque de troupes en Italie. Dès lors, de nombreuses villes dont Milan se rendent. Au contraire, Pavie n'ouvre ses portes qu’au bout d’un siège de trois ans et devient par la suite la résidence principale des rois lombards. Des bandes isolées poussent vers le sud de l’Italie et les territoires francs. Ravenne, Rome et les villes de la côte comme Gênes, peuvent leur résister. Les sources parlent abondamment de la brutalité des conquérants, les uns encore païens, les autres ariens, De nombreux grands propriétaires terriens doivent fuir devant l’envahisseur. Peu après le début de l’invasion, Alboïn crée à Cividale del Friuli un duché confié à son neveu, Gisulf Ier et manifestement modelé sur le modèle militaire romain. Alboïn combine le système de défense existant et le système traditionnel lombard des farae (du germanique : bande). Cette forme de gouvernement, convenant à un peuple préférant la campagne à la ville, assure la survie des Lombards après l’assassinat d’Alboïn en 572,et l'écroulement d'un pouvoir central lombard.
Fondé en 568, le royaume lombard, le dernier à s’installer sur le territoire de l’empire d’Occident pendant l’Antiquité tardive, marque dès lors la fin de l’ère des grandes migrations qui a vu l’éclosion d’une constellation de principautés en Europe centrale et occidentale. C’est à peu près à la même époque que les Bavarois (ou Bajuwaren) apparaissent dans les sources. Un peu plus tard, les Slaves exercent des pressions sur de nombreux territoires germaniques de même que dans les Balkans sous domination romaine où, à partir de 580, ils commencent à s’installer.
Après la mort d’Alboïn, le royaume lombard d’Italie du Nord, du Bénévent et de Spoleto, à l’organisation encore très lâche, se divise en nombre de duchés autonomes, voire indépendants les uns des autres. Dans les années suivantes, ils entrent de plus en plus souvent en conflit avec l’empire d’Orient, longtemps présent au centre et dans le sud de l’Italie. En 584, le roi Authari rétablit la royauté lombarde après une période d'anarchie alors que les Lombards affrontent des incursions franques dirigés par le roi Childebert II. Agilulf lui succède en mai 591, après avoir épousé sa veuve selon la coutume lombarde, la reine catholique Théodelinde. Sous l’influence de celle-ci, il fait baptiser leur fils Adaloald selon le rite catholique et lui-même abandonne l’arianisme en 607. Cette conversion constitue un succès important de la politique du pape Grégoire, intervenu en octobre 598 pour que les Byzantins concèdent finalement aux Lombards l'Italie du Nord.
De 712 à 744, Liutprand tente vainement d'unifier la péninsule italienne sous la domination lombarde, entrant régulièrement en conflit avec la Papauté. Il doit également soumettre les duchés lombards semi-indépendants de Spolète et de Bénévent, et tenter d'expulser définitivement les Byzantins d'Italie en assiégeant Ravenne en 734, sans succès. Le royaume des Lombards prend fin sous les attaques des Francs conduits par Charlemagne en 774, intervenu à la demande du pape l’année précédente. Après avoir conquis le reste du royaume, Charlemagne prend le titre de roi des Lombards et force le dernier roi, Didier de Lombardie, à se faire moine. Mais le royaume subsiste du moins virtuellement puisque les empereurs du Saint-Empire romain germanique continuent à être couronnés avec la Couronne de fer de Lombardie.

#### Les Slaves dans l'Empire d'orient et la fin des grandes migrations

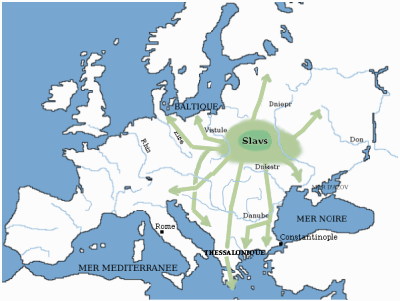
Origine et expansion des Slaves.

Les tribus de langue slave commencent à être connues du monde gréco-romain aux Ve et VIe siècles lorsqu'elles s'étendent sur les territoires abandonnés par les Gépides, les Wisigoths, les Ostrogoths et les Lombards partis en direction de l’Empire romain d'Occident pour fuir les Huns et leurs successeurs. Autour du VIe siècle, les Slaves se présentent en grand nombre aux frontières de l'Empire romain d'Orient, dont la partie européenne, alors peuplée de Grecs sur les côtes, est peuplée dans l'intérieur des terres de Proto-Albanais et de Thraces latinisés. À partir du règne de Justinien (entre 586 et 610) la présence des Slaves est mentionnée par des auteurs comme Jordanès, Procope de Césarée ou Théophylacte Simocatta sous les noms d’Antes ou Sklavènes. Procope précise en 545 que « Les Antes et les Sklavènes ont jadis eu un seul nom, car ils étaient tous appelés Spori dans les temps anciens ». Jordanès précise qu'au début, les Sklavènes s'installent d'abord près des marécages et des forêts, qui leur rappellent leur pays d'origine (selon la plupart des auteurs, plus ou moins les actuelles Biélorussie et Ukraine occidentale). Par la suite, leur nombre croissant, ils occupent progressivement toutes les plaines, tandis que les populations antérieures hellénophones, latinophones ou albanophones se replient sur les côtes ou les piémonts, devenant minoritaires.
Aux VIe et VIIe siècles, une partie des Slaves migre vers le sud contournant les Carpates, arrive dans la plaine pannonienne et en Dacie. Parvenus au Danube, alliés aux Avars (eux-mêmes arrivés en 567) les Slaves font irruption au sud du fleuve, atteignant l’Empire romain d'Orient. Ils pénètrent dans les Balkans et atteignent l’Adriatique. Vers 548, ils sont en Illyrie (en Carinthie, en Istrie et en Albanie), provoquant l’abandon du limes oriental. Dans les Balkans, des Slaves s’installent jusqu’au cœur de la Grèce, descendant jusqu'au Péloponnèse ; certains groupes passent le Bosphore et sont sédentarisés en Asie mineure ; d'autres traversent l'Adriatique et débarquent en Italie (où ils ont laissé des patronymes comme Schiavenno ou Schiano).
Au VIe siècle Procope et Théophylacte Simocatta mentionnent qu'« en 577, une horde de 100 000 Slaves » envahit la Thrace et l'Illyrie : Sirmium (actuelle Sremska Mitrovica, la cité byzantine la plus importante sur le Danube), est perdue en 582. Les débuts de la présence slave dans l’Empire d’Orient sont contemporains de l'arrivée des Antes aux bouches du Danube, et des Sklavènes dans l’Illyrie, la Dalmatie, la Mésie et la Thrace. Auparavant, les Slaves avaient déjà ravagé ces parties de l'empire byzantin en 545-546 (Thrace), en 548 (Dyrrachium, Illyricum), en 550 (Thrace, Illyricum), 551 (Illyricum), leur donnant une connaissance du terrain, et affaiblissant les défenses impériales. Entre la fin du VIe siècle et le début du VIIe siècle, l’irruption des Avars bouleverse cette relative stabilité, mais il semble que les Slaves aient recommencé leurs mouvements auparavant : les chroniques syriennes datent de 551 mentionnent une seconde vague d’invasion qui atteint la mer Égée. À la fin du VIe siècle, Jean d'Éphèse écrit que « toute la Grèce est occupée par les Slaves ». En tous cas, c’est sans doute à cause de l’invasion des Avars que le limes danubien est franchi à nouveau par les Slaves au début du VIIe siècle : en 609, 617 et 619. En 617, les faubourgs même de Constantinople sont menacés.
L’expansion des Slaves vers le sud est assez bien documentée, ayant fait vaciller l'autorité de l’empire byzantin sur les Balkans, au profit des Avars et des Bulgares. Des chroniqueurs comme Jean d'Éphèse en font le récit : « Trois ans après la mort de Justin II en 581, le maudit peuple des Sclavènes parcourut toute l’Hellade, les provinces de Thessalonique et de Thrace, ravagea quantité de villes, prit d’assaut de nombreuses forteresses, dévasta et brûla, réduisit la population en esclavage et se rendit maître du pays tout entier ». La tactique des Slaves, décrite par l'empereur byzantin Maurice, relève de la guérilla : s'abritant dans les forêts et les marécages, ils évitent la bataille rangée. Un auteur carolingien les qualifie de « grenouilles ». La méthode s'avère efficace contre des États aux ressources limitées, qui ne peuvent maintenir leur armée en campagne pour de longues périodes. Les Slaves s'organisent d'abord en « sklavinies » (en grec : grec moderne : Σκλαβινίαι, en latin : Sclaviniae), intercalées entre les « valachies » du bassin du bas-Danube et dans l'empire byzantin aux VIIe et IXe siècles. Il s'agit de petites communautés rurales et guerrières appelées Kniazats (ou Canesats dans les chroniques en latin), et dirigées par des voïvodes (« ducs » civils et militaires), tantôt indépendantes, tantôt alliées, tantôt mercenaires, tantôt adversaires de l'une ou l'autre des puissances environnantes, germanique, avare ou romaine d'orient. L'empire d'orient a accordé à certaines Sklavinies le statut de « fédérées » (foederati), mais concrètement, il n'a plus contrôlé que les côtes de la péninsule balkanique, et les slaves deviennent progressivement majoritaires dans l’intérieur de cette péninsule (si l’on excepte l’Albanie, les côtes grecques et les terroirs montagneux valaques comme la Romania Planina ou le Stari Vlah près de Sarajevo).
Les Slaves installés dans l’Empire byzantin sont désignés comme « Slaves du Sud » :
- les plus occidentaux d’entre eux, les Carentanes (qui ont laissé leur nom à la Carinthie actuelle) et les Slovènes (qui donnent leur nom à la Slovénie actuelle), s’allient aux Avars au VIIe siècle, avant de passer sous la domination de l’aristocratie germanique (bavaroise et carolingienne) dans les duchés de Carinthie et Carniole ;
- les Croates, originaires de l’actuelle Pologne (Croates blancs), établis au sud de la Save, transforment l’Illyrie et la Dalmatie antiques au VIe siècle en pays à majorité slave. Ils constituent un État portant leur nom au IXe siècle, plus tard réuni à la Hongrie ;
- les Serbes, qui viennent de l’actuelle Allemagne orientale (« Serbie blanche »), se sont ensuite établis au centre et à l’est des Balkans sous la conduite du Prince de Serbie blanche, formant en outre des enclaves jusqu’en Grèce orientale. Plus tard ils établissent un État puissant sous la dynastie des Nemanjić (voir Empire serbe) ;
- d’autres peuples slavophones, aujourd’hui fondus parmi leurs voisins, se partagèrent le reste des anciennes provinces romaines adriatiques : ainsi, les Doukliènes et les Narentanes assimilent petit-à-petit les Illyriens romanisés et les Morlaques en Dalmatie ;
- les plus orientaux des Slaves du Sud, les Slavons apparaissent d’abord dans le bassin du bas-Danube, en connexion avec la confédération irano-turcophone des Bulgares, dont ils prennent le nom et à laquelle ils donnent leur langue. Les Slavons/Bulgares s’étendent ensuite progressivement vers la Mer Égée, absorbent la plupart des Thraces romanisés (le restant donne naissance aux minorités aroumaines) et se différencient plus tardivement en Macédoslaves et en Bulgares, aux langues encore très proches.

Tant qu’ils restent païens (fidèles de Péroun, Domovoï, Korochoun et des autres dieux slaves), les prisonniers slaves alimentent le commerce d’esclaves, nom justement dérivé de Slaves, pratiqué par les royaumes germaniques christianisés et par les musulmans : ce commerce amène certains Slaves jusqu’en Espagne musulmane où des esclaves de cour fondent des dynasties : dans le monde arabe médiéval, le terme de Saqāliba semble bien désigner des Slaves, en particulier les esclaves et les mercenaires. Les Saqālib sont très prisés notamment en raison de leur blondeur, et servent ou sont forcés de servir d’une multitude de façons : fonctionnaires, filles de harem, eunuques, artisans, soldats, et même gardes du calife de Cordoue. Convertis à l’islām, certains Saqālib prennent le pouvoir dans certaines taïfas issues de l’effondrement du califat omeyade.
Initiée à la fois depuis Byzance au sud, et depuis Rome à l’ouest, l’évangélisation des Slaves commence avec l’action de Cyrille et Méthode — le premier ayant apporté aux Slaves une écriture dérivée du grec : l’alphabet cyrillique — et achève le cycle des « Invasions barbares ».

## La situation à la fin de la période des grandes migrations
L’arrivée des Lombards en Italie et des Slaves dans les Balkans constitue le dernier épisode des grandes migrations. Cette époque vit naitre sur le sol de l’empire d’Occident chancelant un nouvel ordre politique qui subsista en grande partie au cours des débuts du Moyen Âge et d’où émergèrent progressivement les États modernes. Ainsi, le royaume des Francs se divisa à la fin de la dynastie carolingienne, en Francie orientale et Francie occidentale, ancêtres de la France et de l’Allemagne actuelle. Le royaume des Wisigoths permet au cours de la Reconquista la formation d’une identité espagnole, alors que les Anglo-Saxons sont à l’origine du Royaume-Uni et que le royaume des Lombards préfigure, sous forme embryonnaire, l’État italien. Dans la majorité de ces royaumes en formation, où se parlait une forme de plus en plus vulgarisée de latin (sauf peut-être en Grande-Bretagne où il était déjà abandonné), les envahisseurs germaniques surent trouver un terrain d’entente, qui revêtait des formes diverses selon les endroits, avec les peuples qu’ils avaient conquis. Ceci ne doit toutefois pas faire perdre de vue les changements quelquefois dramatiques qui eurent lieu à la fin de l’Antiquité tardive, ni la violence qui s’exerça sur les populations concernées.
Pendant ce temps l’Empire romain se perpétuait en Orient, mais son intérêt pour ce qui se passait en Occident diminua fortement après la mort de Justinien en 565, malgré la création de l’exarchat de Ravenne et même si la dernière possession byzantine en Italie subsista jusqu’en 1071. Maurice Ier (582-602) fut le dernier empereur à s’impliquer en Occident et à y mener une activité politique intense. L’empire d’Orient se concentra, à partir du début du VIIe siècle, sur le combat défensif contre les Perses et les Arabes à l’Est, les Avars et les Slaves au Nord-Ouest, combats qui requéraient toutes ses énergies. Dans l’intérieur des Balkans, la multiplication des Sklavinies (duchés slaves échappant pour la plupart à l’autorité impériale) et l’installation d’États équivalant les royaumes germaniques d’Occident (tel le Premier Empire bulgare qui fédéra les Sklavinies des Slaves et les Valachies des Thraco-Romains) ne laissa à l’empire d’Orient que les côtes de la péninsule, peuplées de Grecs, ce qui contribua, sous Héraclius, à l’effacement du caractère latin de l’Empire, transformé progressivement en un État définitivement grec.

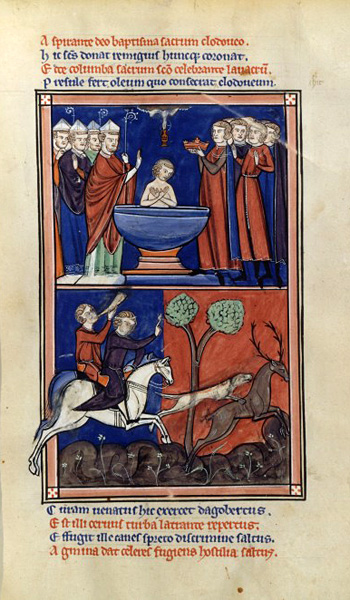
Le baptême de Clovis d'après une miniature. Considéré comme consul romain par Constantinople et comme roi des Francs saliens par son peuple, Clovis est un excellent exemple du rôle que jouèrent les « Barbares » dans les transformations de l'Europe entre l'Antiquité tardive et le Moyen Âge.

En Occident aussi, dès le Ve siècle, l’armée et l’administration avaient perdu leur caractère proprement romain, ce qui entraîna des changements complexes dans l’organisation politique, économique et sociale des sociétés concernées. Si le climat de conflit permanent et la christianisation avaient entrainé la disparition croissante de la culture antique, plusieurs éléments de la trame culturelle traditionnelle survécurent néanmoins dans les royaumes barbares, même si niveau d’éducation et production littéraire ont été drastiquement réduits. Face au déclin de l’État, l’organisation de l’Église se renforça également et l’influence des évêques s’accrut. L’Église devint ainsi dépositaire d’une partie de la culture antique, du moins dans sa tradition chrétienne : si cette culture ne parvint pas à se maintenir au niveau qu’elle avait déjà atteint, elle s’enrichit de nouvelles influences et fut appelée à jouer un rôle de premier plan dans l’architecture de la nouvelle société qui s’élaborait Les Germains adoptèrent le droit romain qui faisait partie du mode de vie qu’ils s’efforçaient d’assimiler. Certains souverains germaniques qui tiraient la légitimité de leur pouvoir de l’armée et du caractère sacré de leur royauté adoptèrent des noms impériaux (par exemple, Théodoric prit celui de Flavius) et eurent recours aux élites romaines pour les tâches administratives. De telle sorte que, souvent, le terme « germain » cessa de s’opposer à celui de « romain » dans une population où ils ne formaient souvent qu’une minorité.
Au cours des dernières décennies, la période qui s’étend du IVe au VIIIe siècle et de son empreinte sur l'identité européenne a suscité un regain d’intérêt, de même que la problématique de la continuité avec l'Antiquité romaine. Les modifications de la structure politique n’entraînèrent pas nécessairement de changements brutaux pour la population. C’est ainsi que dans le royaume des Francs, les citoyens n’étaient plus sujets de l’empereur, mais du roi même si on se référa jusqu’au VIe siècle à l’empereur de Constantinople comme au dominus noster. On « adopta » autant qu’on « adapta » les systèmes bureaucratique et politique romains. Pendant longtemps, les institutions de la Rome tardive subsistèrent, à tout le moins jusqu’à ce que l’on ne trouve plus le personnel formé nécessaire à leur maintien. Dans les provinces, les membres des élites locales optèrent souvent pour une carrière ecclésiastique. Par ailleurs, les comites qui avaient dirigé les civitates continuèrent à exister jusqu’à ce qu’ils se transforment en comtes. Dans les Gaules, les Francs en résistant aux envahisseurs alamans se dotèrent d’une personnalité propre : la Gaule devint la France et de nouveaux personnages firent leur apparition à la cour royale, comme les « maires du palais » sous les Mérovingiens. Le commerce avec l’étranger diminua notablement durant le temps des grandes migrations et la production économique des royaumes devint moins spécialisée qu’elle n’avait été du temps des Romains. Une tendance déjà observable dans les dernières années de l’empire d’Occident vers une consolidation des structures aristocratiques s’accéléra, qui se transforma en opposition entre aristocrates et grands propriétaires terriens. La société se divisa bientôt entre hommes libres (auxquels appartenaient à la fois la noblesse germanique et les élites romaines), semi-libres et non-libres. En même temps, le nombre des esclaves s’éleva bien que de nombreuses questions de détail sur leur statut soient encore controversées. Le développement se ralentit mais à des degrés divers selon les royaumes. De façon générale, de nombreuses théories que l’on considérait comme acquises sont maintenant remises en question par les plus récents travaux. On revoit ainsi à la hausse la population totale des villes en Occident. Dans certaines régions, comme en Bretagne et dans une partie de la région du Danube, ce qui était considéré comme la culture urbaine antique disparut presque complètement. Dans le domaine artistique, de nouvelles formes se firent jour tant dans l'écriture elle-même que dans le style de peinture (peinture animalière). Par ailleurs, représentants traditionnels des civilisations, les rites de funérailles se modifièrent profondément. C’est ainsi que progressivement l’« art romain » fut remplacé par l’« art germanique » ou « barbare ».

## Dates importantes
- 375 : mort de l’empereur Valentinien Ier. À la même époque (vraisemblablement quelques années plus tôt) les Huns soumettent les Alains et les Greuthungues.
- 376 : fuite des Goths installés sur le Danube devant les Huns et arrivée de ceux-ci dans l’empire romain ; peu après les Goths se soulèvent contre Rome.
- 378 (9 août) : bataille d’Andrinople ; l’empereur Valens meurt au combat ; une grande partie de l’armée impériale est anéantie.
- 380 : sédentarisation de la « confédération des trois peuples » en Pannonie par l’empereur Gratien.
- 382 : traité avec les Goths ; l’empereur Théodose Ier permet l’établissement de nombreuses communautés goths en deçà du Danube.
- 395 : partage de l’empire ; irruptions des Huns dans l’empire des Sassanides et dans les provinces orientales de l’Empire romain.
- 405 : invasion de Radagaise et d’une armée imposante dans l’empire occidental ; Stilicon vainc les envahisseurs en août 406.
- 406/407 : passage du Rhin ; écroulement du limes romain ; Vandales, Suèves et Alains pillent la Gaule ; en Bretagne, l’usurpateur Constantin III fait son apparition ; départ des derniers contingents de l’armée impériale de l’ile.
- 409 : départ des Vandales, Suèves et Alains pour l’Espagne.
- 410 : sac de Rome par les Wisigoths sous la conduite d’Alaric Ier.
- 418 : établissement des Wisigoths en Aquitaine seconde.
- 429 : les Vandales débarquent en Afrique romaine.
- 436 : anéantissement du royaume des Burgondes sur le Haut-Rhin moyen par le magister militum Aetius qui, en 443, transfère les populations en Sapaudie.
- 439 prise de Carthage ; reconnaissance par Rome de ses pertes en 442
- +/- 440 : une partie des Saxons et autres groupes germaniques s’établissent en Grande-Bretagne à titre de fédérés et commencent à prendre possession du pays.
- 451 : expédition d’Attila contre l’empire d’Occident ; bataille des champs Catalauniques et retrait d’Attila des Gaules.
- 452 : invasion de l’Italie par les Huns.
- 453 : l’empire d’Attila s’écroule peu après sa mort.
- 455 : sac de Rome par les Vandales.
- 466 : le roi des Wisigoths Euric rompt le traité avec Rome et commence une politique d’expansion ; la plus grande partie de l’Hispanie et du sud-ouest des Gaules passe aux mains des Wisigoths.
- 468 : attaque du royaume des Vandales par les troupes impériales d’Orient et d’Occident.
- 476 : renvoi du dernier empereur occidental, Romulus Augustule, par Odoacre et fin politique de l’empire d’Occident ; Julius Nepos continue jusqu’à sa mort en 480 à régner en exil ; en Gaule, l’enclave gallo-romaine érigée par Ægidius se maintient jusqu’en 486.
- 486/487 : destruction du royaume de Syagrius par les Francs de Clovis Ier ; le royaume des Francs prend forme.
- 489 : le roi Ostrogoth Théodoric le Grand envahit l’Italie et s'oppose à Odoacre.
- 493 : Théodoric le Grand s'empare de Ravenne qui devient la capitale de son royaume en Italie.
- 507 : le roi des Wisigoths est vaincu par les Francs ; son royaume se replie au sud-ouest des Gaules.
- 533/534 : destruction du royaume des Vandales par le général byzantin Bélisaire ; le royaume burgonde tombe en 534 aux mains des Francs.
- 535-552 : Guerre des Goths en Italie ; l’empereur Justinien reprend le contrôle d’une partie de l’ancien empire d’Occident.
- 545-577 : invasion des Slaves dans l’Empire romain d'Orient.
- 568 : invasion des Lombards dans l’Italie du Nord. Fin des grandes migrations.

### Cartographie[238]

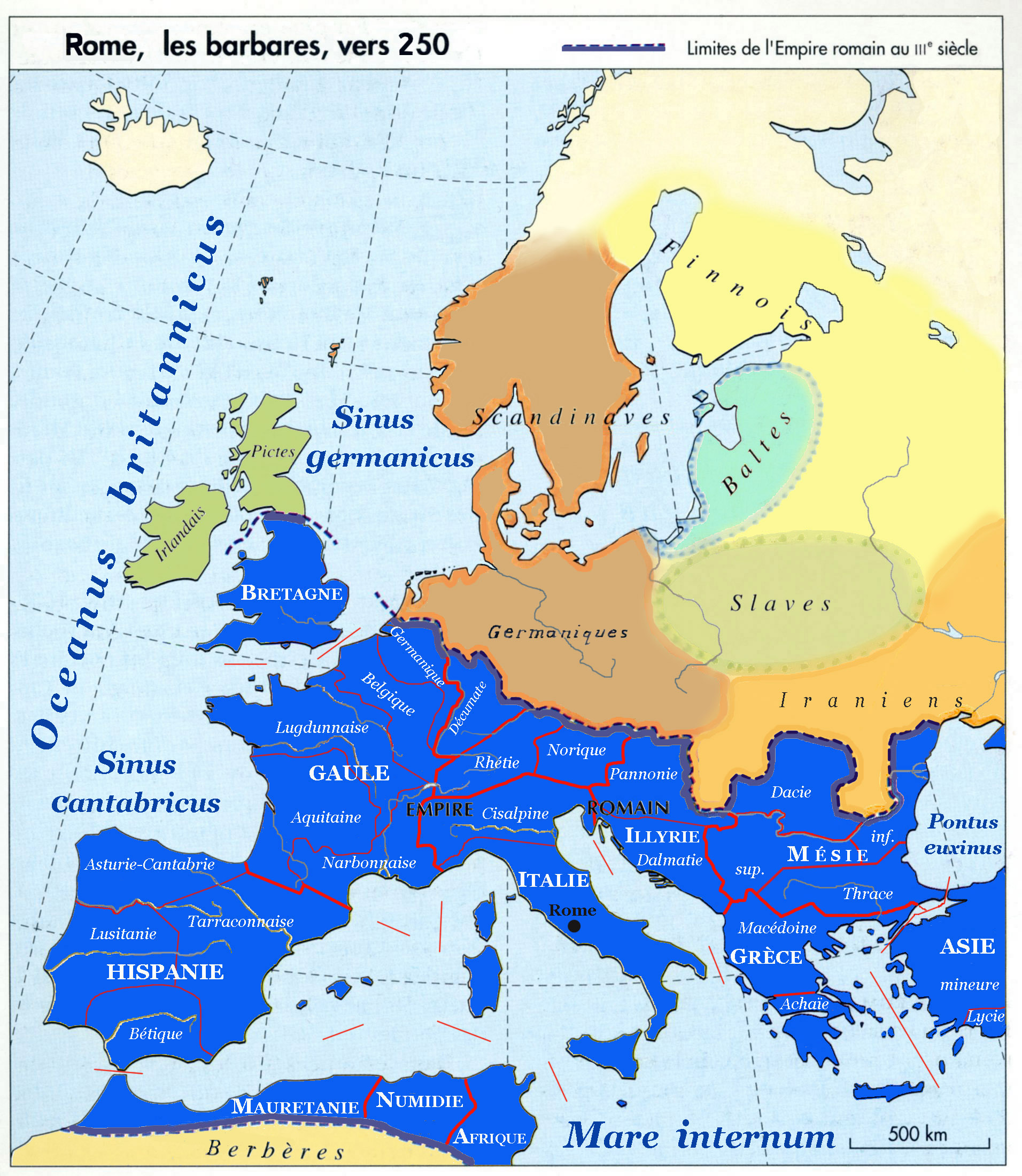
Imperium et Barbaricum en 250.
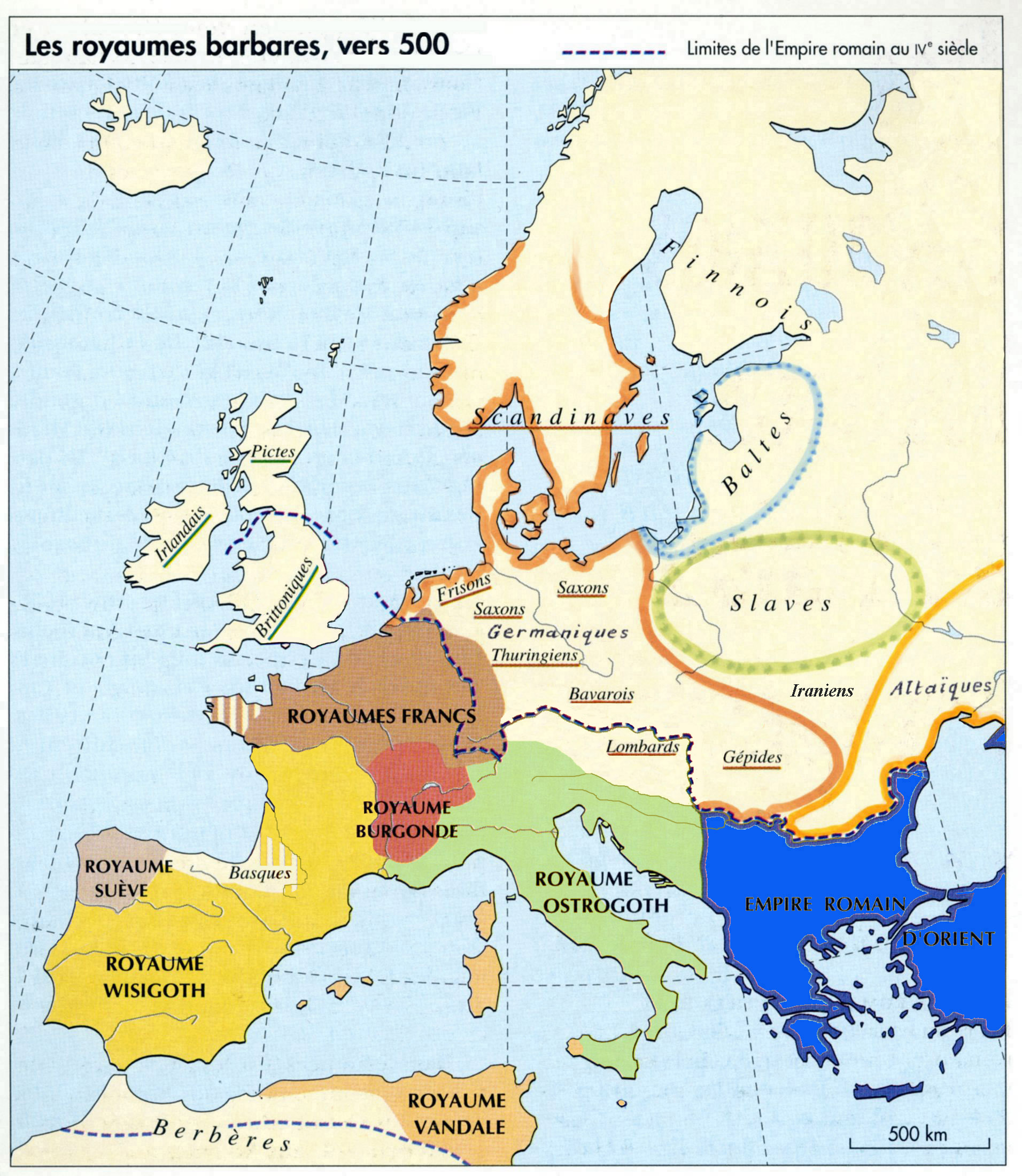
Les premiers royaumes germaniques en Occident.
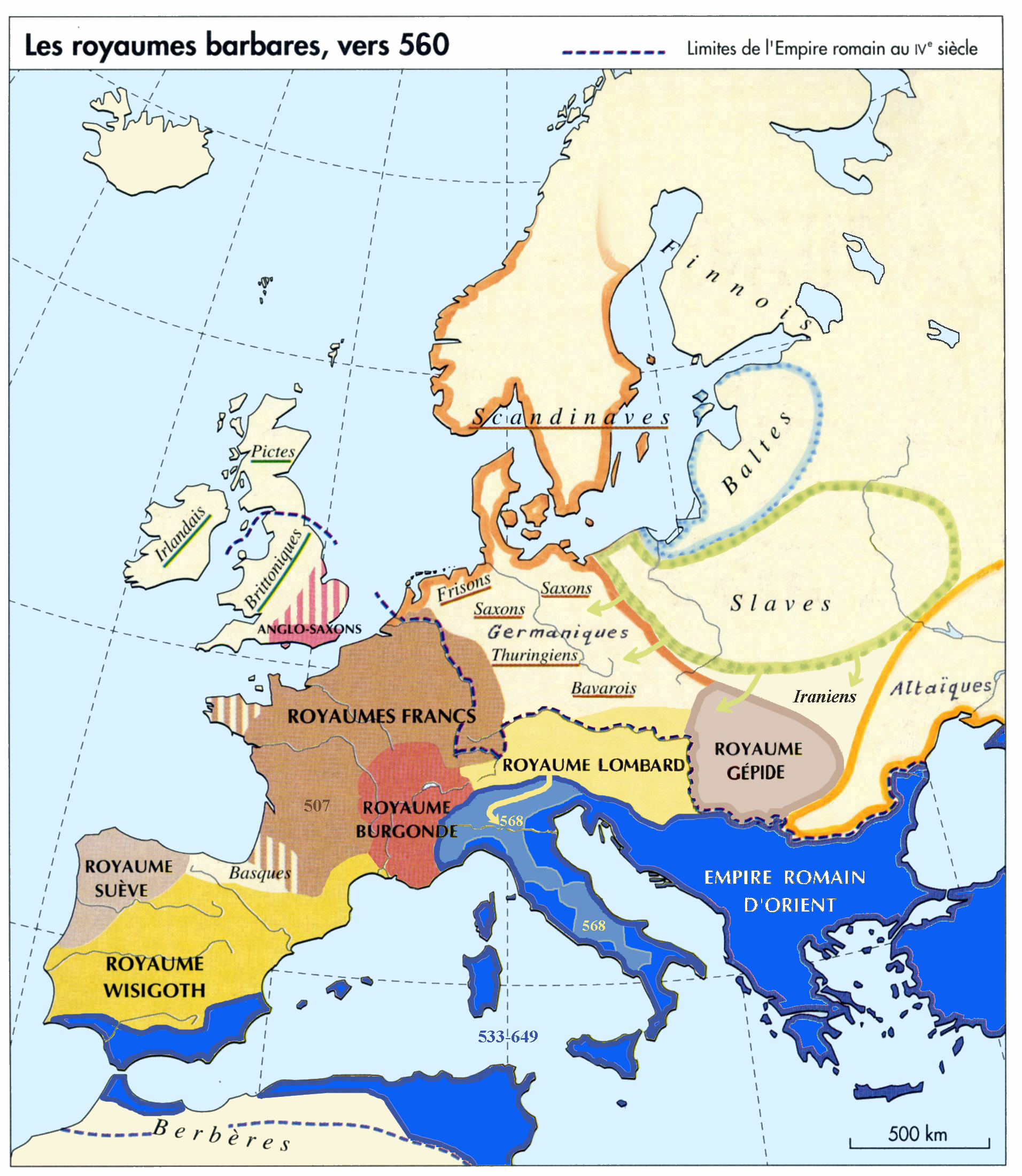
Royaumes « barbares » et Empire d'Orient sous Justinien.
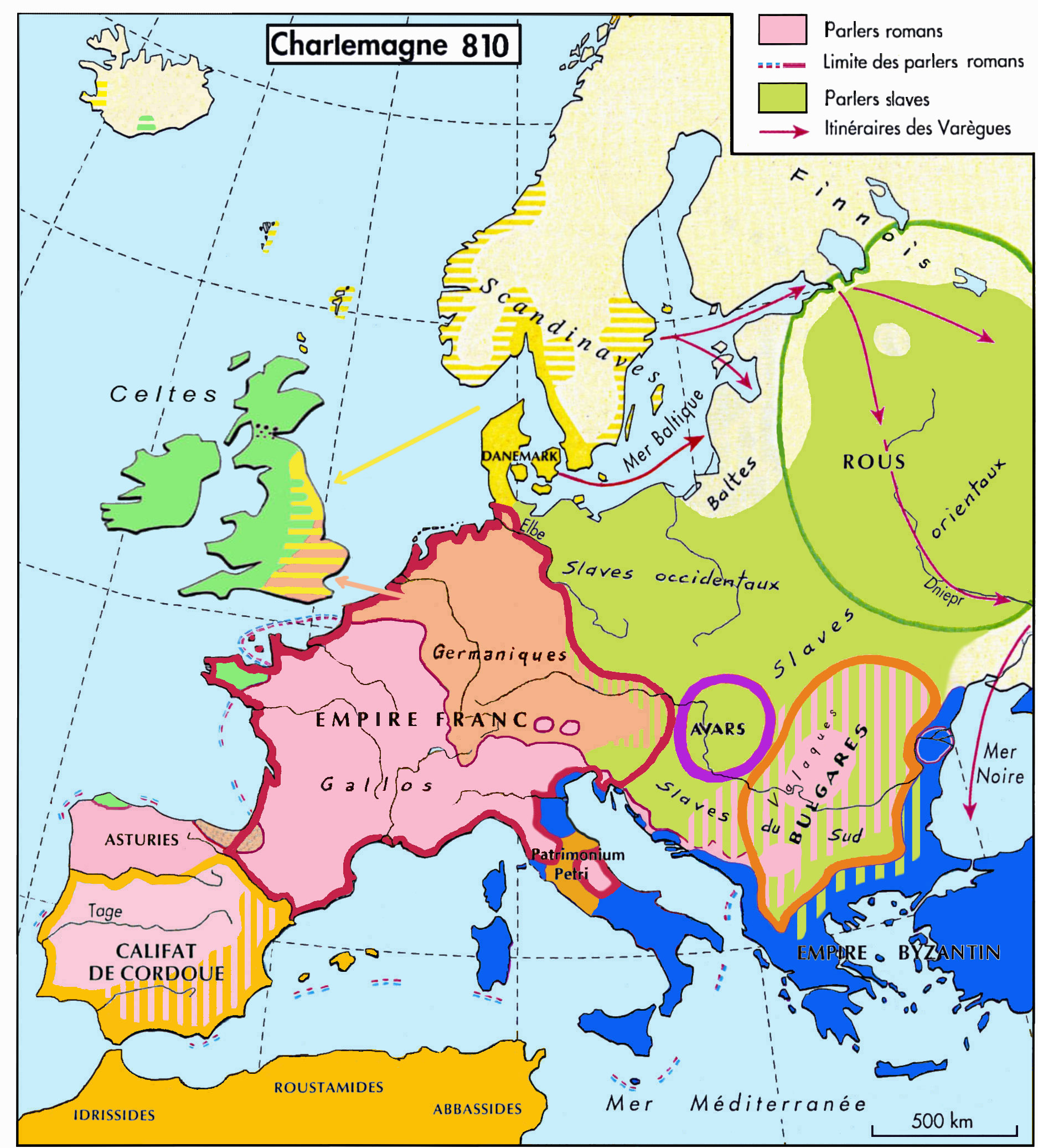
Charlemagne, les Slaves et l'arrivée des Bulgares[239].
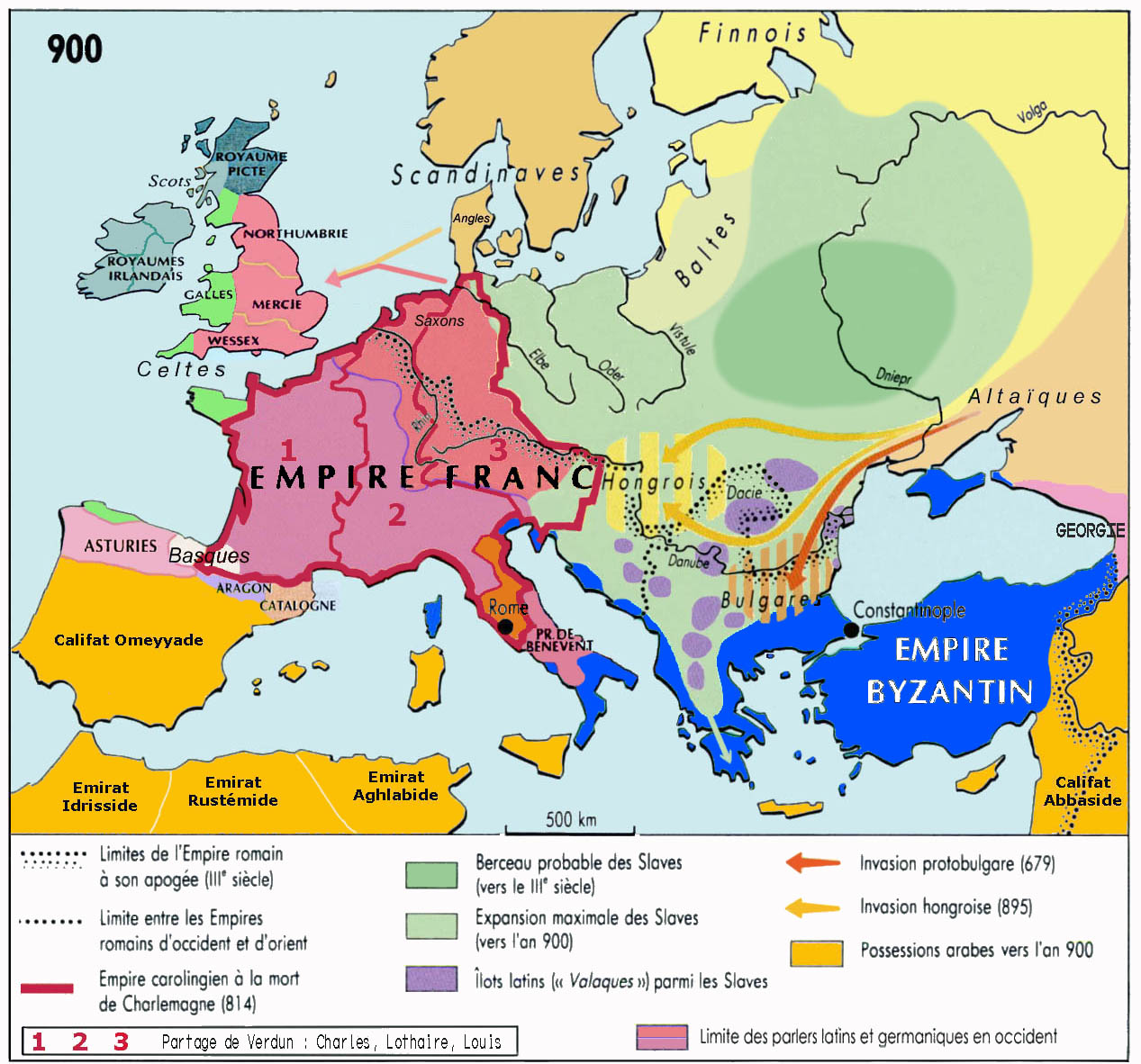
Le traité de Verdun et l'arrivée des Hongrois.
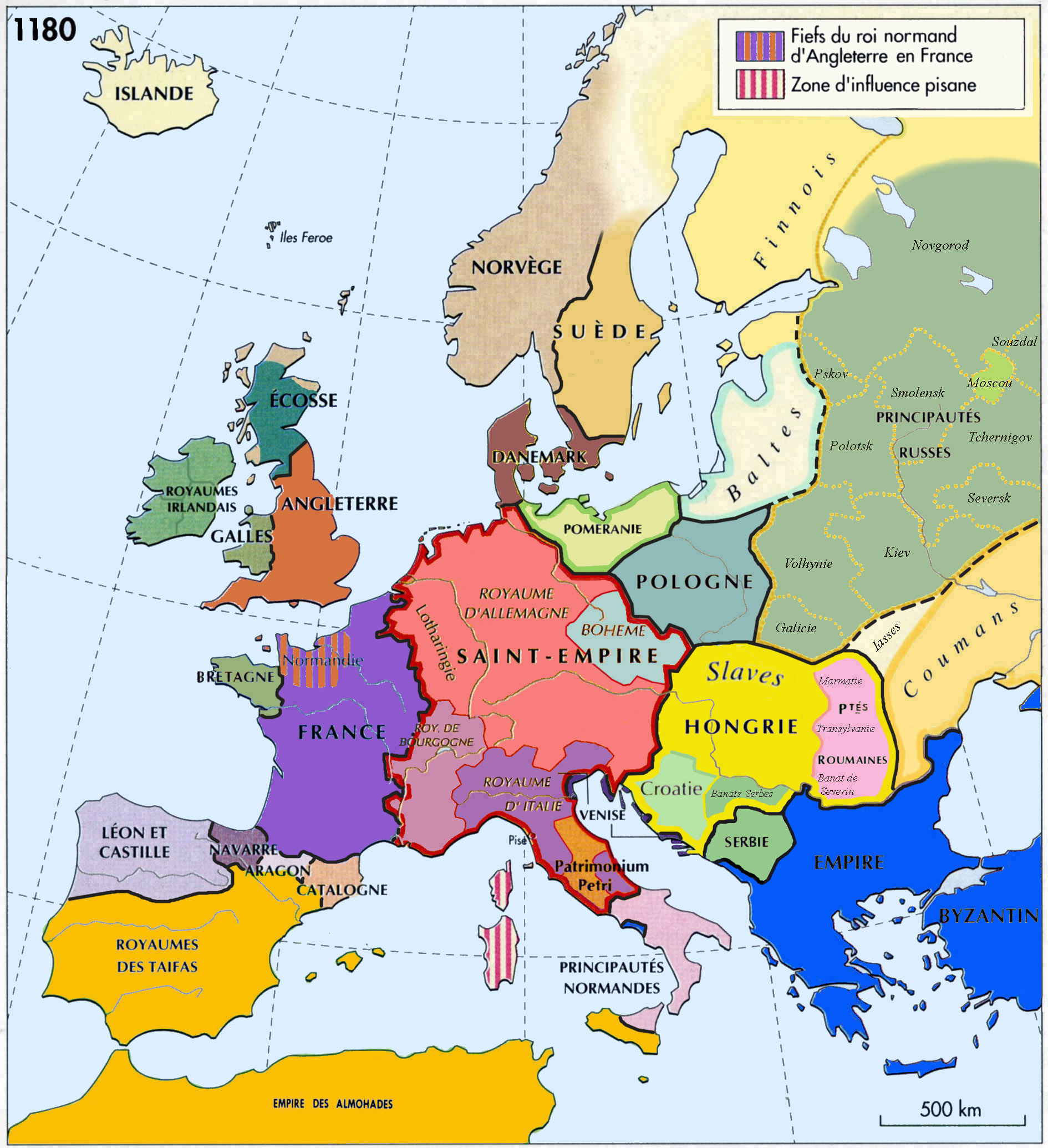
La mise en place de l'Europe médiévale en 1180.

### Sources primaires
La plus importante source concernant les invasions hunniques jusqu’en 378 est l’œuvre d’Ammien Marcellin (Ammianus Marcellinus), laquelle fut également la dernière œuvre historique latine de l’Antiquité. Des œuvres majeures d’Olympiodore de Thèbes et de Priscus, nous ne possédons que des fragments qui contiennent cependant des informations importantes. De la même façon, nous ne possédons que des fragments des œuvres de Malchos de Philadelphie et de Jean d'Antioche. Le chroniqueur païen Zosime écrivit vers les années 500 une Nouvelle Histoire, laquelle en dépit de son recours à des sources fiables, contient de nombreuses erreurs et est partiale. Procope de Césarée décrivit de façon circonstanciée au VIe siècle les guerres de Justinien contre les Vandales et les Ostrogoths. Agathias le Scholastique et Theophylaktos Simokates décrivirent également les événements qui se sont produits dans l’empire d’Occident, même s’ils n’ont pas la même valeur que Procope. Jordanès, qui s’appuie sur une Histoire des Goths de Cassiodore maintenant perdue, est notre principale source d’information sur l’histoire des Goths (principalement des Ostrogoths), même si on peut douter de certaines informations. Pour l’histoire des Francs, on se rapportera à Grégoire de Tours et à son Histoire en dix volumes. Paul Diacre nous renseigne sur l’histoire des Lombards. De plus, de nombreuses Chroniques (par exemple celles de Marcellinus Comes [Chronique des Gaules] ou celles d’Hydace de Chaves) nous apportent d’importantes mais brèves informations.
Par ailleurs, diverses Histoires de l’Église et des lettres comme celles de Sidoine Apollinaire contiennent de nombreuses informations dont la qualité et la crédibilité peuvent à l’occasion être remises en question. On trouvera tous les auteurs chrétiens en ligne dans la version française de Patrologia Latina ou de Patrologia Graeca.
- Agathias le Scholastique. Historiarum libri quinque (vers 560), édi. par R. Keysdell, coll. « Corpus Fontium Historiae Byzantinae », 2A, De Gruyter, Berlin, 1967.
- Ammien Marcellin, Histoires (Res Gestae, 395), sous la dir. de Jacques Fontaine, Les Belles Lettres, 1968 ss. T. I : livres XIV-XVI, 1968 ; t. II : livres XVII-XIX ; t. III : livres XX-XXII ; t. IV : livres XXIII-XXV, 1977 ; t. V : livres XXVI-XXVIII ; t. VI : livres XXIX-XXXI (index général).
- Blockley, Roger C. (éd.), The Fragmentary Classicising Historians of the Later Roman Empire (texte et traduction anglaise), Liverpool, 1980 (vol. I), 1983 (vol. II).
- Grégoire de Tours. Historia Francorum : photographie d'un parchemin du VIIIe/IXe siècle en écriture onciale, le manuscrit latin 17655, folio 13 volume 14, conservé à la Bibliothèque nationale de France, Département des Manuscrits, div. occidentale.
- Hieronymus (Jérôme), Epistulae, Corpus scr. eccl. lat., t. LIV, 1910 ; t. LV, 1912, t. LVI 1918
- Iohannis Antiocheni, Fragmenta ex Historia chronica, éd. Umberto Roberto, W. de Gruyter, 2005
- Jordanes (trad. Charles C. Mierow intr. et comm. de J. Vanderspoel), The Origin and Deeds of the Goths, université de Calgary, 1915 (réimpr. 2006)
- Marcellinus Comes. La Chronique de Marcellin (texte latin et traduction)
- Paul Diacre. L’Historia Langobardorum, disponible en ligne sur le site de la Bibliotheca Augustana
- Procope de Césarée, Anecdota ou La Vie secrète de Justinien (fr) [lire en ligne]
- Procope de Césarée, De bello gottorum, (la) [lire en ligne]
- Tables de la Patrologie latine par volume et par ordre alphabétique
- Table de la Patrologie grecque
- Zosime, Histoire nouvelle, édition et traduction François Paschoud, 3 tomes en 5 volumes, Paris, les Belles Lettres, 1971-1989

### Sources secondaires
- Magali Coumert et Bruno Dumézil, Les royaumes barbares en Occident, Paris, Presses universitaires de France, coll. « Que-sais-je ? » (no 3877), 2020
- (en) Thomas Burns, Barbarians within the Gates of Rome. A Study of Roman Military Policy and the Barbarians (ca. 375–425), Bloomington, Indiana University Press, 1994.
- (en) Thomas Burns, Rome and the Barbarians, 100 B.C.-A.D. 400, Baltimore, Johns Hopkins University Press, coll. « Ancient society and history », 2003, 461 p. (ISBN 978-0-8018-7306-5, lire en ligne).
- Helmut Castritius, Die Vandalen, Kohlhammer, Stuttgart u. a., 2007
- Alexander Demandt, Geschichte der Spätantike, C. H. Beck, Munich, 1998 ; 2. Aufl., C. H. Beck, München 2008  (ISBN 978-3406441073)
- Émilienne Demougeot, La Formation de l'Europe et les invasions barbares, vol. I : Des origines germaniques à l'avènement de Dioclétien, Paris, Aubier, coll. « Collection historique », 1979 (1re éd. 1969), 616 p. (présentation en ligne), [présentation en ligne], [présentation en ligne].
- Émilienne Demougeot, La Formation de l'Europe et les invasions barbares, vol. II, t. 1 : De l'avènement de Dioclétien (284) à l'occupation germanique de l'Empire romain d'Occident (début du VIe siècle) : le IVe siècle, Paris, Aubier, coll. « Collection historique », 1979 (1re éd. 1969), 410 p. (ISBN 2-7007-0146-1, présentation en ligne).
- Émilienne Demougeot, La Formation de l'Europe et les invasions barbares, vol. III, t. 2 : De l'avènement de Dioclétien (284) à l'occupation germanique de l'Empire romain d'Occident (début du VIe siècle) : le Ve siècle, Paris, Aubier, coll. « Collection historique », 1979 (1re éd. 1969), 519 p. (ISBN 2-7007-0146-1).
- Éditions de la Landschaftsverband Rheinland/Rheinisches Landesmuseum Bonn, Die Langobarden. Das Ende der Völkerwanderung, Darmstadt, 2008
- Eugen Ewig, Die Merowinger und das Frankenreich, 5, Auflage, Kohlhammer, Stuttgart, 2006
- Patrick J. Geary, Europäische Völker im frühen Mittelalter. Zur Legende vom Werden der Nationen, Fischer, Francfort-sur-le-Main, 2002  (ISBN 3-596-60111-8)
- Wolfgang Giese, Die Goten, Kohlhammer, Stuttgart u. a., 2004
- Hans-Werner Goetz, Jörg Jarnut, Walter Pohl (Éds). Regna and Gentes: The Relationship between Late Antique and Early Medieval Peoples and Kingdoms in the Transformation of the Roman World, Brill, Leyde u. a. 2003
- Walter A. Goffart, Barbarians and Romans AD 418–584. The Techniques of Accomodation, Princeton University Press, Princeton, 1980  (ISBN 0-691-10231-7)
- Walter A. Goffart, Barbarian Tides: The Migration Age and the Later Roman Empire, University of Pennsylvania Press, Philadelphie, 2006
- Guy Halsall. Barbarian Migrations and the Roman West, 376–568. Cambridge University Press, Cambridge, 2007
- Heater, Peter. Empires and Barbarians, Migration, Development and the Birth of Europe, Pan Macmillan, London, 2009  (ISBN 978-0-330-49255-3)
- Peter J. Heather, The Fall of the Roman Empire: A New History, Macmillan, Londres, 2005. Traduction française par Jacques Dalarun : Rome et les barbares, Alma éditeur, octobre 2017.
- Peter J. Heather, « The Huns and the end of the Roman Empire in Western Europe », In: English Historical Review 110, 1995, S. 4–41
- Peter J. Heather, Goths and Romans, 332–489, Oxford University Press, Oxford 1991.
- Dirk Henning, Periclitans res Publica: Kaisertum und Eliten in der Krise des Weströmischen Reiches 454/5–493 n. Chr., Steiner, Stuttgart, 1999  (ISBN 3-515-07485-6)
- Reinhold Kaiser, Die Burgunder, Kohlhammer, Stuttgart u. a., 2004
- Otto Maenchen-Helfen, Die Welt der Hunnen, 1978, ND Wiesbaden, 1997
- Gideon Maier, Amtsträger und Herrscher in der Romania Gothica, Steiner, Stuttgart 2005
- Jochen Martin, Spätantike und Völkerwanderung, 4. Auflage. Oldenbourg, Munich, 2001  (ISBN 3-486-49684-0)
- Mischa Meier (Éd.), Sie schufen Europa, C. H. Beck, Munich, 2007
- Wilfried Menghin, Die Langobarden, Theiss, Stuttgart, 1985
- (en) Andrew Merrills et Richard Miles, The Vandals, John Wiley & Sons, 23 décembre 2009, 368 p. (ISBN 978-1-4443-1808-1, lire en ligne)
- Walter Pohl, Die Völkerwanderung. 2. Auflage. Kohlhammer, Stuttgart u. a., 2005  (ISBN 3-17-018940-9)
- Walter Pohl (Ed.), Kingdoms of the Empire, Brill, Leyde u. a., 1997
- Verena Postel, Die Ursprünge Europas. Migration und Integration im frühen Mittelalter, Kohlhammer, Stuttgart, 2004
- Rom und die Barbaren Europa zur Zeit der Völkerwanderung, Hirmer, Bonn, 2008 (catalogue d’exposition)
- Roger Rémondon, La Crise de l’Empire romain, de Marc Aurèle à Anastase, Paris, Presses universitaires de France, 1970
- Pierre Riché et Philippe Le Maître, Les Invasions barbares, Paris, PUF, 7e édition 1989 (1re en 1953), coll. « Que sais-je ? », 128 pages
- Klaus Rosen, Die Völkerwanderung, 2. Auflage, C. H. Beck, Munich, 2003  (ISBN 3-406-47980-4)
- Philipp von Rummel, Hubert Fehr. Die Völkerwanderung, Theiss, Stuttgart, 2011
- Christopher A. Snyder, An Age of Tyrants: Britain and the Britons, AD 400–600, University Park/PA, 1998
- Matthias Springer, Völkerwanderung. In: Reallexikon der Germanischen Altertumskunde (RGA). 2. Auflage. Band 32, Walter de Gruyter, Berlin/New York 2006, S. 509–517
- Ernst Stein, Geschichte des spätrömischen Reiches, Volume 1. Vienne, 1928
- Timo Stickler, Die Hunnen, Munich, 2007  (ISBN 3-406-53633-6)
- Edward A. Thompson, Romans and Barbarians, Madison/Wisconsin, 1982
- Bryan Ward-Perkins, The Fall of Rome and the End of Civilization, Oxford University Press, Oxford, 2005
- Leslie Webster, Michelle Brown (Éd), The Transformation of The Roman World. AD 400–900, British Museum Press, Londres, 1997  (ISBN 0-7141-0585-6)
- Reinhard Wenskus, Stammesbildung und Verfassung. Das Werden der frühmittelalterlichen gentes., 2. Aufl. Cologne, 1977
- Chris Wickham, Framing the Early Middle Ages. Europe and the Mediterranean 400–800, Oxford University Press, Oxford, 2005
- Herwig Wolfram, Das Reich und die Germanen, Siedler, Berlin, 1990  (ISBN 3-88680-168-3)
- Herwig Wolfram, Geschichte der Goten, 1. Auflage. C. H. Beck, Munch, 1979 ; 4e édition 2001
- Ian N. Wood, The Merovingian Kingdoms, Longman, Londres, 1994